# Румынский и молдавский национальные костюмы

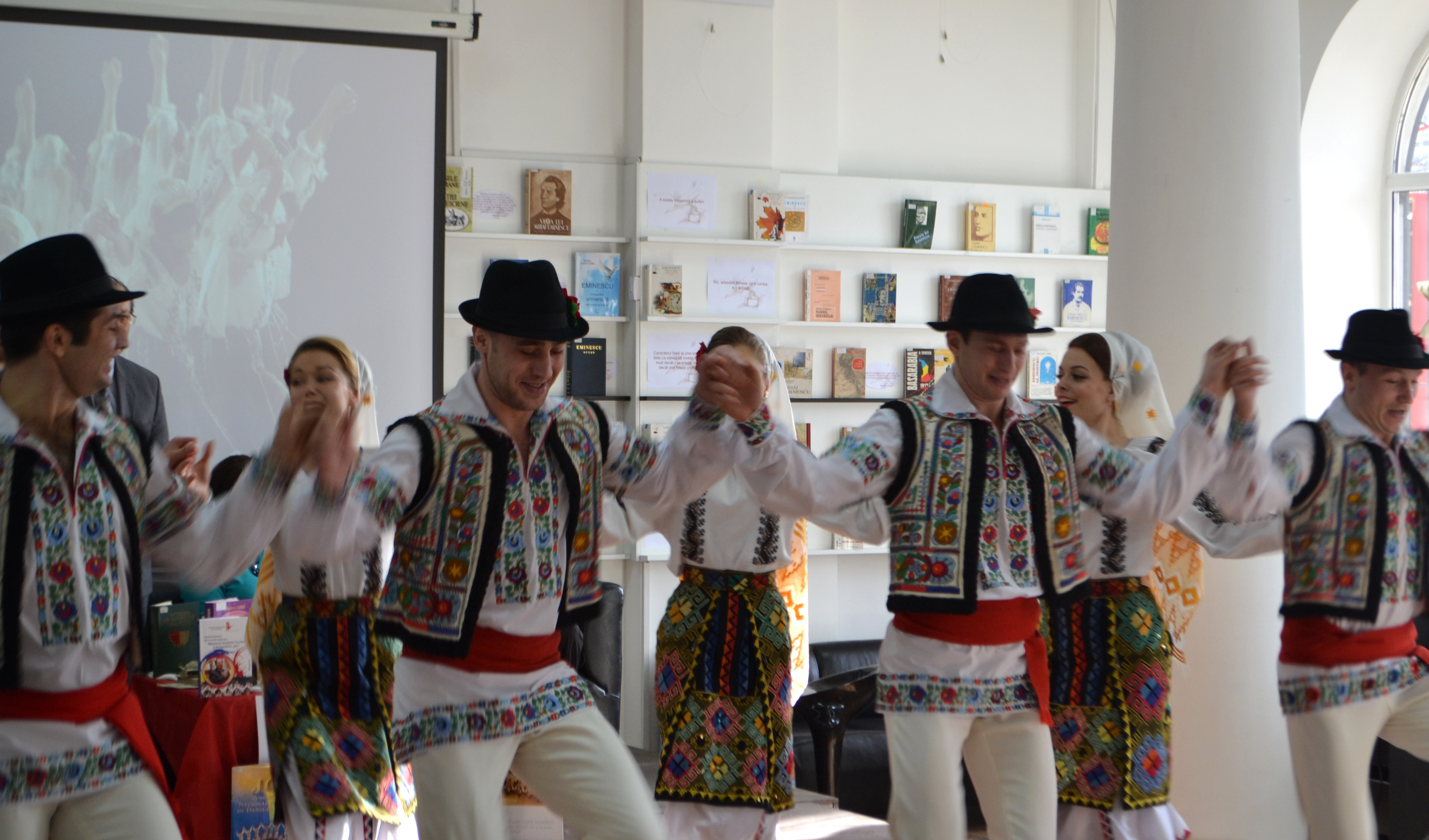
Танцоры ансамбля «Жок» в молдавских народных костюмах

Национальный костюм (рум. costume popular românesc, молд. костум популар молдовенескь) является неотъемлемой частью культуры молдаван и румын. Так как румыны и молдаване являются очень близкородственными народами, то их национальные костюмы очень похожи, поэтому в данной статье будут рассматриваться костюмы обоих народов.
Как и везде в Европе, до наших дней сохранились единичные предметы народного костюма, такие как шапки или безрукавки, которые носятся главным образом пожилыми людьми.

## История

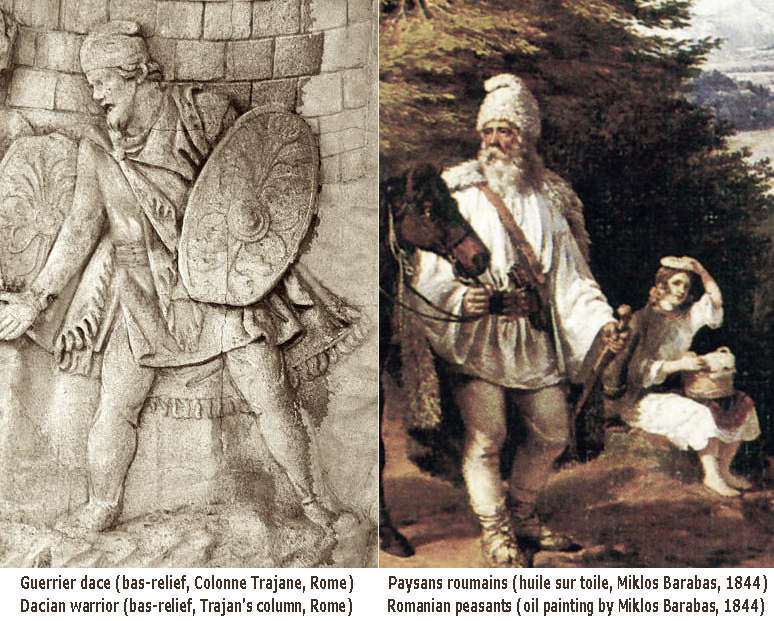
Слева — изображение дака из колонны Траяна, справа — румынский народный костюм

Археологические находки включают в себя лишь металлические части одежды и украшения, к которым относятся золотые и серебряные шейные гривны, серьги, стеклянные бусы, и бронзовые браслеты, фибулы и др.; однако изображения даков в римских источниках (например, на колонне Траяна, а также на памятнике из Адам-Клисси (Добруджа)) говорят о дакийской преемственности в румынском и молдавском костюме. К элементам, пришедшим напрямую из одежды даков, относится геометрический орнамент, используемый в вышивке, туникообразные рубахи, плащи и меховые шапки — кушмы.
Также большую роль в формировании румынского и молдавского народных костюмов сыграли славяне, пришедшие в Причерноморье и на Балканы в VI—XII веках. Из славянских заимствований в румынском и молдавском костюме являются женские юбки, состоявшие из двух частей: передней и задней, свадебные женские головные уборы разных типов, кожаные пояса с металлическими накладками. Также некоторое влияние оказали тюркские кочевые народы, кочевавшие на территории современных Молдавии и Румынии в IX—XIII веках, тюркское влияние отразилось на терминологии и покрое некоторых видов одежды.
Румынский и молдавский национальный костюмы окончательно сформировались в Средневековье, после обретения государственности. В это время происходит обособление народного костюма и одежды знати, последняя находилась под сильным византийским, а с XV-го века — венгерским, турецким и русским влиянием. Некоторые элементы одежды знати позднее проникли в городской и народный костюм: например, длинный боярский кафтан был обязательной принадлежностью одежды молдавских музыкантов первой половины XIX века.
В XVIII веке в связи кризисом в Османской империи, владычество турок на территории современных Румынии и Молдавии ослабевает, а в следующем, XIX веке Бессарабия (современная Республика Молдавия) присоединяется к России, в то время как румынские княжества в составе Османской империи получают большую автономию, а затем независимость, и в итоге объединяются в Королевство Румынию. С этого момента турецкий и исконно румынский/молдавский костюмы в среде горожан начинают вытесняться европейской одеждой (в начале и середине XIX века ношение европейской одежды среди знати воспринималось сдержанно, но неоднозначно, а простолюдины и вовсю считали данный позором, так как в их глазах западная одежда ассоциировалась с немецкими купцами, обосновавшимися в Бухаресте и Яссах, и зачастую гулявшие в пьяном виде по праздникам и в конце недели), а в начале XX века она проникает и в сельскую местность. Однако, чтобы показать близость с народом, румынская знать иногда надевала стилизованные народные костюмы. Ситуацию с костюмом, царившую в Бессарабии в начале XIX века, в частности, зафиксировал находившийся здесь в ссылке Александр Пушкин на некоторых своих рисунках, например, на рисунке 12 апреля 1821 года «Сцена в церкви», изображающем боярина, снявшего свою шапку-ишлик, грека-клефта, молдавского крестьянина, монаха в подряснике и скуфье, купцов и чиновника (вероятно, русского). Этот рисунок демонстрирует царившую в то время пестроту одежды среди разных сословных групп Бессарабии.
Об изменениях, произошедших в быту румынской и молдавской знати, в том числе и одежде, следующим образом писал Ланжерон:

Мы нашли многих молдаванок в восточных костюмах, в домах без мебели и с очень ревнивыми мужьями. Но революция, произошедшая в Яссах, а затем в Бухаресте была быстрой и полной: через год все молдавские и валашские женщины переоделись в европейские одежды. Дома наполнились иностранными слугами, французскими поварами, в салонах говорили только по-французски. Петр I не изменил лик империи так, как наше прибытие изменило Молдавию— Демьянов Сергей, Валахия и Молдавия в первой половине 19 века
Некоторый возврат интереса к румынскому народному костюму возникает в период правления фашистско-традиционалистской партии «Железная гвардия», и не угасает после прихода к власти коммунистов. При коммунистическом режиме были созданы кооперативы (хотя некоторые начали работу ещё при королевском режиме), изготавливавшие народные костюмы, а их можно было купить в сельмагах. Например, по состоянию на 1965 год, ккоператив в селе Тисмана Олтенской области (ныне город в составе жудеца Горж) изготавливал народный костюм Олтении; кооператив села Кэлинешть Питештского района области Арджеш (ныне жудец Арджеш) изготавливал народные костюмы. Кооперативы по изготовлению народных костюмов существовали и в городах, их продукция не только экспортировалась в сёла, но и служила в качестве сценического костюма ансамблей народной музыки. Например, кооператив «Arta casnică» (рум. Домашнее искусство) города Бряза (ныне жудец Прахова) специализировался на производстве шёлковых и полотняных рубах. Аналогичная ситуация наблюдалась и в Молдавской ССР, где начиная с 60-х годов художественные промыслы включены в систему государственной промышленности, и где изготовление национального костюма было сосредоточено в Объединении народных художественных промыслов Министерства местной промышленности.
Тем не менее, к 1960-м годам румынский и молдавский народный костюм окончательно выходит из употребления в быту. Однако его отдельные элементы сохраняются и по сей день, главным образом среди пожилых людей. Жители молдавских и румынских сёл даже нося одежду современного покроя сохраняют преемственность с традиционным костюмом: мужчины носят шапки-кушмы, вязаные безрукавки и жилеты вместо традиционных кожаных безрукавок, женщины — платья вместо рубах и многочисленных вариантов передников и платки вместо марам. Традиционные костюмы в том виде, в котором они формировались за всё существование румынского и молдавского народов, тем не менее, продолжают носиться, но лишь на некоторых праздниках (свадьба, встреча хлебом-солью), особенно в сельской местности. В дизайне костюмов принимают участие некоторые модельеры и художники, а иногда румынский и молдавский народный костюм служит источником вдохновения для домов мод. Например, Dior за основу своей осенней коллекции 2017 года взяла румынский народный костюм. Однако представители самого дома, в том числе его глава Мария-Грация Кьюри (итал. Maria Grazia Chiuri) никак не прокомментировали использование в коллекции румынских народных мотивов, что в самой Румынии было воспринято как плагиат. В сети стал набирать популярность хэштег #GiveCredit, а румынский Beau Monde решил восстановить справедливость самостоятельно, запустив кампанию по продаже одежды местных мастеров, создав для них бесплатную рекламу и оповестив о ней в Интернете, под названием Bihor Couture (в коллекции были использованы мотивы из жудеца Бихор). Целью данной компании является популяризация и удешевление народного костюма, а также поиск нового рынка сбыта. Деньги с продажи народной одежды, вырученные в результате данной кампании, пойдут самим напрямую мастерам.

## Общие элементы

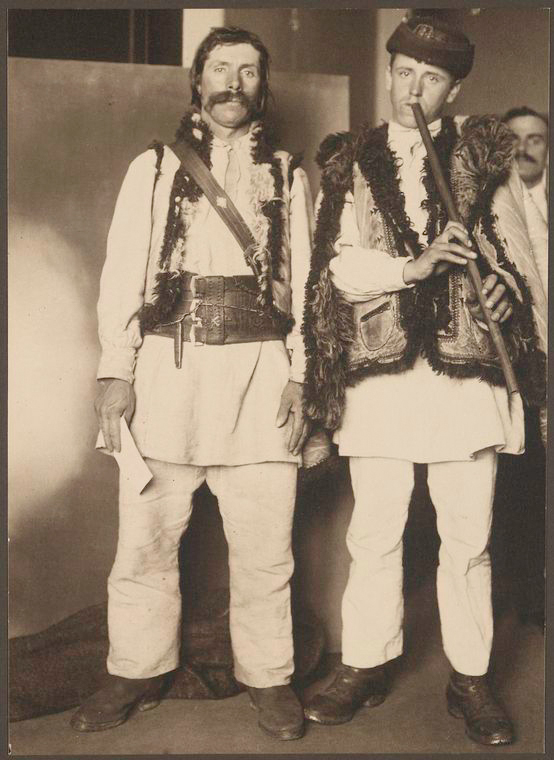
Румынские иммигранты в США, начало XX века. Из собрания Нью-Йоркской публичной библиотеки

Как и любой народный костюм, румынский и молдавский народные костюмы сильно различаются в зависимости от региона, однако в целом для них характерно преобладание белой некрашеной ткани, активное использование вышивки (вышивали нитями из козьей шерсти, дающей характерный блеск) и орнаментов. Существуют три вида используемых орнаментов: это абстрактный, геометрический, с изображениями зверей, птиц и человечков и с цветочными мотивами, появившийся в XVI—XVII веках. Среди мотивов растительного орнамента чаще всего встречаются изображения ветвей, листьев, цветков, виноградной грозди, пшеничных колосьев.
В условиях натурального хозяйства ткань и одежду крестьяне изготовляли дома, и только отдельные части костюма, такие как обувь, безрукавки, тулупы и шапки закупались у портных, сапожников и скорняков.

### Верхняя одежда
- Свита (молд. суман) — изготавливалась из сукна чёрного или серого цвета, имела полы до колен.
- Плащ (молд. и рум. манта ку глугэ, burcă) — носился в дождливую погоду, имел капюшон и шился из плотного сукна.
- Кожух (молд. и рум. кожок, cojoc, cojocul) — шуба с овчинным мехом белого, коричневого или чёрного вовнутрь и полами до колен и ниже, носился зажиточными крестьянами.
- Шуба (молд. контэш, contăş, chinteş[7]) — покрыта тонким сукном, носилась зажиточными крестьянами и боярами.

### Мужская одежда
- Мужская рубаха (молд. и рум. кэмашэ, cămaşa)[8] — туникообразного покроя, праздничные рубахи богато орнаментированы, повседневные содержат минимум вышивки или вообще не имеют. Выделяют четыре типа рубах: рубаха с полой, составленной из отдельных частей (исчезла в начале XX в.); рубаха с широкими, в полтора полотнища, рукавами; рубаха с треугольной вышитой вставкой (рум. barbura) на спине; рубаха с фустанеллой (молд. кэмешэ ку фустэ), носившуюся на резинке и короткая до пояса рубаха на кокетке (рум. cămaşă cu placă) с очень широкими рукавами. Подобные рубахи встречаются в венгерском, словацком и хорватском народных костюмах. Ворот у мужской рубахи круглый или квадратный, изначально он был вырезным, позднее появился невысокий стоячий или отложной воротник.
- Штаны — в большинстве регионов носили относительно схожие белые холщёвые и шерстяные штаны, подразделявшиеся на широкие (молд. и рум. чиоаречь, гач, cioareci) и узкие (молд. и рум. ицарь, змень, ițari), однако в некоторых местах встречались свои фасоны штанов. Некоторые ицарь длиной доходят до 4 метров, поэтому их носили с многочисленными сборками. Зимой пастухи носили штаны мешинь (рум. meşini) с мехом вовнутрь, а крестьяне — толстые шерстяные штаны (молд. и рум. берневичь, bernevici). Во время османского владычества также были в употреблении шаровары.

### Женская одежда
- Женская рубаха (кэмашэ, ие, туника)[9] была длиной до лодыжек. В Мунтении и на юге Трансильвании вместо рубахи носили кофту ие (рум. ie), доходившую до пояса, в XIX веке ие распространилась на всей территории Румынии и Молдавии. На груди и на рукавах рубахи и ие украшались вышивкой. Как и мужская рубаха, женская умела круглый или квадратный ворот. Рукава женской рубахи обычно длинные и цельнокройные, они украшаются богаче остальных видов рубах. Также рукава расширялись к манжетам, но к началу XX века такой тип рукавов стал встречаться всё реже.
- Катринцэ (молд. и рум. катринцэ, catrință) — шерстяная юбка, оборачивающаяся вокруг тела и опоясывающаяся, подобна украинской плахте[10]. Полы фоты либо перекрывают друг друга либо одна из них заворачивается наверх за пояс.
- Выльник (рум. vâlnic) — поясная одежда, представляющая собой два фартука: гладкий спереди и сборчатый или плиссированный сзади. Выльник, как и катринца распространён в Олтении. Эта часть одежды напоминает североболгарскую.
- Фота (молд. и рум. фотэ, фота, fotă, peștiman, pestelcă) — поясная одежда наподобие выльника, однако и спереди и сзади фартуки гладкие. В ширину она достигала около 80 см, а в длину — 1,40 см.

### Обувь

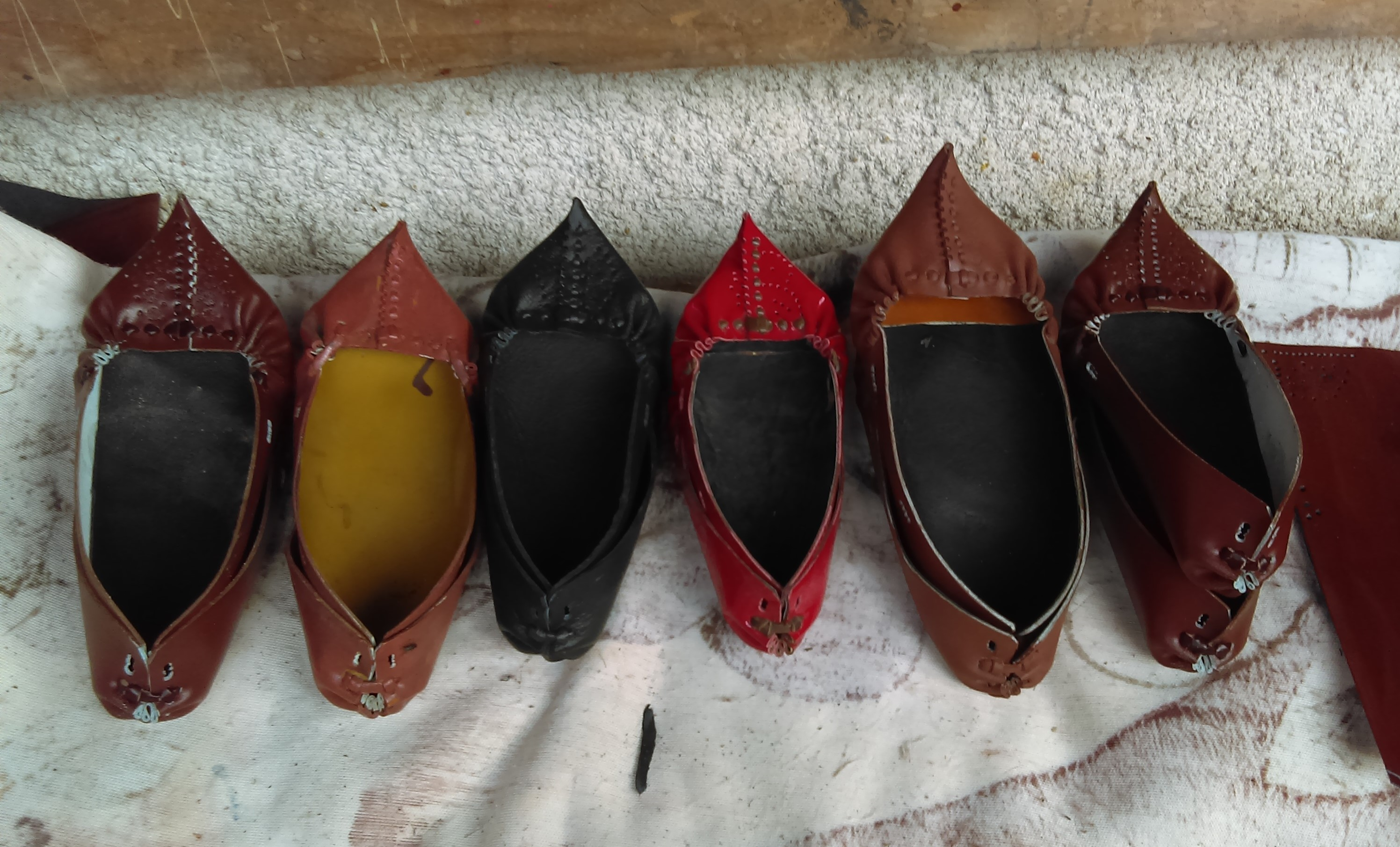
Опинчь из Марамуреша

- Опинчь (молд. и рум. опинчь, opinci) — обувь, изготавливавшаяся из прямоугольного куска свиной кожи, сгибавшегося кверху и перетягивавшегося лоскутком из той же кожи по бокам и верху. Опинчь были крестьянской обувью и носились поверх онучей или носок. Как правило, концы опинчь были острые, но в концы загибались вверх, а в центральной Бессарабии концы были круглые[11]. Слово заимствование из славянского «опанки, опанак», в свою очередь, восходящему к праславянскому «*opьnъkъ» — обувь скалолазов.
- Сапоги и ботинки — проникли в быт богатых крестьян в XIX веке. Уже в XX веке вошли в широкий обиход и окончательно вытеснили опинчь.

### Головные уборы
- Кушма (молд. и рум. кушмэ, кэчула, cușmă, cujmă, căciulă, moțată) — барашковая шапка. Носилась преимущественно в холодную погоду, но пастухи носили её круглый год. Кушма является национальным символом румын и молдаван, как сербская шайкача или русская ушанка.
- Шляпа (рум. и молд. пэлэрие, pălărie) — носилась в тёплую погоду. Шляпы могли быть сделаны из войлока или соломы, в XX веке появились фетровые шляпы.
- Марама (молд. и рум. марамэ, maramă) — длинная фата-покрывало, украшавшаяся вышивкой абстрактными или цветочными мотивами. При украшении могли использоваться золотые и серебряные нити. Существовали два варианта:
  - будничный — кырпэ (рум. cîrpă);
  - праздничный — нэфрамэ (молд. нэфрамэ, neframă)[12].
- Чапсе[13] (молд. и рум. чапсе, ceapsă) — чепец/повойник, бывший головным убором замужних женщин преимущественно в Молдове, Банате и Хунедоаре в XVIII—XIX веках. Чапсе шился из хлопка, льна, конопляных тканей и шерсти и декорировали вышивкой, шнурами и блёстками[14].
- Кырпэ (молд. и рум. кырпэ, cârpă) — повседневный головной убор, напоминающий русскую рогатую кику. Основу кырпэ составлял деревянный обод, передние концы которого срезаны и образуют рога (молд. коарне). Обод укрепляли на голове при помощи платка и покрывали сверху полотенчатообразным убором (молд. марамэ, нэфрамэ[8]), концы которого могли спускаться под подбородок или на плечи.
- Конч[серб.] (рум. conciul) — также, как и чапсе, существовал в Банате. Конч появился ориентировочно в 1820—1830-х годах под влиянием сербского головного убора «конджа» (серб. конђа, коњђа) и представлял из себя хлопковую или шёлковую шапочку ромбовидной формы, носившуюся на затылке и украшавшуюся монетами, цветами, лентами, стёклышками-кусочками зеркала или вуалью[14].

### Аксессуары
- Пояс — самым распространённым тканый пояс, кушак (молд. и рум. брыу, brâu). Мужские кушаки в ширину достигали 12-15 см, а женские были уже. Длина кушака составляла 3-3,5 м. Также были распространены кожаные пояса (молд. и рум. чимир, chimir), украшавшиеся многочисленными металлическими деталями и кармашками. Их носили главным образом пастухи-чабаны и зажиточные крестьяне[11]. Аналогичные пояса под названием черес были известны у гуцул, а также у других народов Карпат[15].
- Безрукавка — жилетка, которая могла изготавливаться из ткани (молд. жалеткэ, минтянаш, бондэ, пептар) или овчины (молд. кептарь, бондицэ)[8], как правило мехом вовнутрь. Мужские безрукавки украшались на внешней стороне кожаными аппликациями, а женские — также мулине с красными и чёрными нитями и бисером. По покрою безрукавки делились на открытые (рум. и молд. pieptar spintecat) и закрытые (рум. и молд. pieptar înfundat). Открытая безрукавка имела разрез спереди и застёгивалась на пуговицы, а закрытая безрукавка надевалась через разрез на боку или продевалась через голову.

### Причёски
Одной из самых древних женских причёсок являются распущенные волосы, которые девушки носили до замужества. С XVI века незамужние девушки начинают заплетать волосы в две косы и носить на голове венки. Замужние женщины всегда носили при людях головные уборы.
Мужчины обходились причёсками попроще — волосами до плеч. В XIX веке начинают стричься в европейском стиле, делая причёски с короткими волосами. Взрослые мужчины обязательно носили усы, старики могли носить бороду.

## Различия по регионам

### БессарабияиМолдавия
Молдавская народная одежда отличалась такими характерными чертами, как крой в талию, белый цвет ткани, вырезной ворот с прямым разрезом, наличие пояса. Наибольшего развития форм молдавский костюм достигает в начале XIX века, во время расцвета традиционного крестьянского костюма. В дальнейшем новые элементы будут заимствоваться из городского костюма.
В Молдавии на старинных молдавских женских рубахах вышивка присутствует не только спереди, но и на спине. Такие рубахи сохранялись потомками молдавских переселенцев села Троицкое Луганской области Украины. В праздничных рубахах на севере республики (Бричанский, Единецкий районы) вышивка располагалась по всей верхней части рубахи до пояса, включая рукава. В некоторых местах со славянским населением (на севере Бессарабии в Каменском и Рыбницком районах, а на юге — в Вулканештском районе) молдаване переняли русскую рубаху-косоворотку и сарафан. На рубеже XIX—XX веков самым распространённым покроем мужской рубахи была рубаха на кокетке.
На севере региона были распространены кушаки с разноцветными полосами в длину и пояса «вытканные веретеном» (рум. alese cu fusul) с двухцветным геометрическим рисунком: красный с чёрным, вишнёвый с зелёным; на юге — тканые красные пояса в 4 ремизки шириной 40-50 см. Бессарабская кушма имеет цилиндрическую, сужающуюся к верху форму и поэтому слегка напоминает фригийский колпак. Самыми распространёнными видами юбок были фота и катринцэ. В Молдавии от полотенцеобразного покрывала марама (рум. maramă) к косынке перешли раньше населения Румынии — уже к началу XX века.

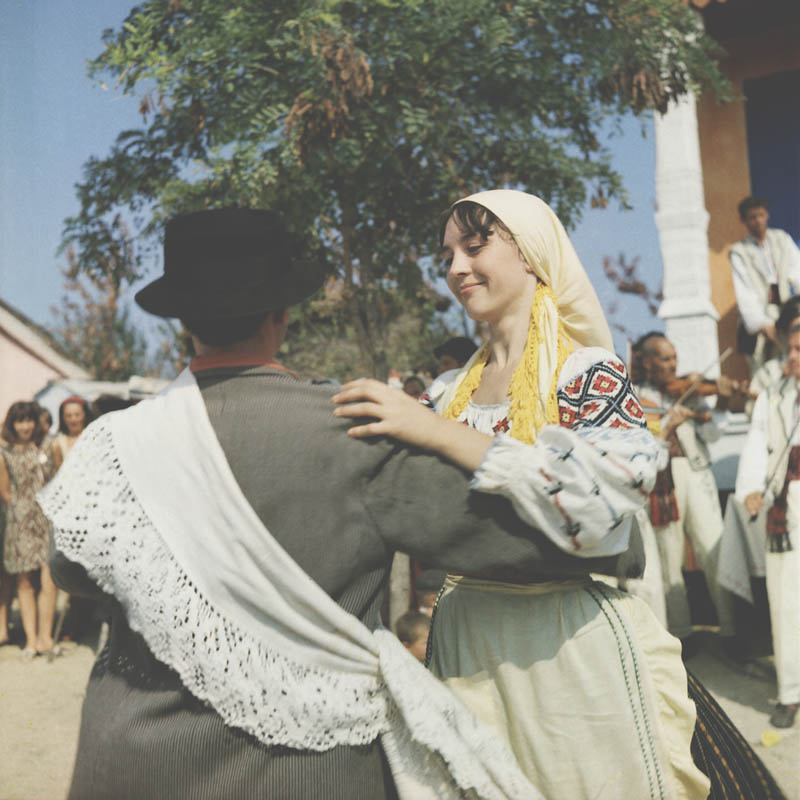
Свадьба в селе Ташлык (ныне Григориопольский район, 1969 год.
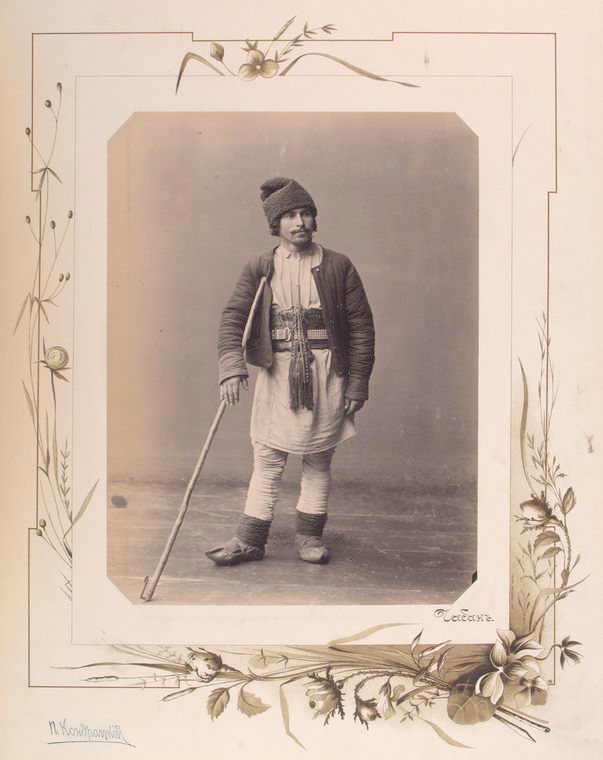
Молдаванин-чабан в свите, 1889 год.
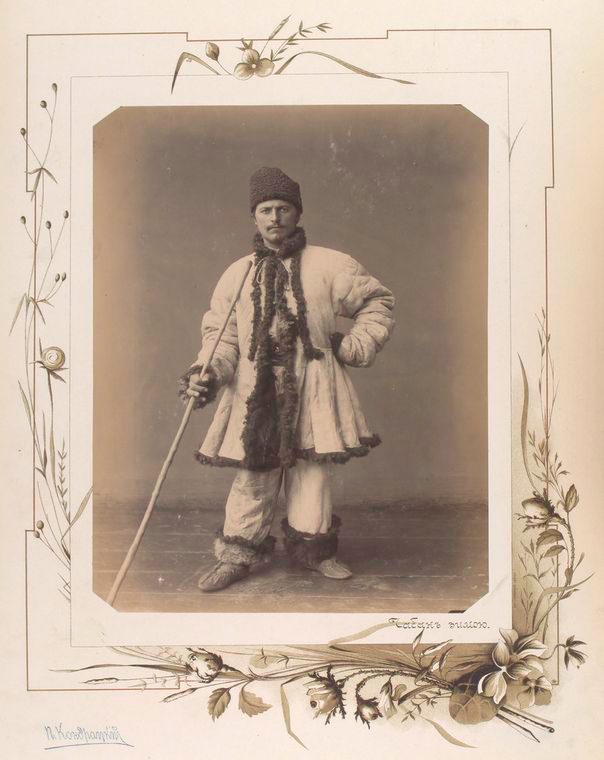
Чабан в зимней одежде (сапоги, кожух и мешинь), 1889 год.
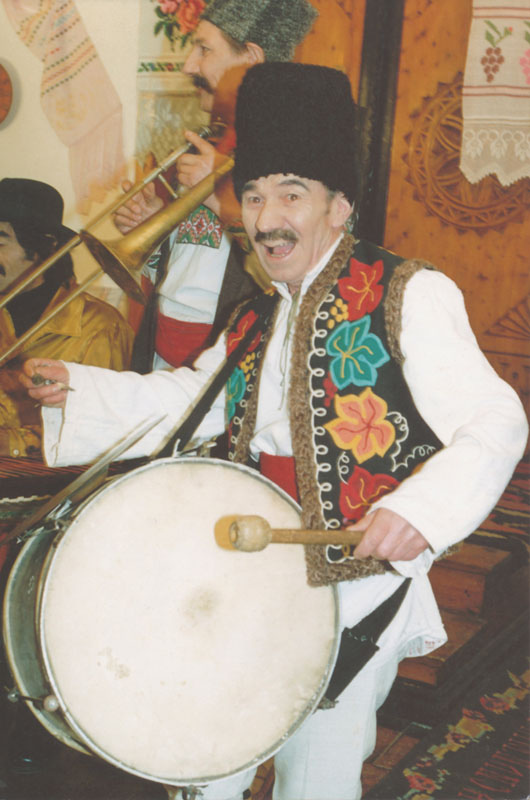
Барабанщик, Кишинёв, 2010 год.
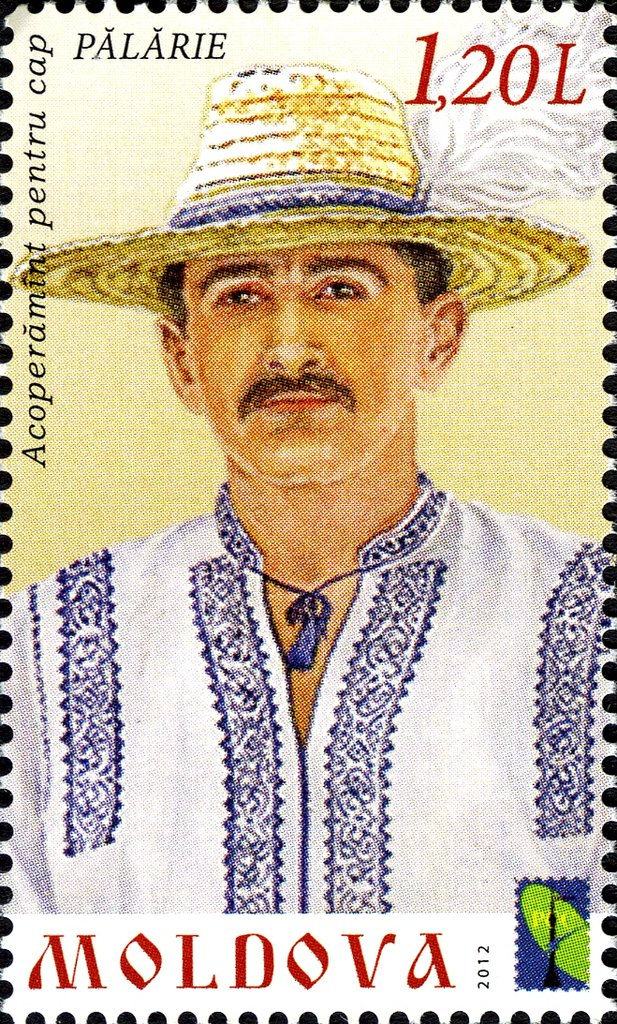
Соломенная шляпа, почтовая марка Молдавии, 2012 год
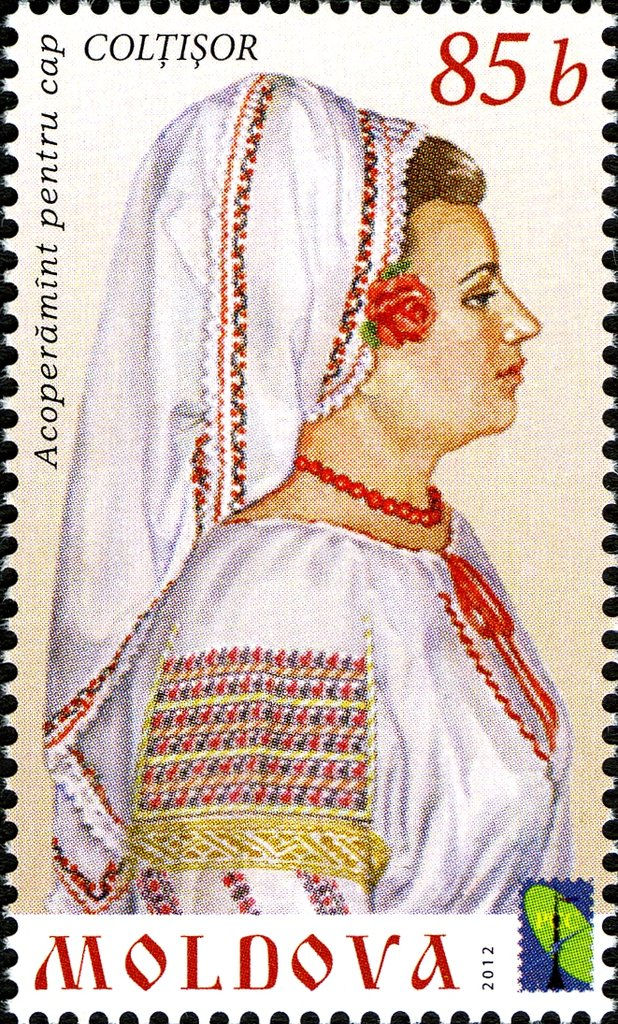
Марама, почтовая марка Молдавии, 2012 г.
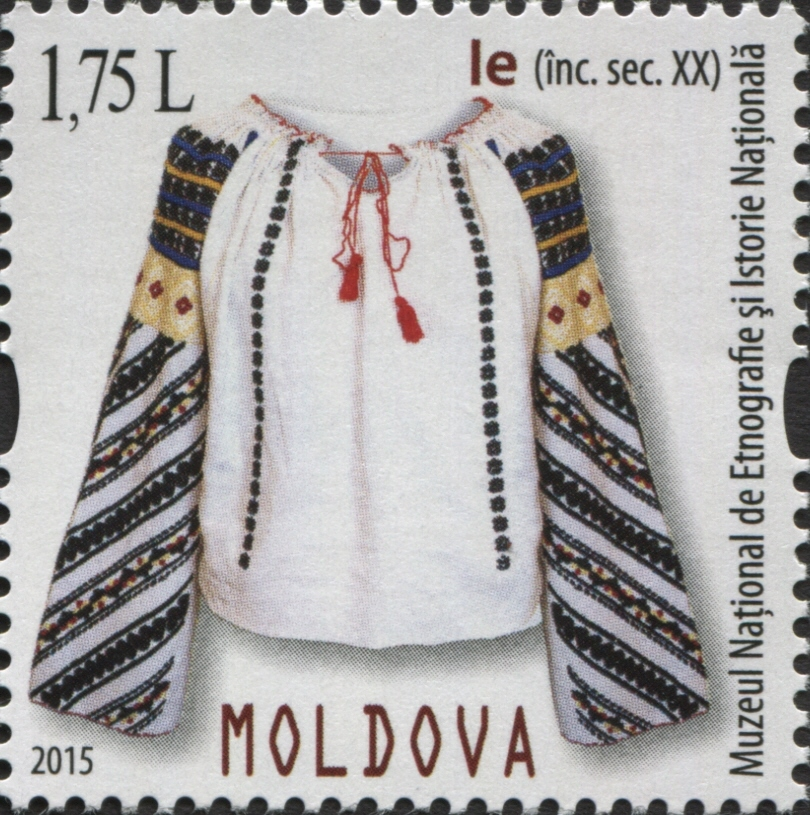
Женская рубаха, начало XX века, почтовая марка Молдавии, 2015 г.
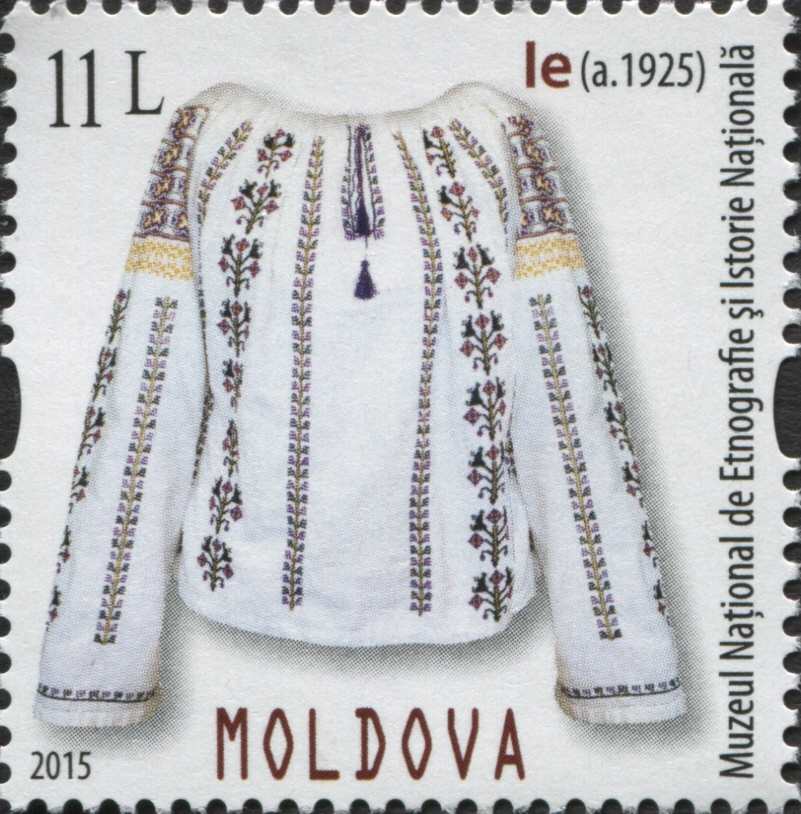
Женская рубаха, 1925 г. почтовая марка Молдавии, 2015 г.
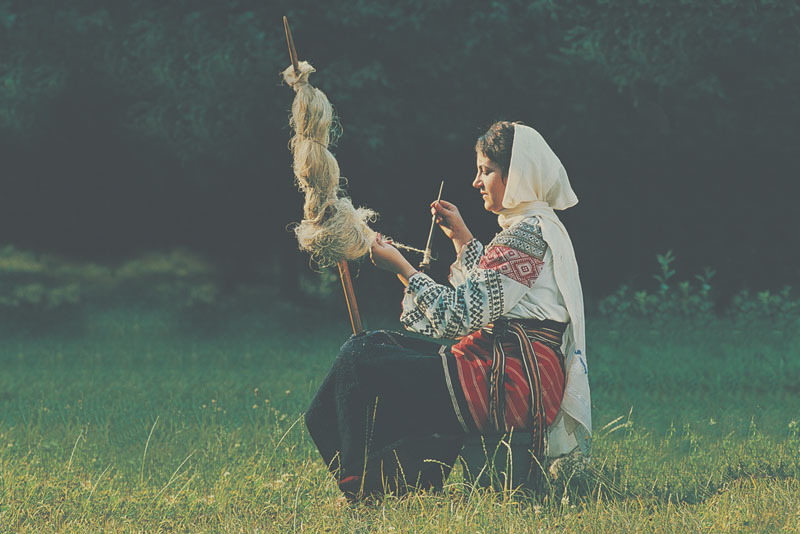
Женский костюм Единецкого района
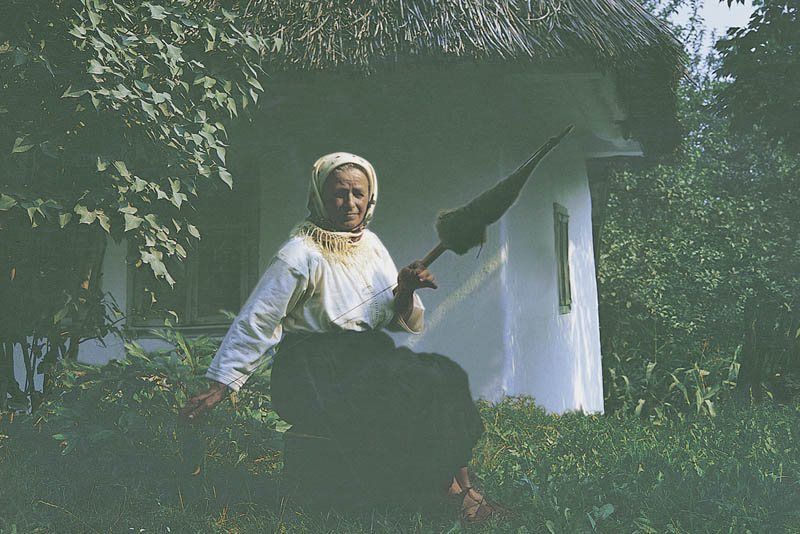
Женский костюм Единецкого района
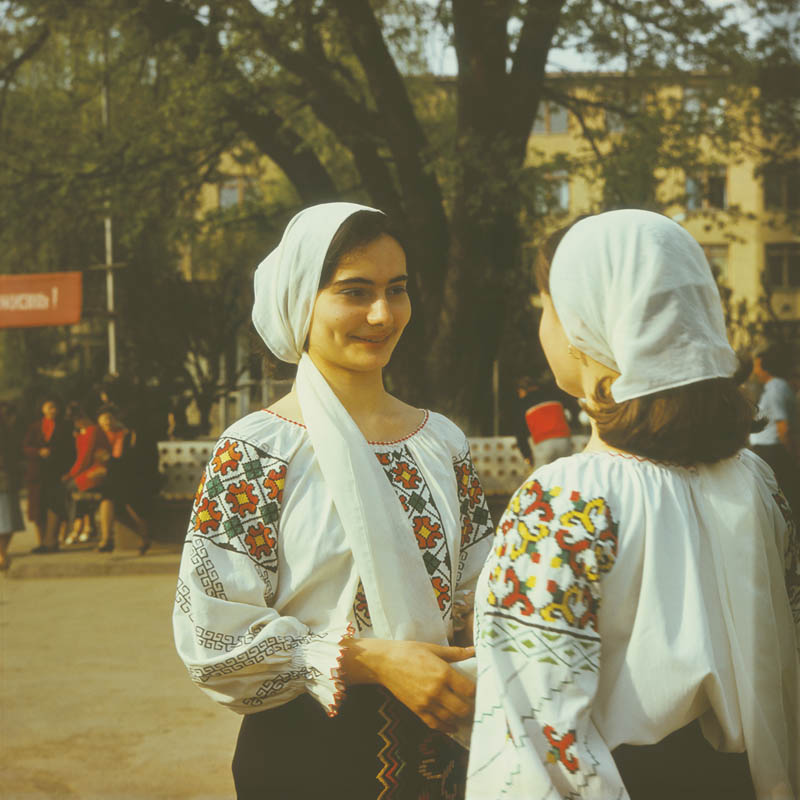
Две девушки в народных костюмах, Бельцы, 1980-е годы.
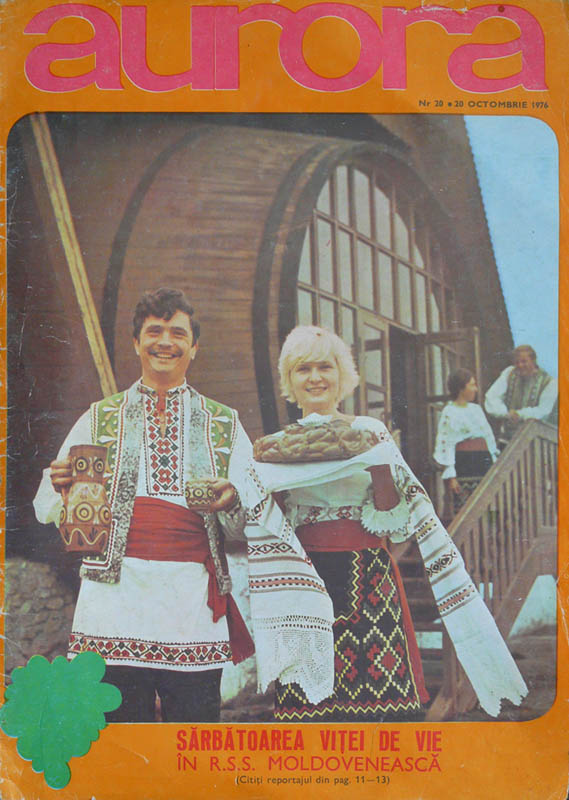
Костюм Оргеевского района, обложка румынского журнала, 1976 год
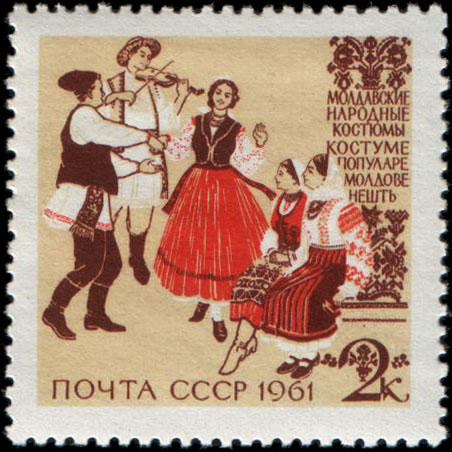
Молдавские народные костюмы. Художник: В. Пименов. Марка СССР, номинал - 2коп.
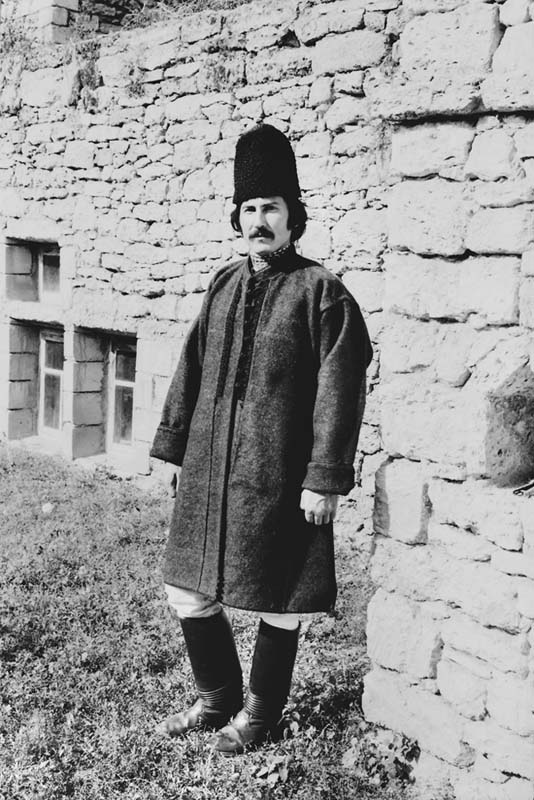
Зимний традиционный костюм, 1983 г.
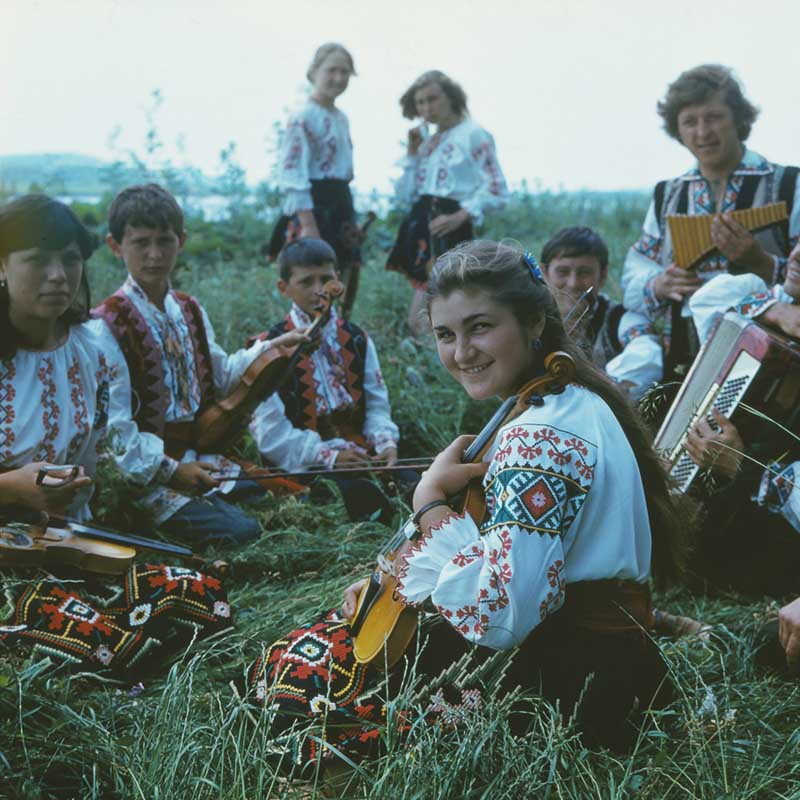
Народный ансамбль, 1980 г.

### Румынская Молдоваи южнаяБуковина
Народные костюмы румынской Молдовы и Молдавии очень близки.

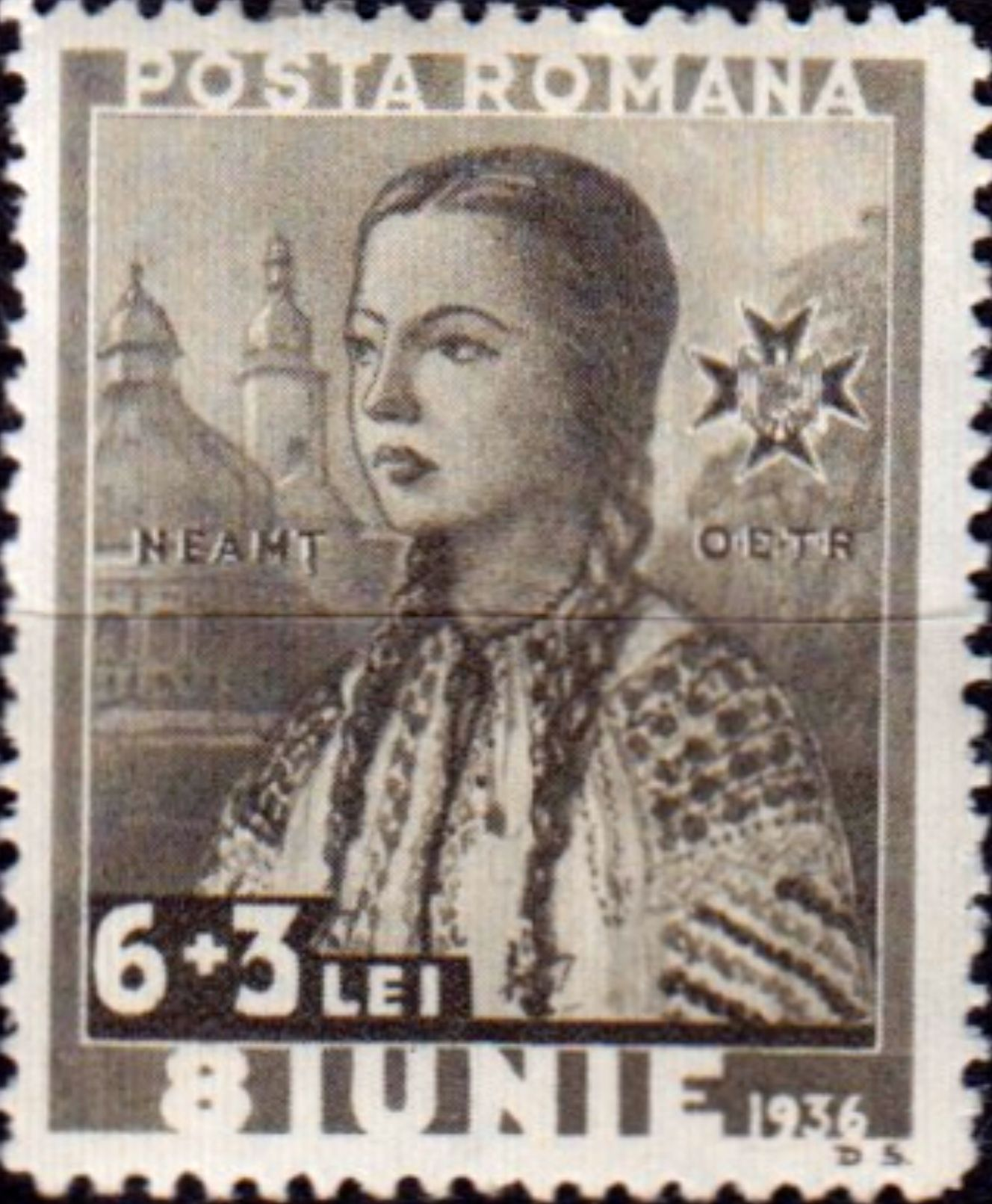
Костюм румынской Молдовы (жудец Нямц) на почтовой марке, 1936 год
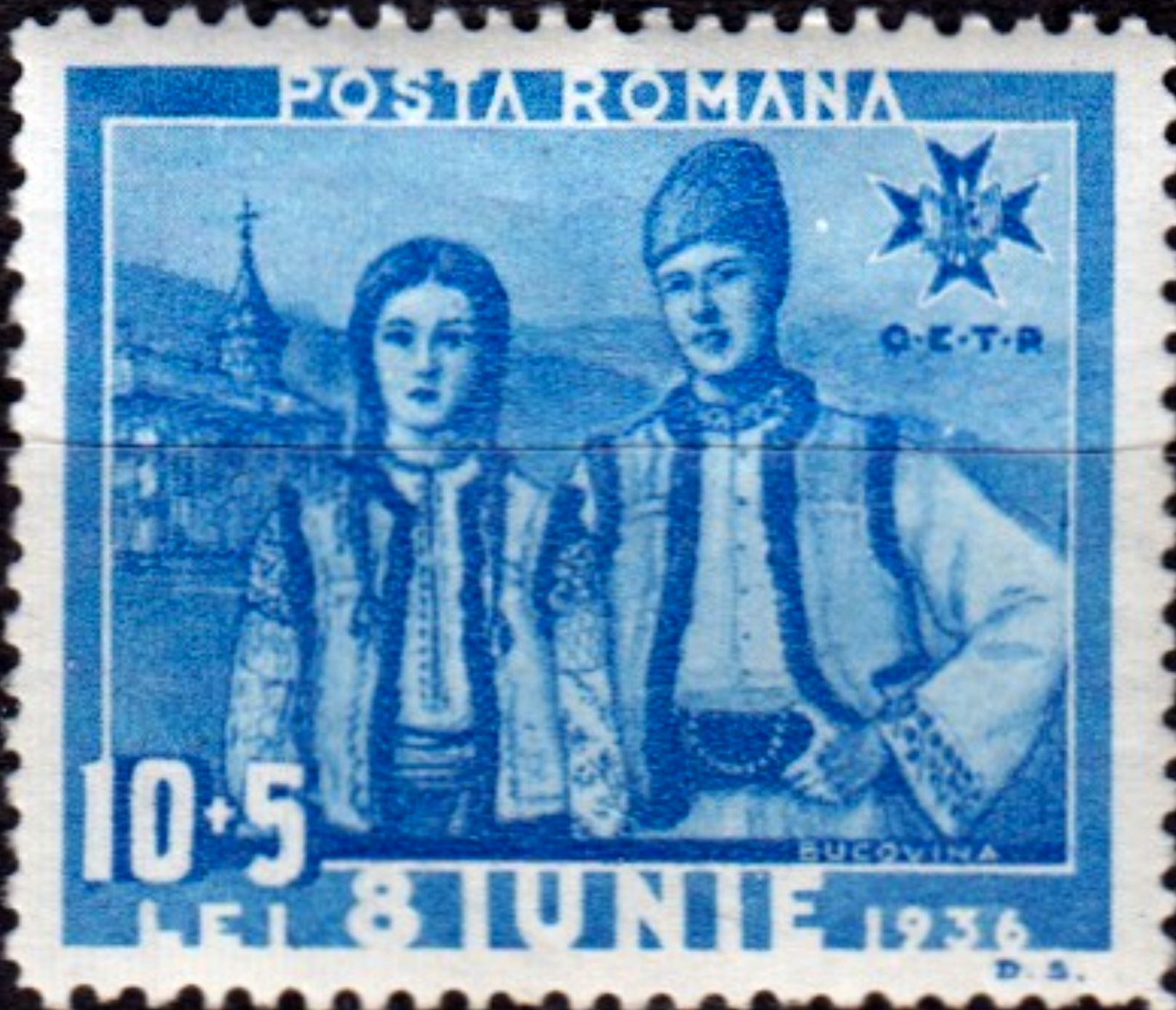
Народный костюм Буковины на почтовой марке, 1936 год.
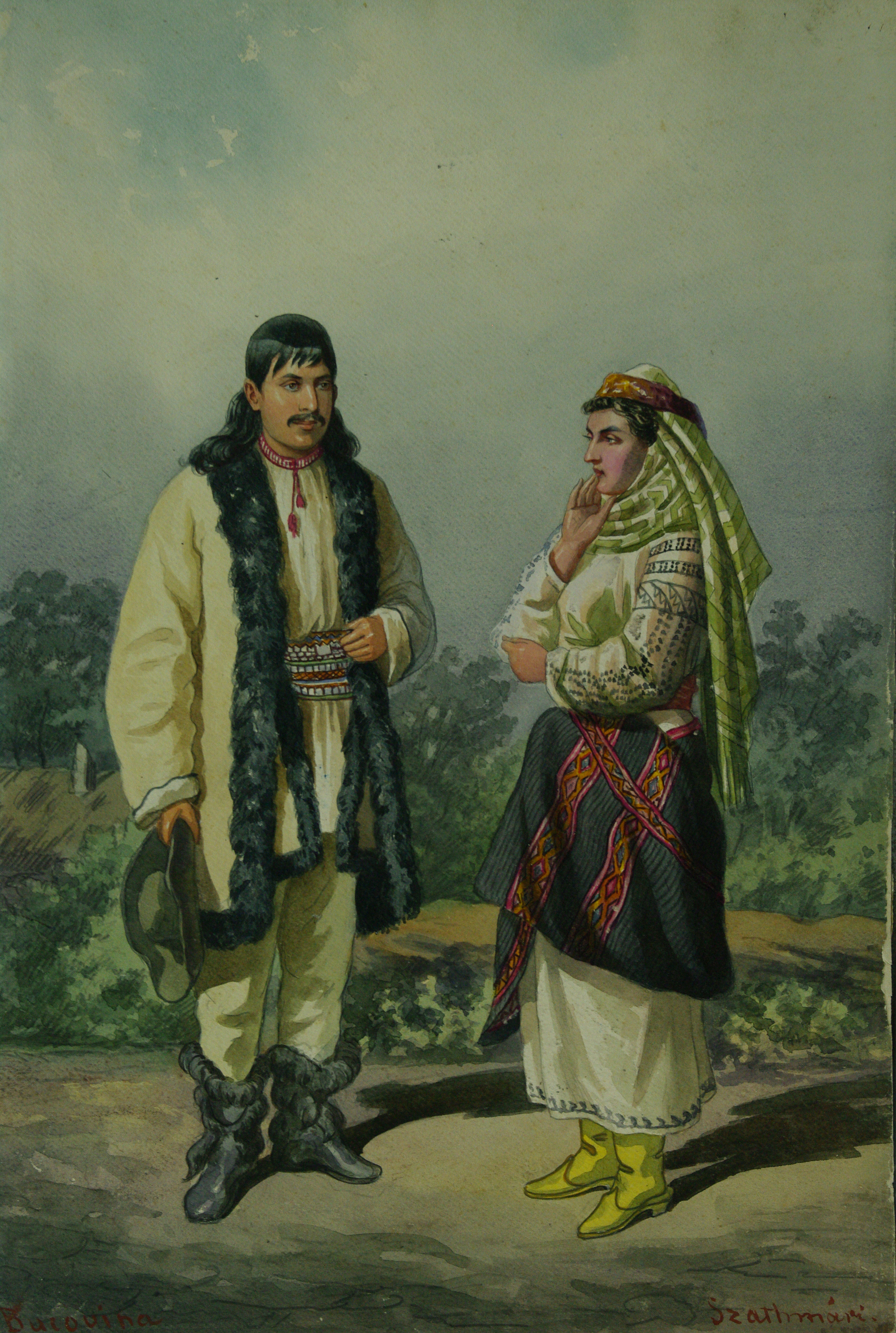
Костюм Буковины, картина Кароя Сатмари, 1870-е годы
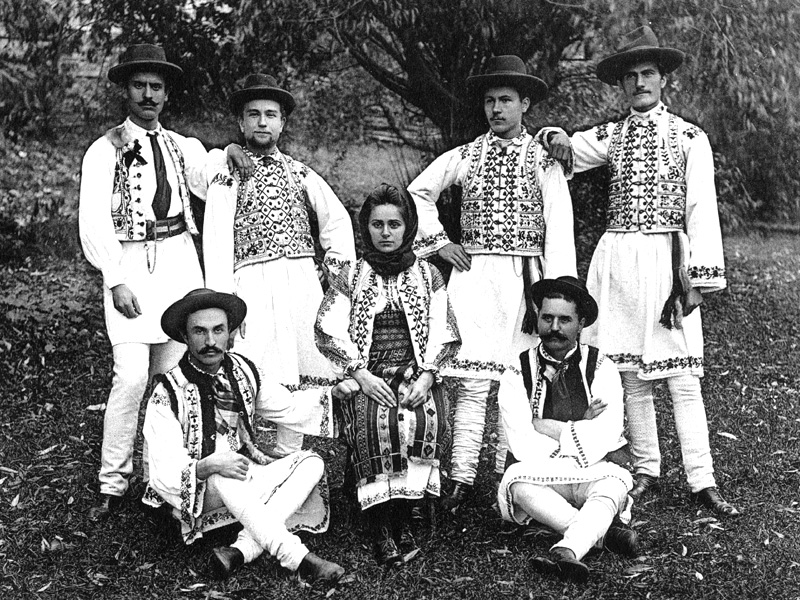
Костюмы из окрестностей Сучавы, 1901-1904 годы
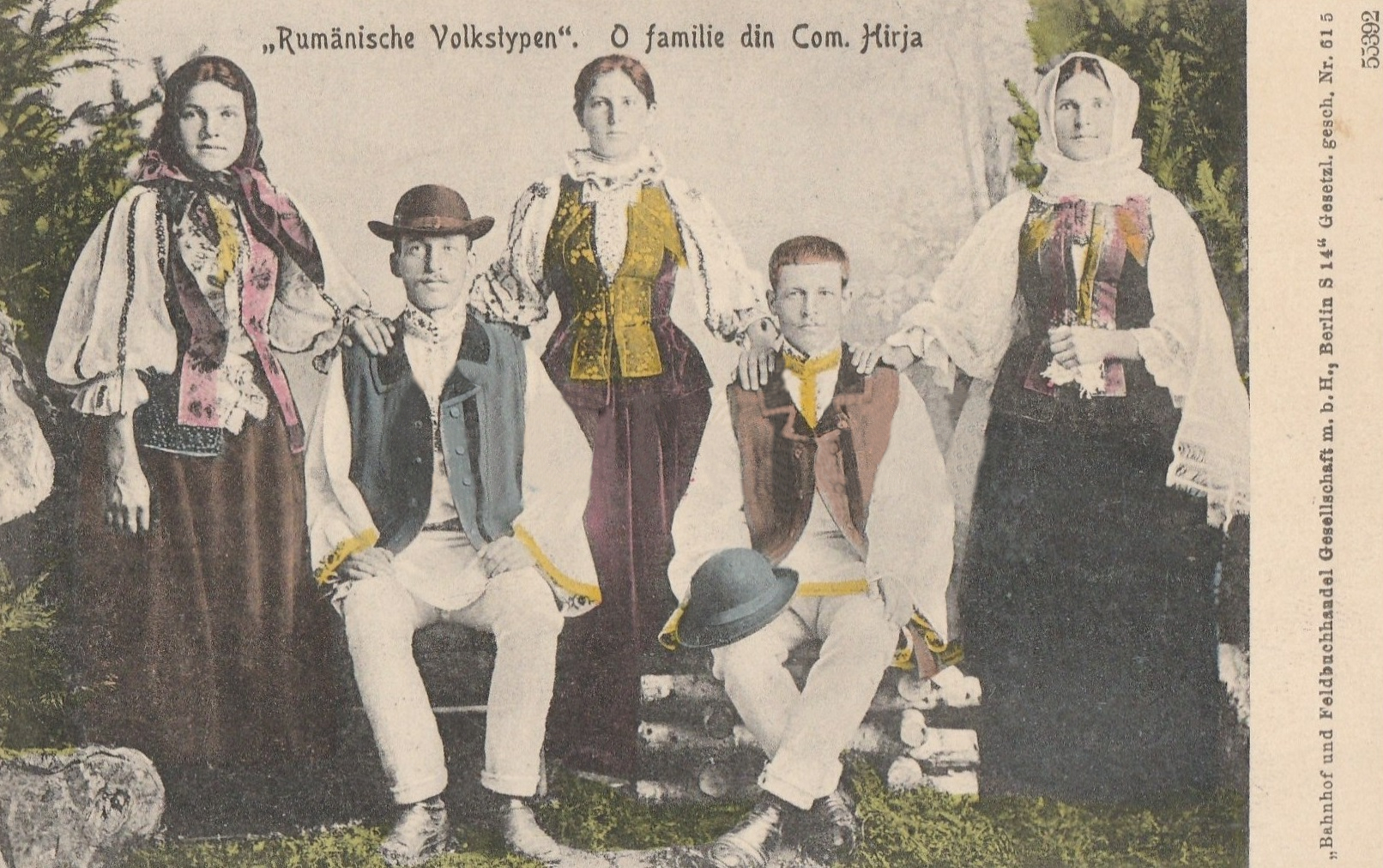
Моканы из села Хыржа[рум.] (ныне жудец Бакэу)
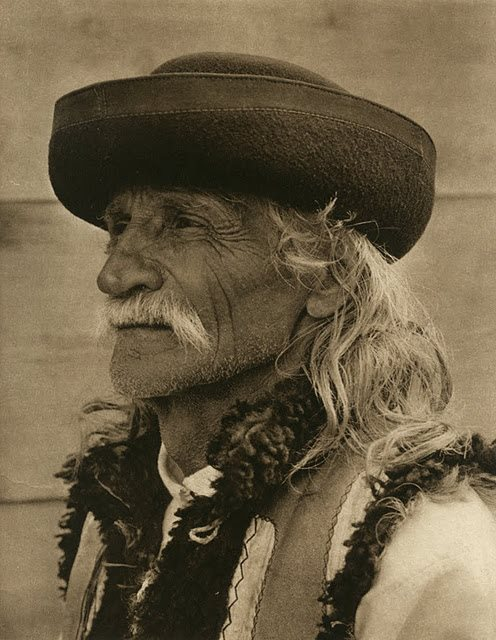
Старый крестьянин из села Арборе[рум.] (жудец Сучава), фотография Курта Хильшера (англ. Kurt Hielscher), 1933 г.

### Валахия
Единого костюма в Валахии нет, так как культурно Валахия делится на два региона: Олтению (по реке Олт) и Мунтению.

#### Олтения
В Олтении (за исключением севера и востока жудеца Олт) мужчины носили узкие и приталенные кожаные штаны, украшавшиеся вышивкой в области карманов, гульфика и нижнего края штанин. В отличие от других регионов Румынии, в Олтении рубаха заправлялась в штаны, а не носилась навыпуск. Кушма-кэчула в данном регионе, а также в Мунтении, южной Трансильвании и Добрудже также была цилиндрической, но расширялась к верху (рум. căciulă joasă). Что касается женского костюма, то в Олтении были одинаково распространены как и кэтринца, так и выльник. В качестве верхней одежды использовалась белая свита джубя (рум. giubea), украшавшаяся шнурами.
Из-за культурной близости с Сербией, олтенский народный костюм оказал влияние на сербский народный костюм востока страны.

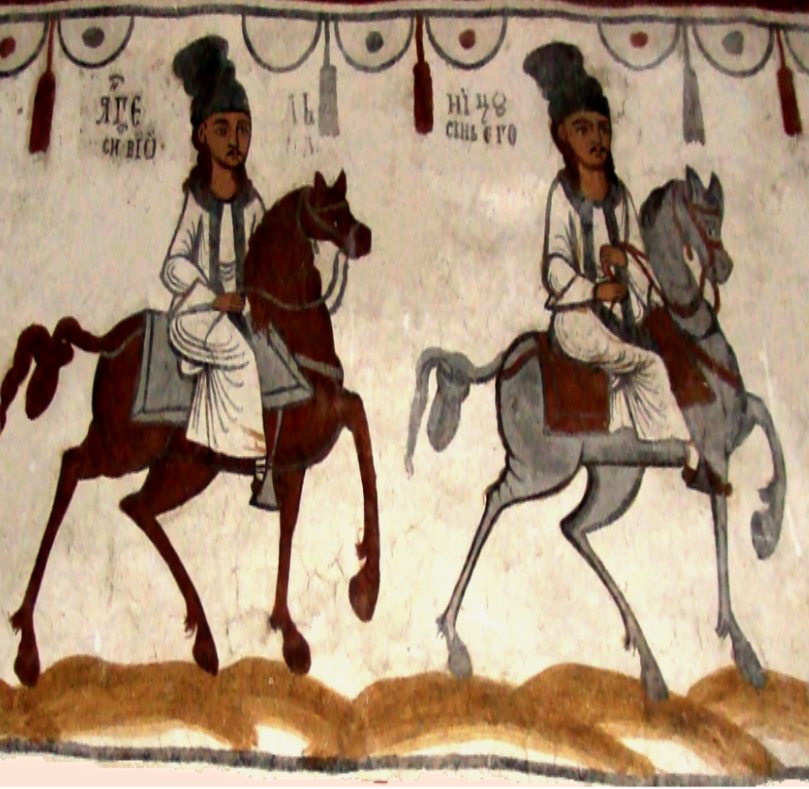
Олтенские всадники на росписи церкви Введения Богородицы в Слэтиоаре[рум.] (жудец Вылча), прим. 1805 г.
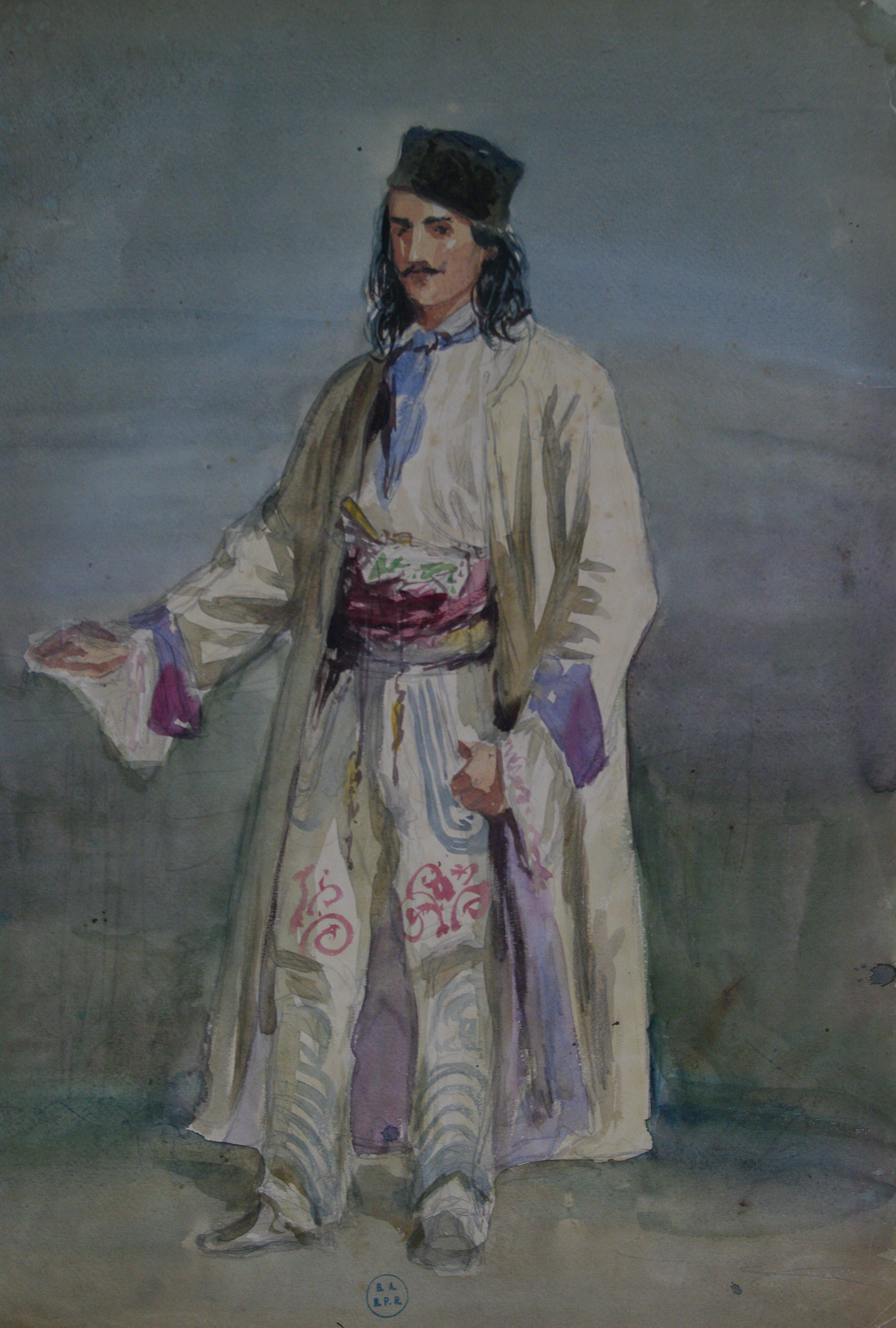
Житель Олтении. Карой Сатмари, 1870-е годы
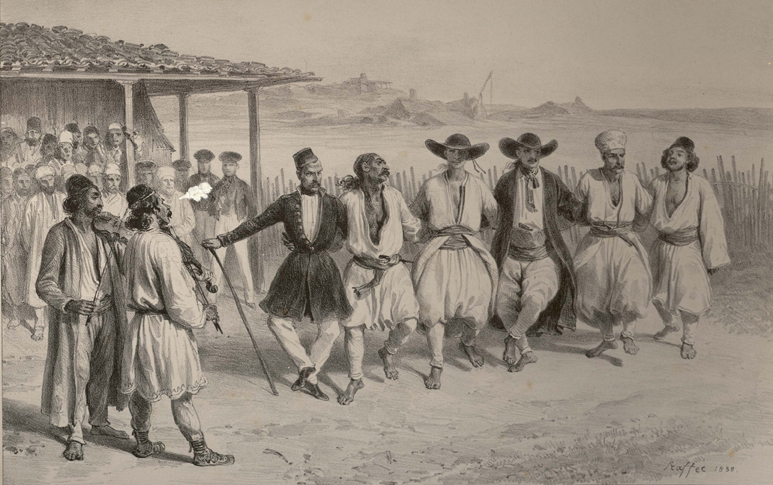
Исполнение жока в олтенском селе Чернець[рум.] (ныне жудец Мехединци), 1837 год
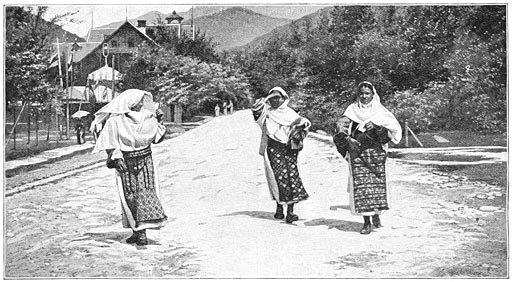
Олтенский женский костюм, ок. 1906
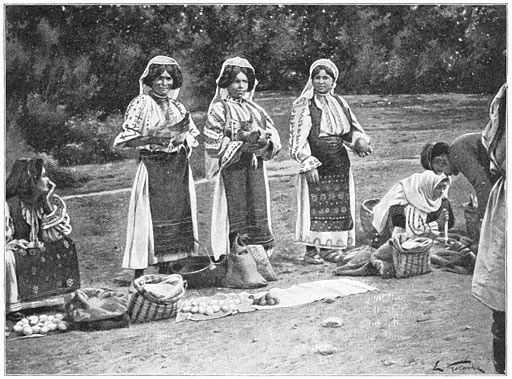
Торговки на базаре в Тыргу-Жиу, ок. 1906
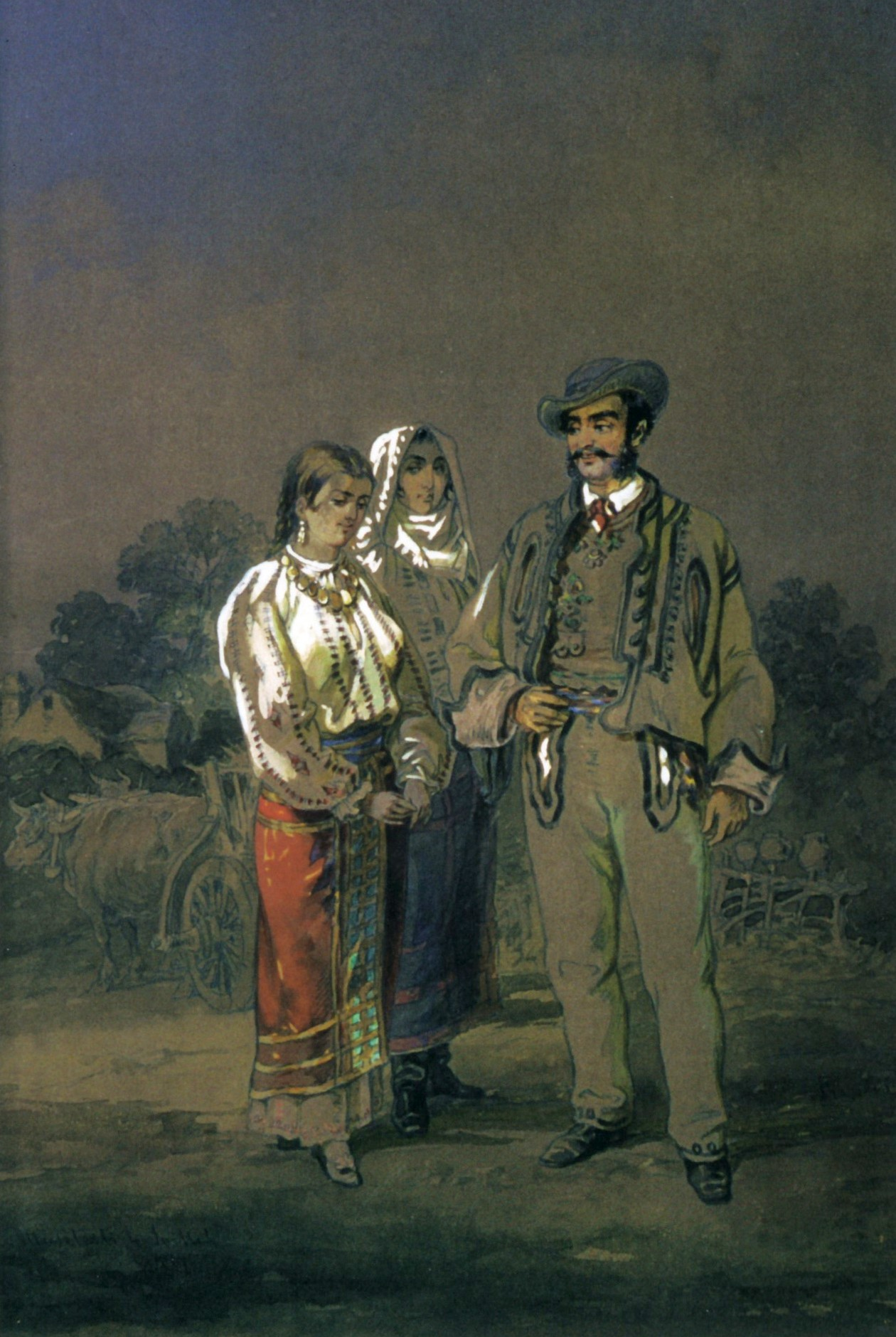
Жители деревни Мушутешть[рум.] (жудец Горж), рисунок Амадео Прециози, 1869 год
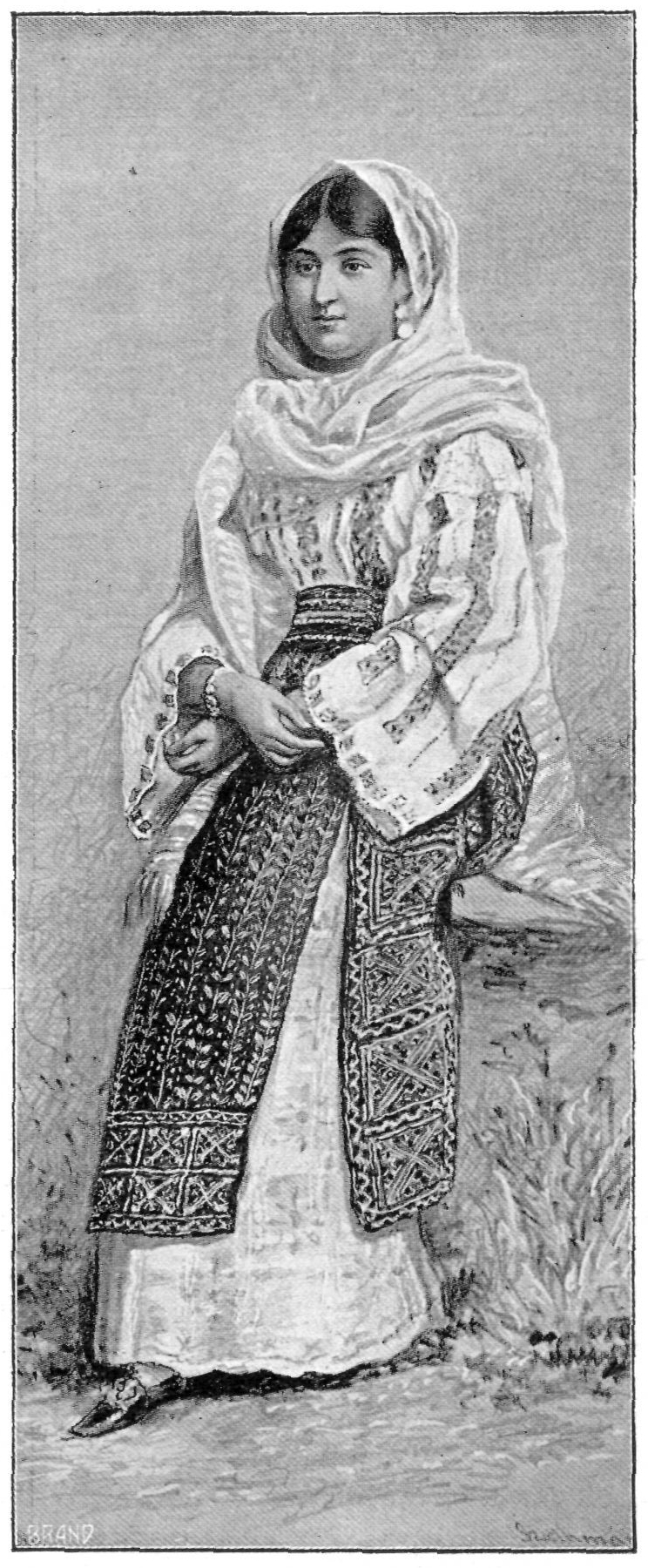
Жительница жудеца Горж, рисунок Кароя Сатмари

#### Мунтения
В качестве верхней одежды использовались зеге (рум. zeghe), обычно чёрного цвета и царикэ (рум. caricӑ). Женские рубахи юга Мунтении имели плечевые полики, а востока региона (а также в Добрудже) — туникообразный покрой.

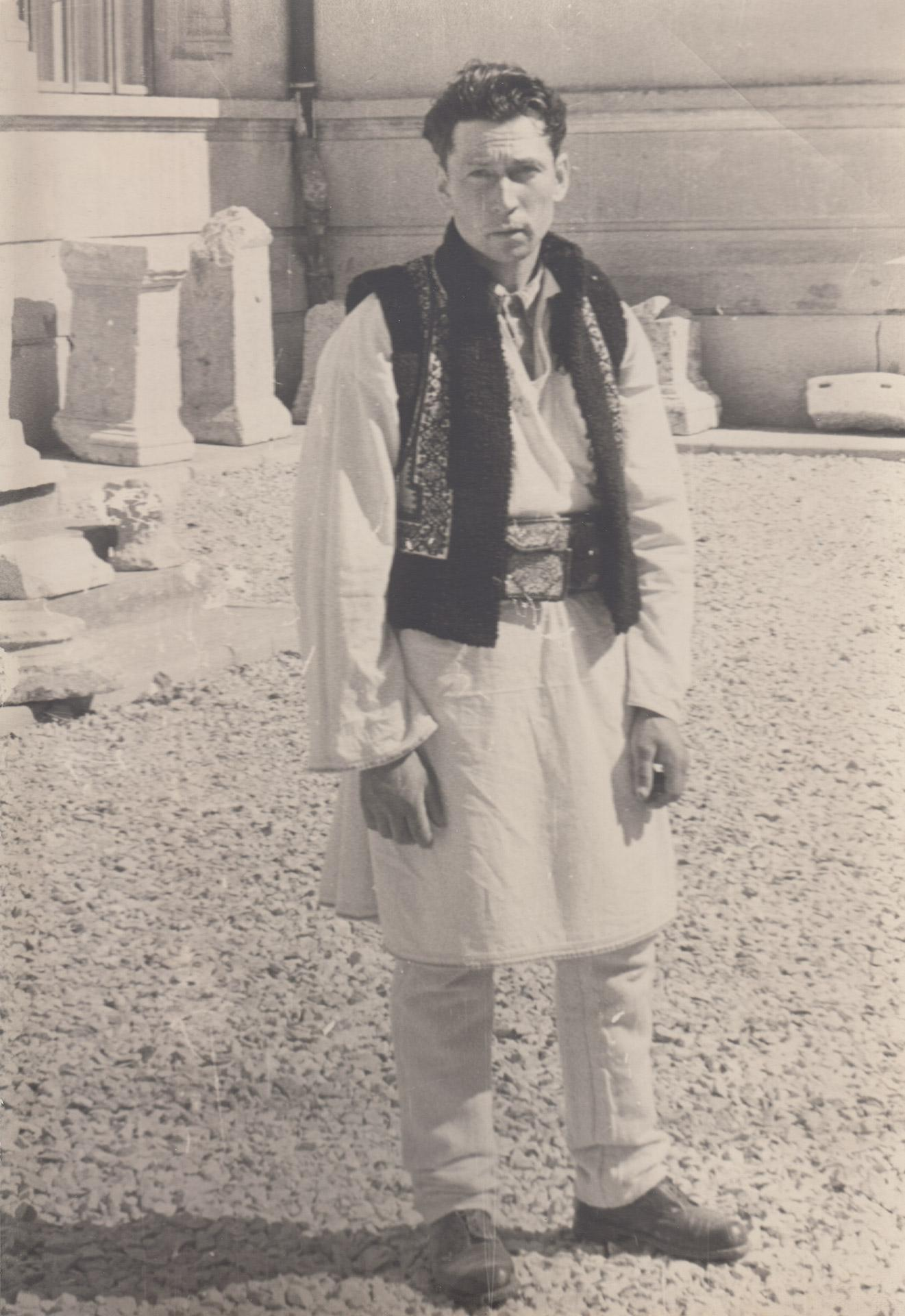
Мужчина в народном костюме, Бухарест, 1958 г. Фотография Кшиштофа Квасневского.
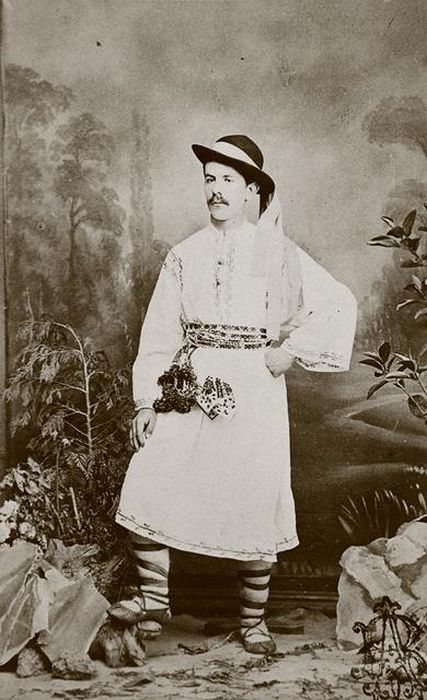
Мужской костюм из Мунтении. 1860-1870-е годы
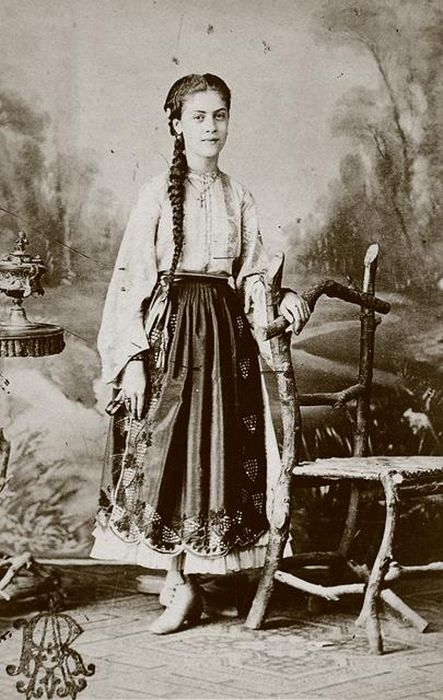
Женский костюм из Мунтении. 1860-1870-е годы
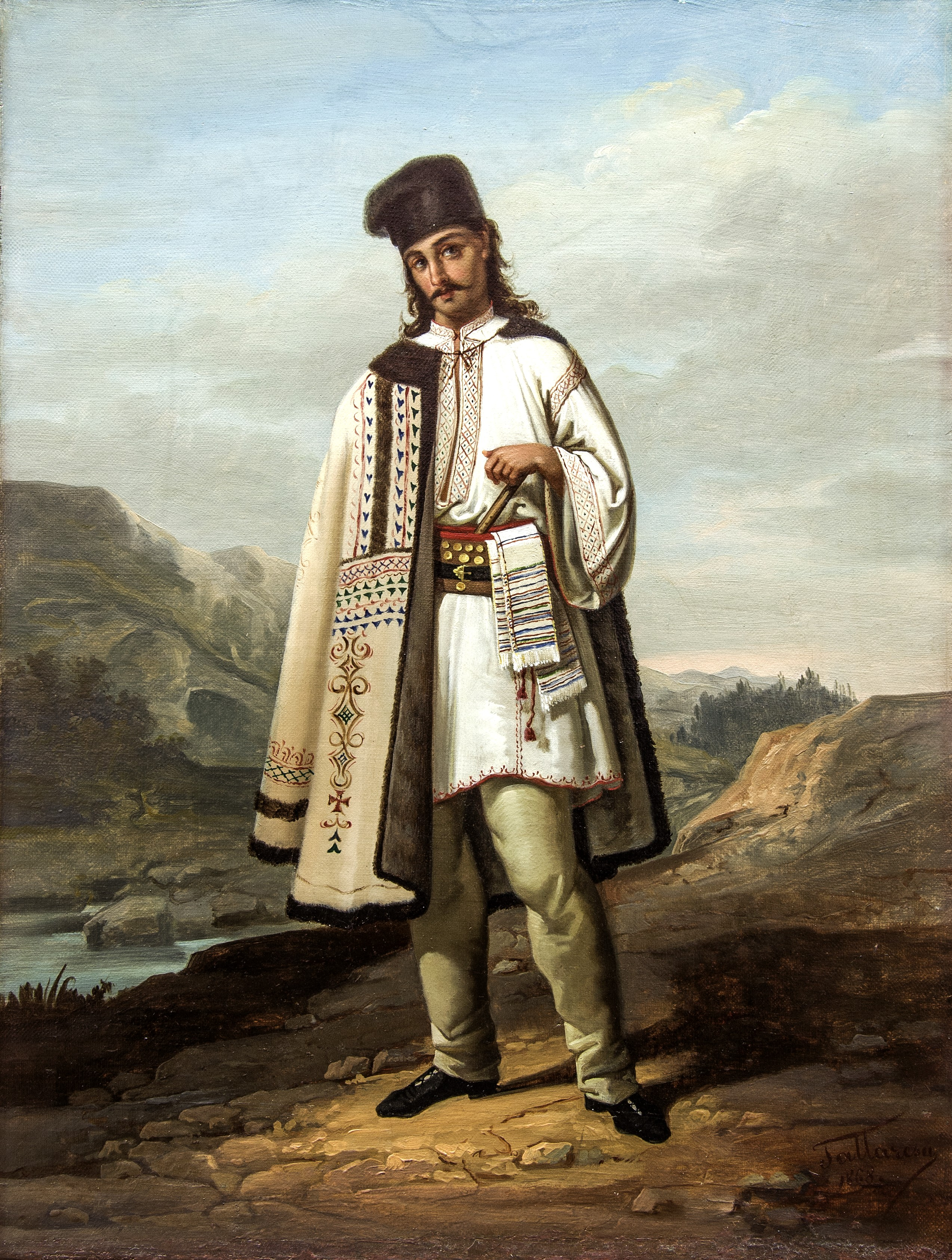
Житель Мунтении, картина Георге Таттареску, 1868 год
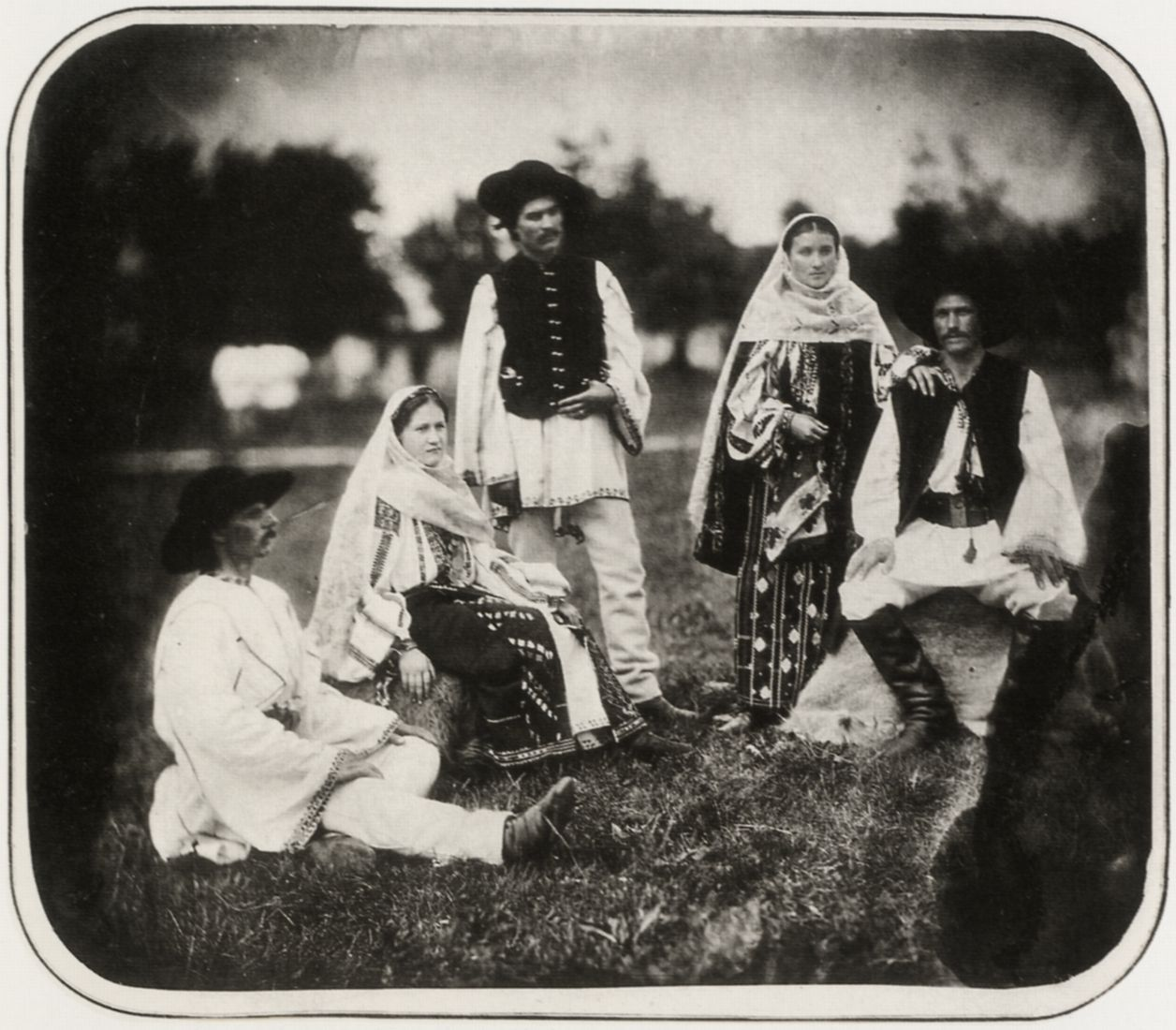
Народные костюмы из окрестностей Кымпулунга. Фотография Кароя Сатмари, 1866 год.
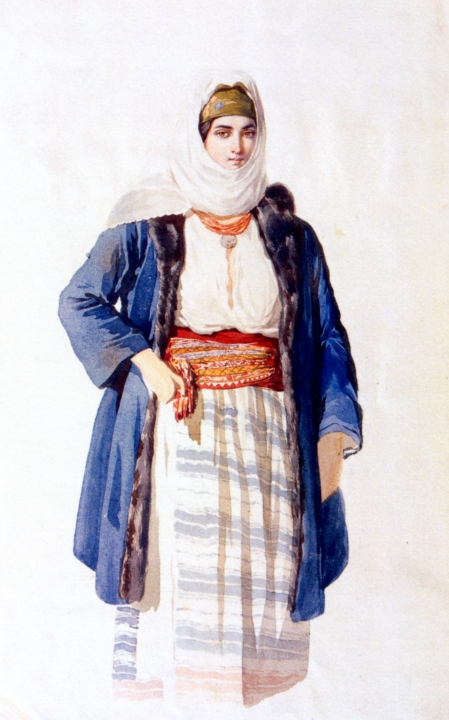
Доярка из деревни Тунарь[рум.] (жудец Илфов). Акварель Кароя Сатмари, 1854 год.
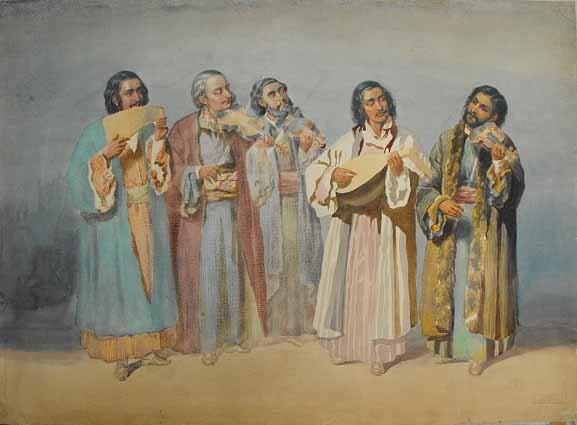
Семейный цыганский тараф (ансамбль лэутаров, народных музыкантов) Окьальби (рум. Taraful Ochialbi) из Бухареста. Рисунок Кароя Сатмари, 1860 год.
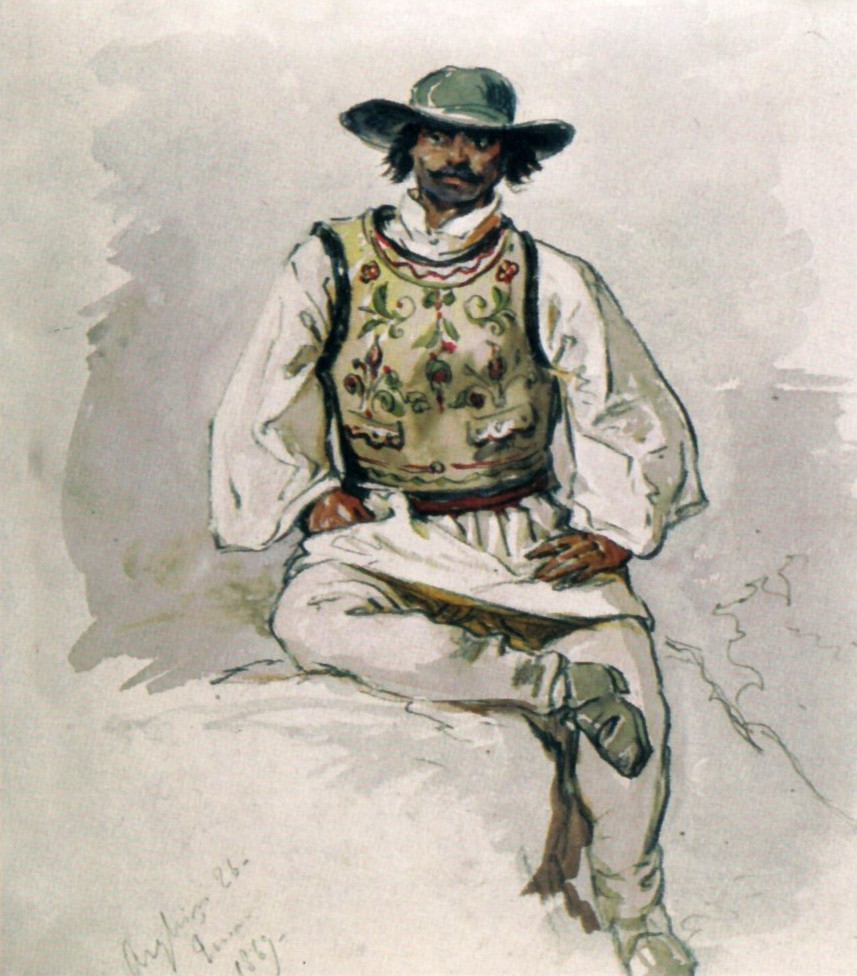
Крестьянин из Арджеша, рисунок Амадео Прециози, 1869 год
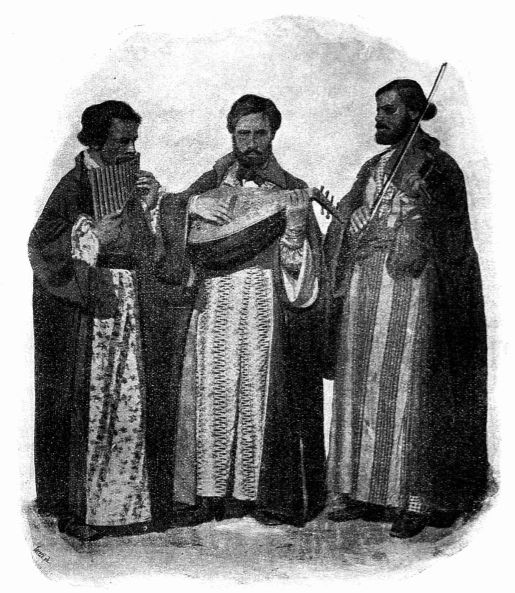
Лэутары, до 1899 г.
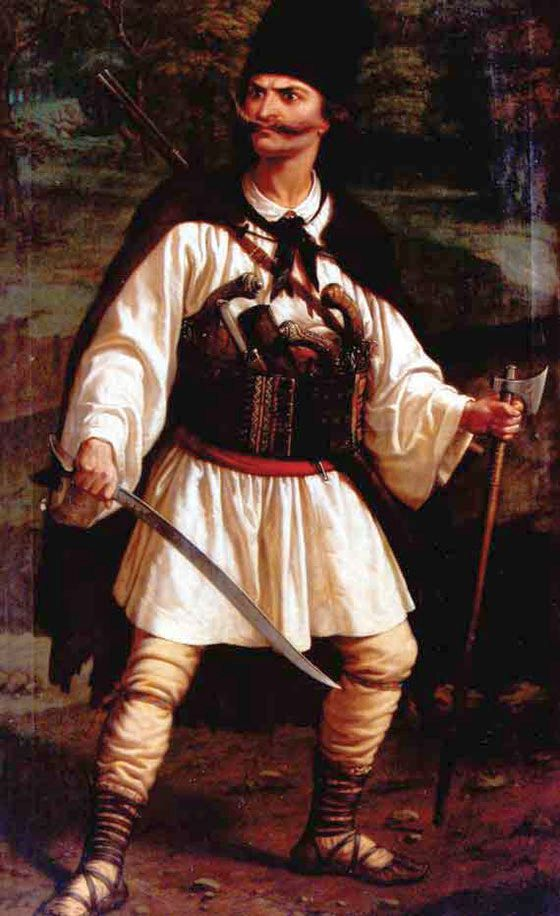
Посмертный пртрет гайдука и героя баллад Раду Ангела (родом из села Моштени-Гречь[рум.], ныне в составе жудеца Арджеш) кисти Мишу Поппа, около 1867 г. (Ангел погиб в 1866 году[17])
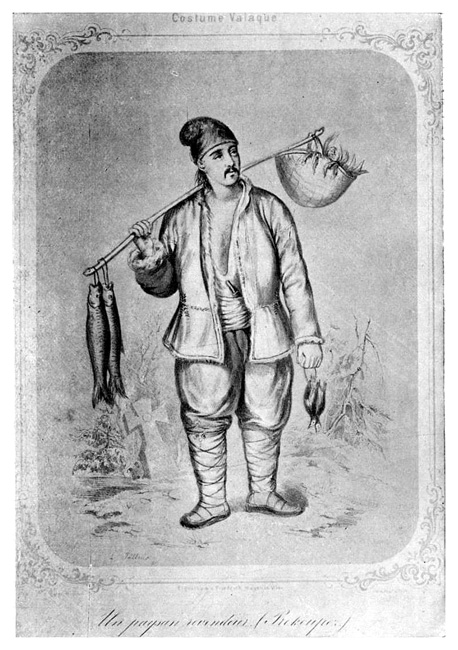
Продавец на бухарестском базаре, 1853 г. Рисунок Вулинера
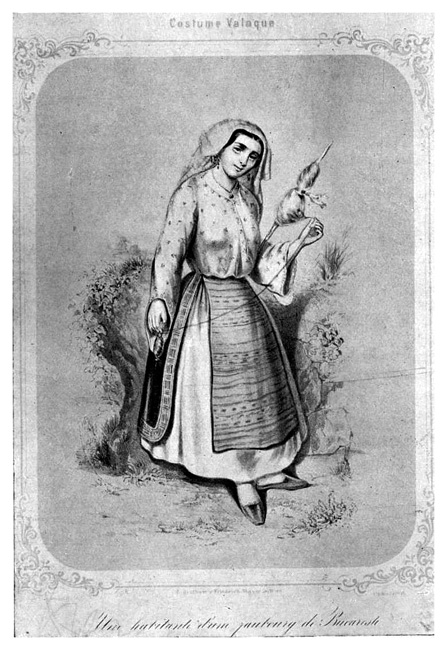
Крестьянка из окрестностей Бухареста, 1853 г.
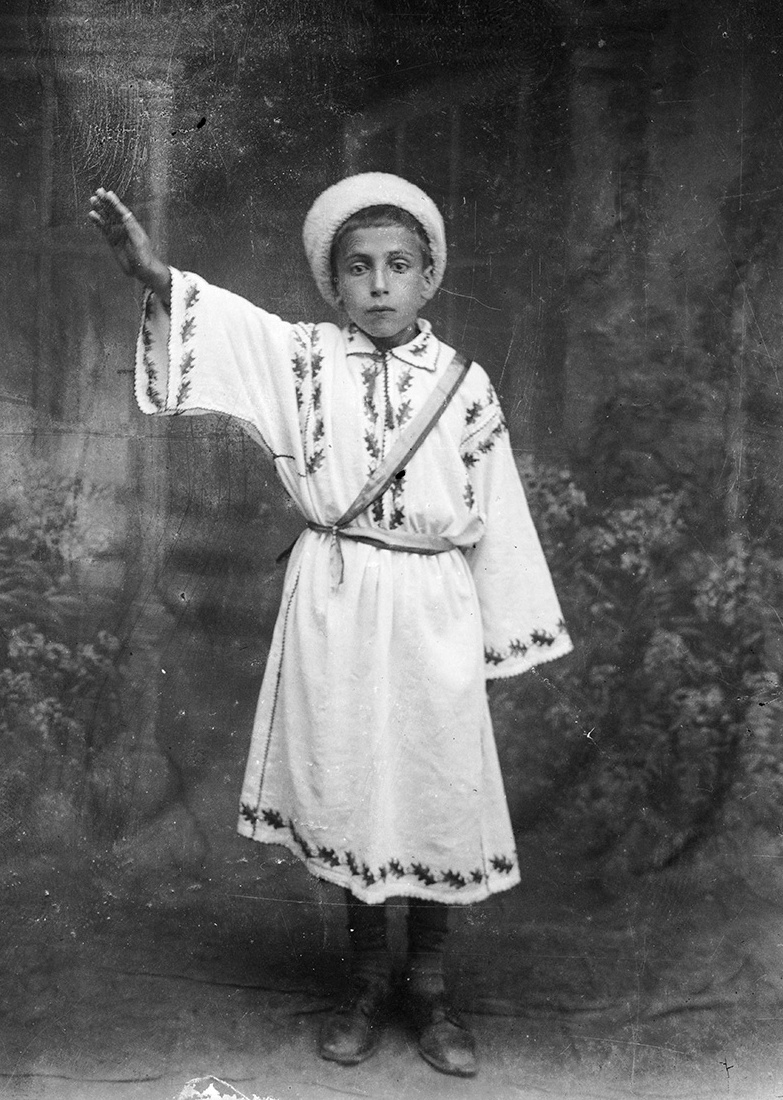
Мальчик в народном костюме, город Слобозия (жудец Яломица); фотография Костикэ Аксинте (рум. Costică Acsinte)
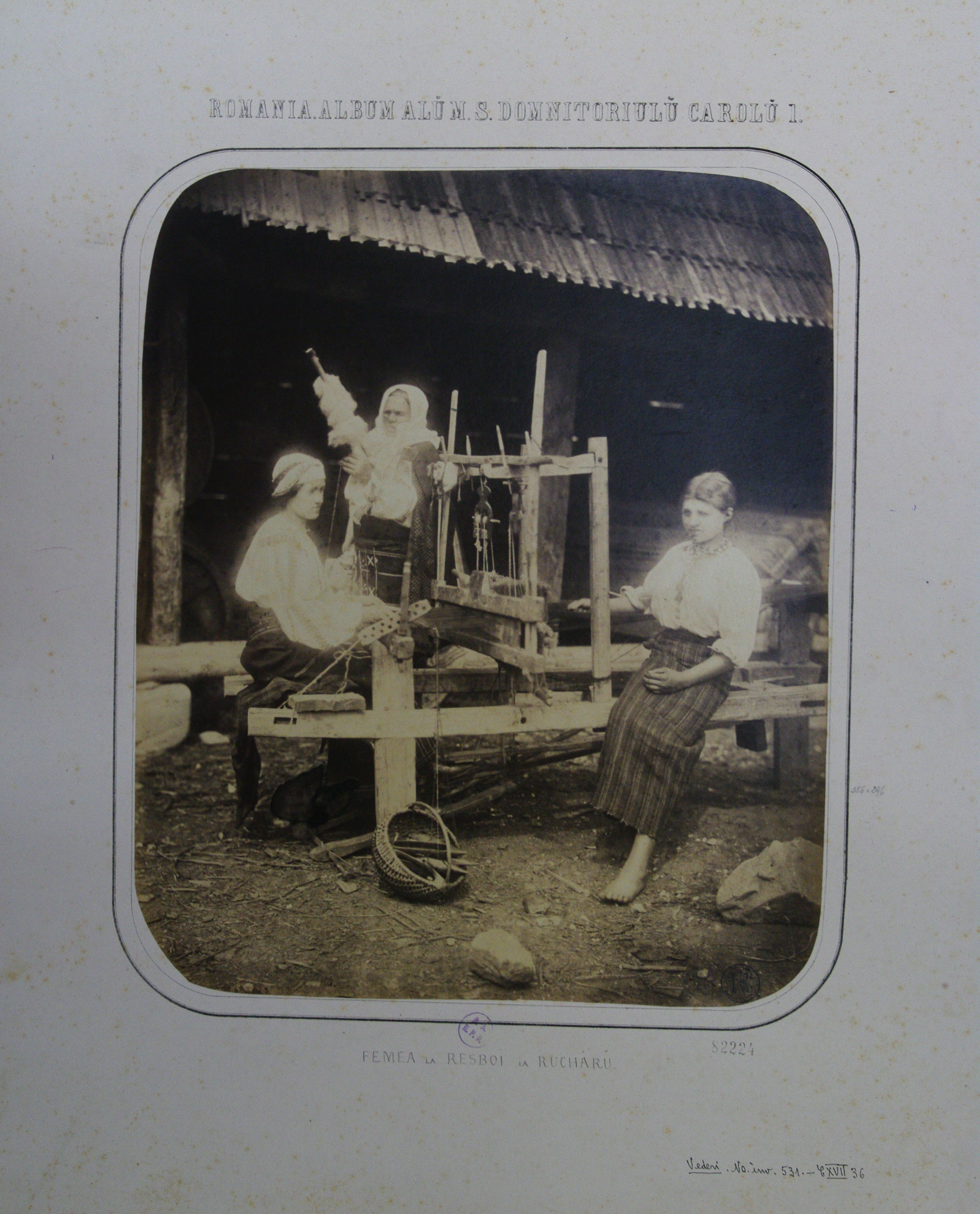
Ткачихи из Рукэр[рум.]а (жудец Арджеш), фотография Кароя Сатмари
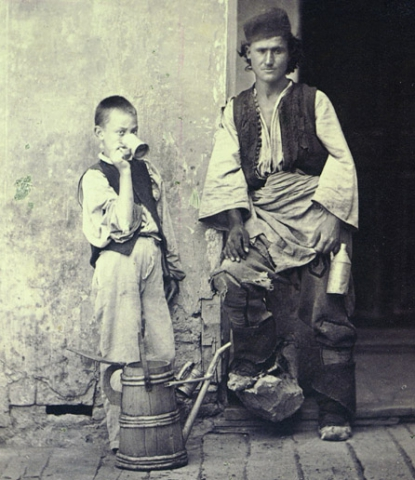
Продавцы бозы в Бухаресте, фотография Кароя Сатмари, 1868 год

### Трансильвания
В Трансильвании национальный костюм очень и очень разнообразен. Совместная жизнь с национальными меньшинствами, отношения с соседними народами, замкнутость, в которой жили и развивались многие трансильванцы, породили зональную специфику костюма.
В местах с сильным венгерским или саксонским влиянием шляпа могла иметь широкие поля, но чаще поля шляп были узкими. Женщины носили катринцу и безрукавку поверх неё, в некоторых регионах — сарафан. Цвета катринц различались по областям: в Сибиу они были чёрные, в Тырнавской области — красные, на севере Трансильвании — с красными, желтыми и розовыми полосами. В жудеце Сибиу вместо марам носили чёрные косынки. Также в Трансильвании вместо марам женщины носили вэлитоаре (рум. vălitoare) — покрывало, наматывавшееся вокруг головы наподобие тюрбана. Здесь, в отличие от большинства остальных регионов Румынии, помимо вышивки, женские рубахи отделывались кружевами. Мужчины носили широкие кожаные нескольких рядов поясов поменьше, как и в других регионах Карпат.

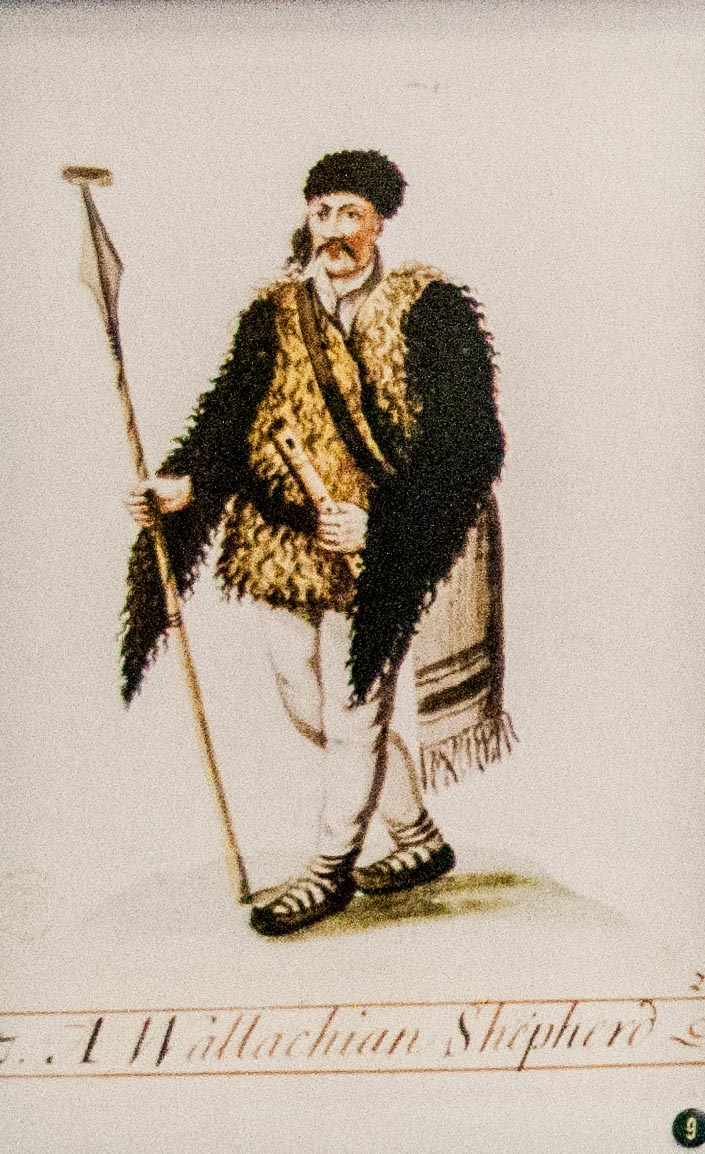
Трансильванский пастух, XVIII век.
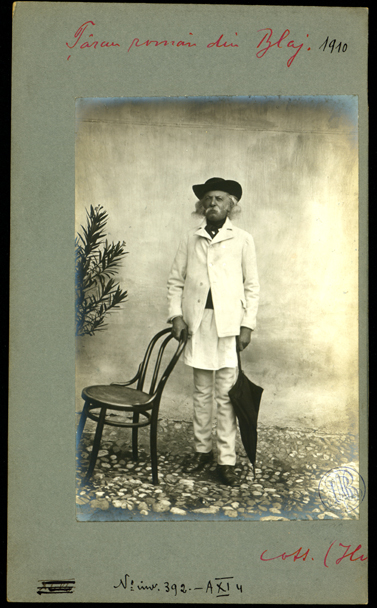
Крестьянин из окрестностей Блажа, жудец Алба.
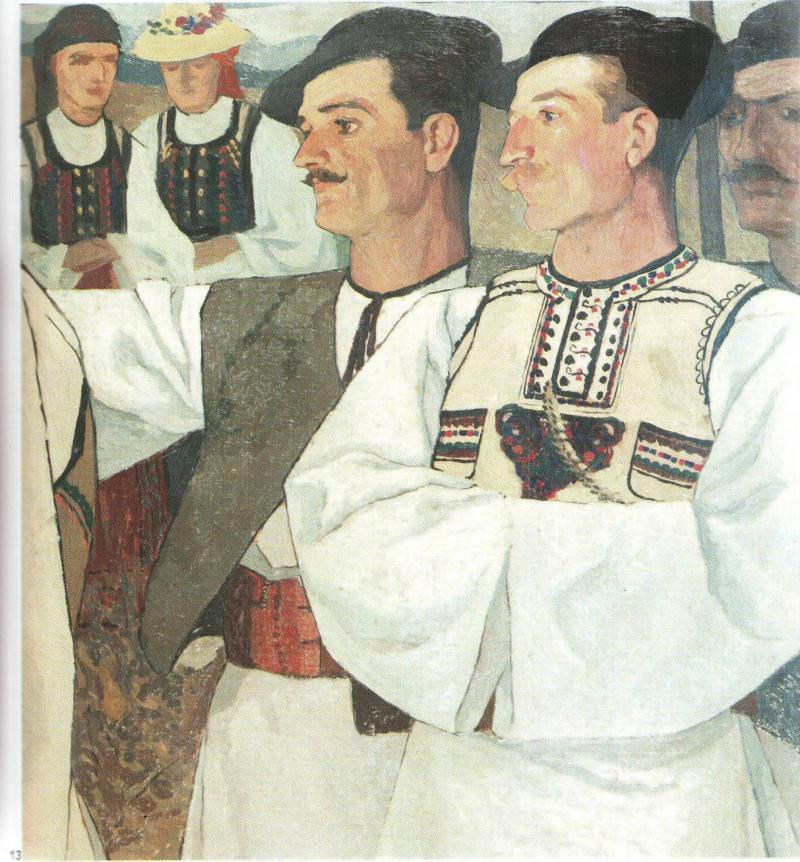
Крестьяне из Абруда, картина Иона Теодореску-Сиона, 1913 год.
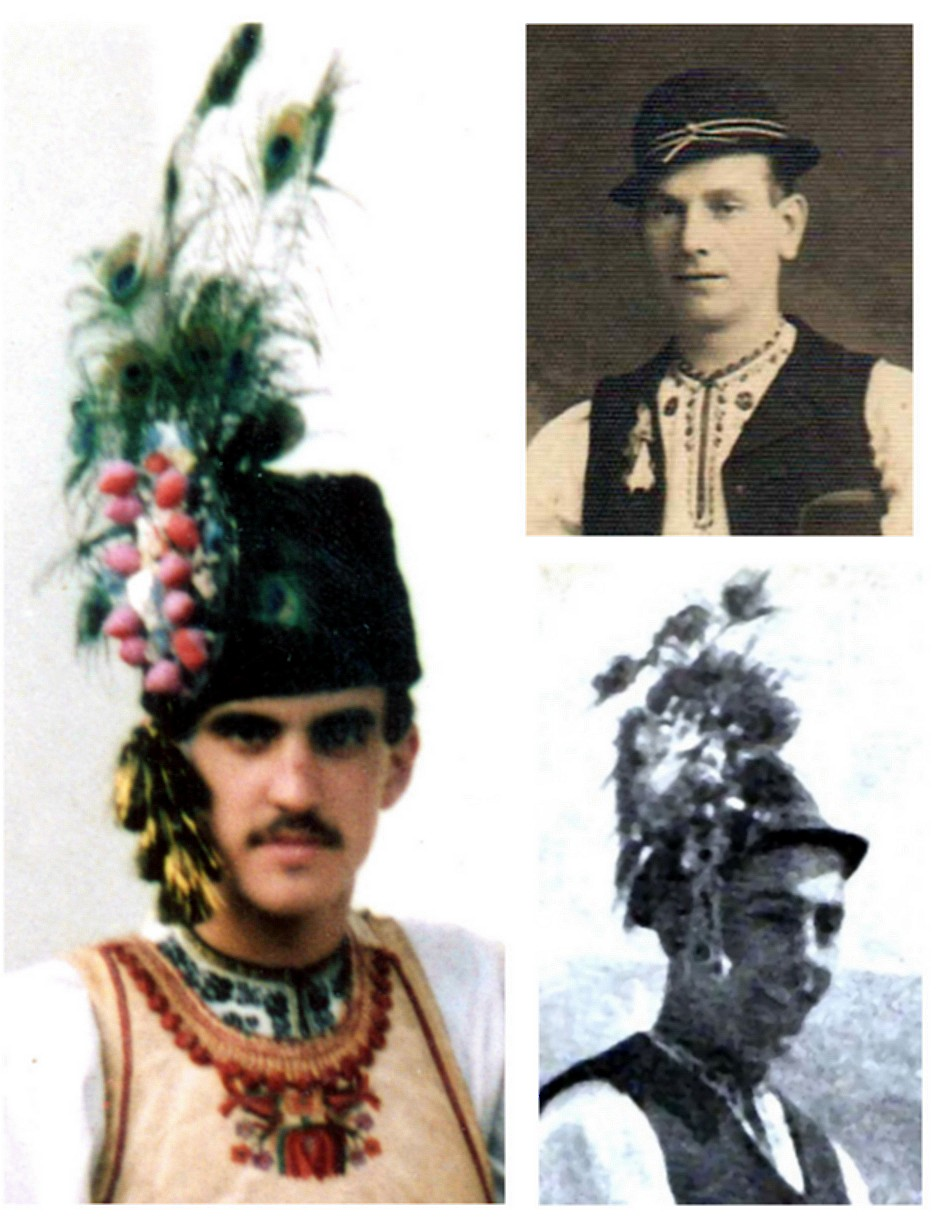
Головные уборы коммуны Раковица[рум.] (жудец Сибиу). Слева — кэчула с плюмажем, справа — фетровая шляпа с плюмажем и без.
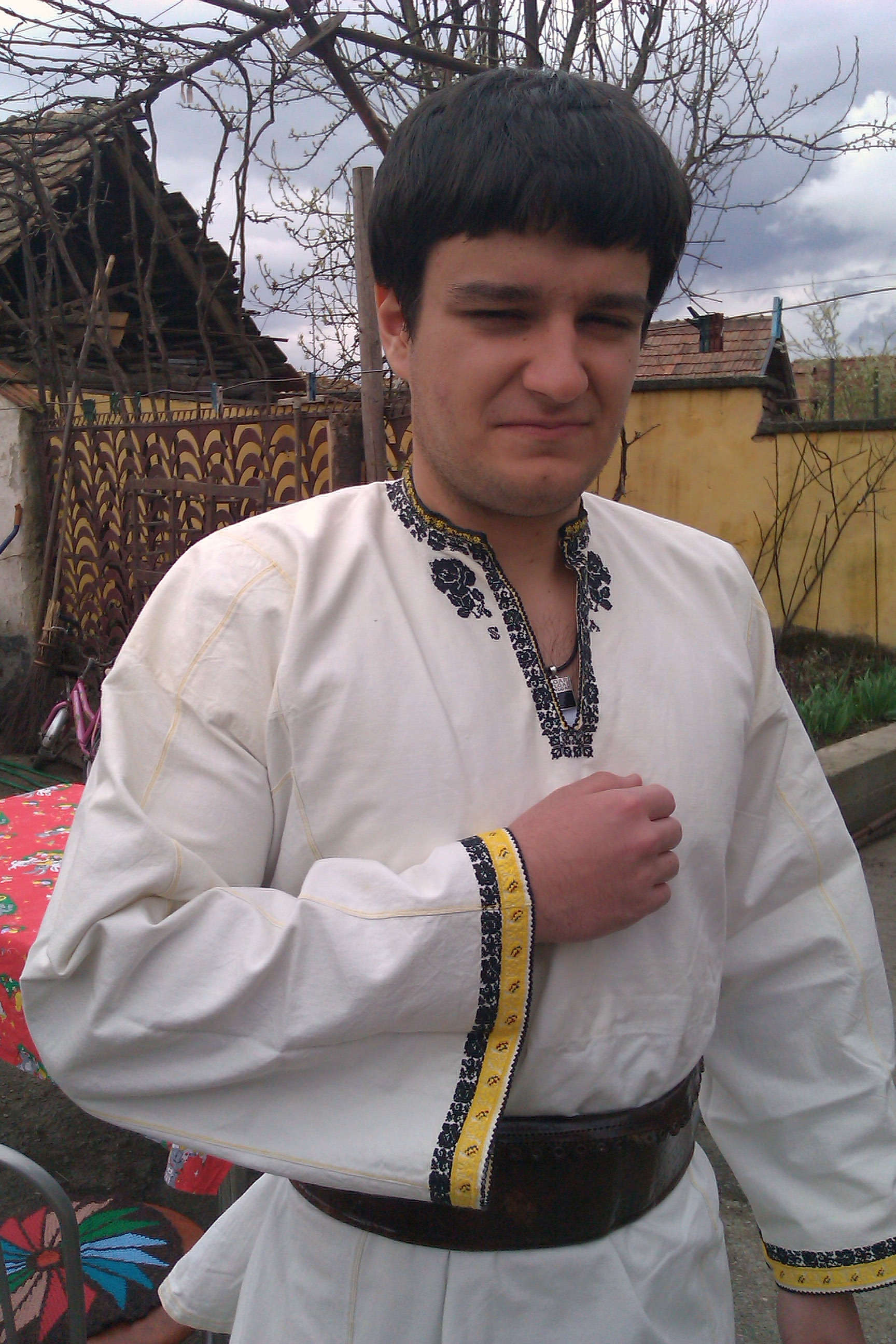
Рубаха из Раковицы.
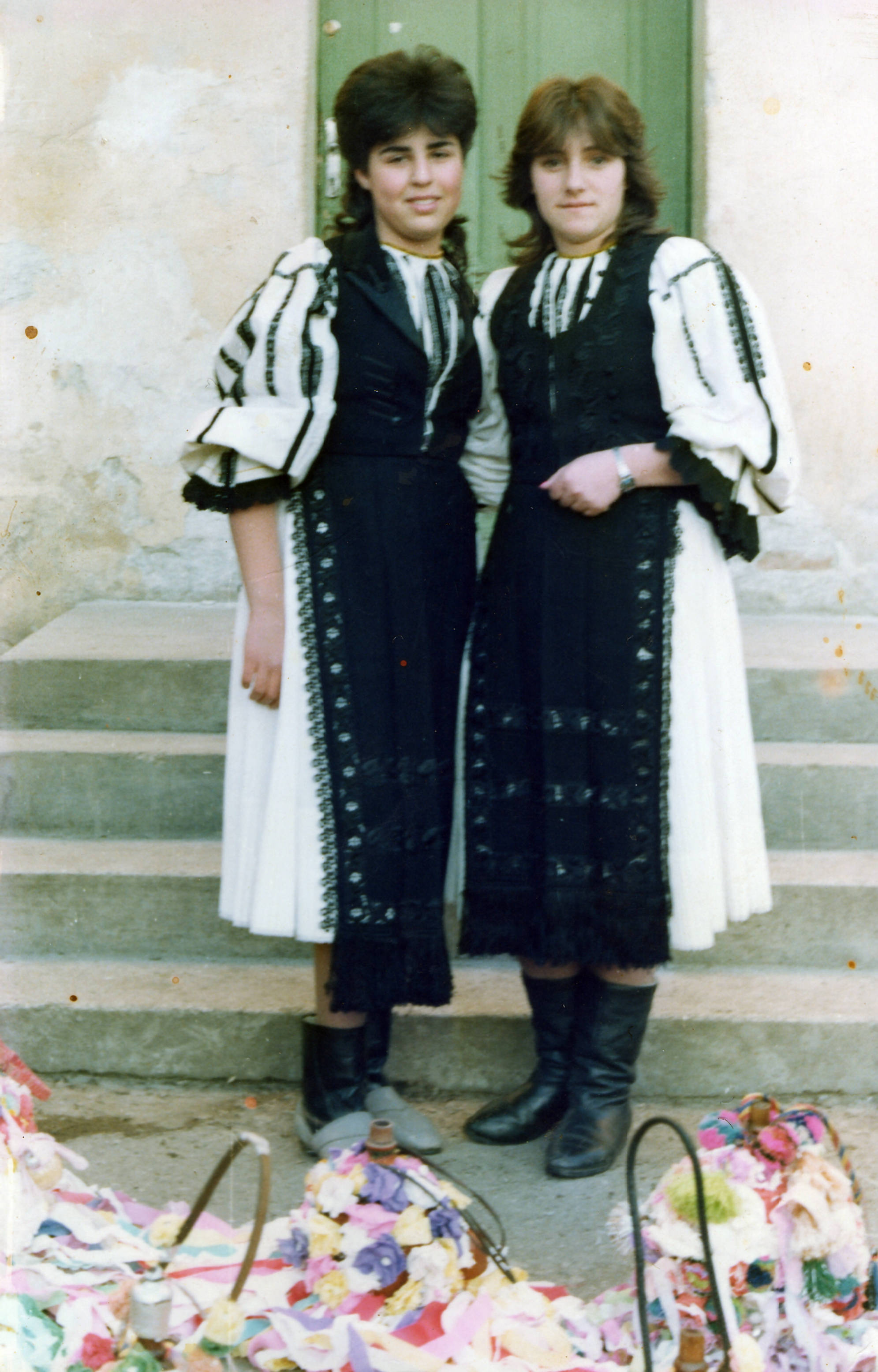
Девушки из Раковицы, 1980-е годы.
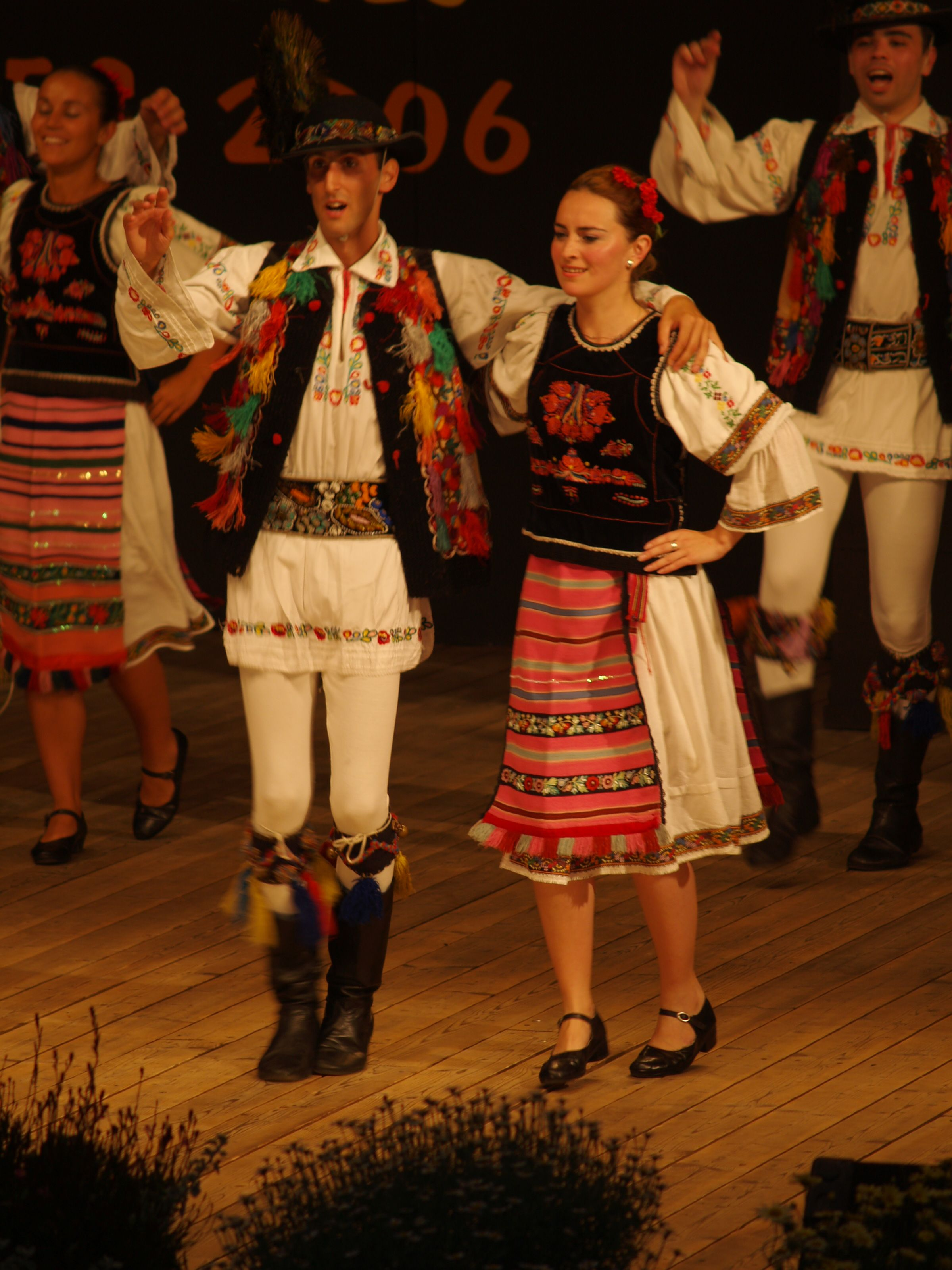
Костюм из окрестностей Клуж-Напоки
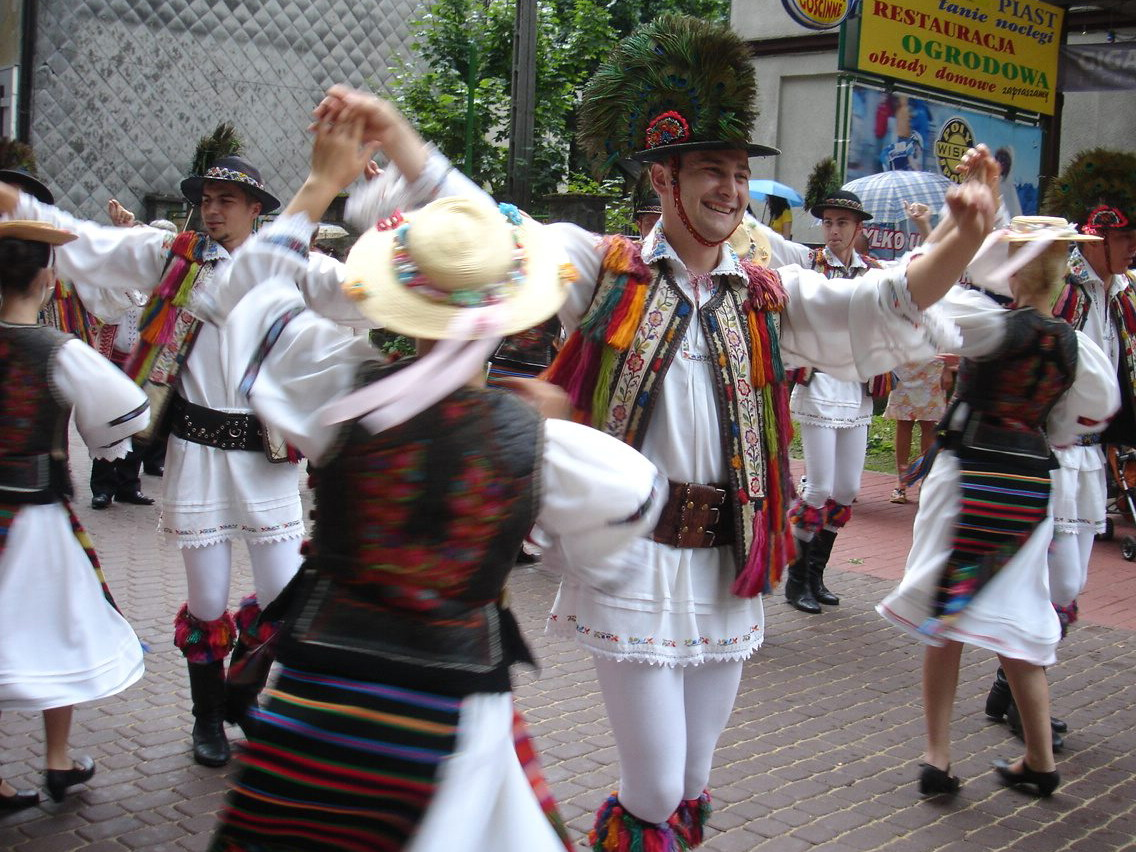
Ансамбль народного танца из Клуж-Напоки
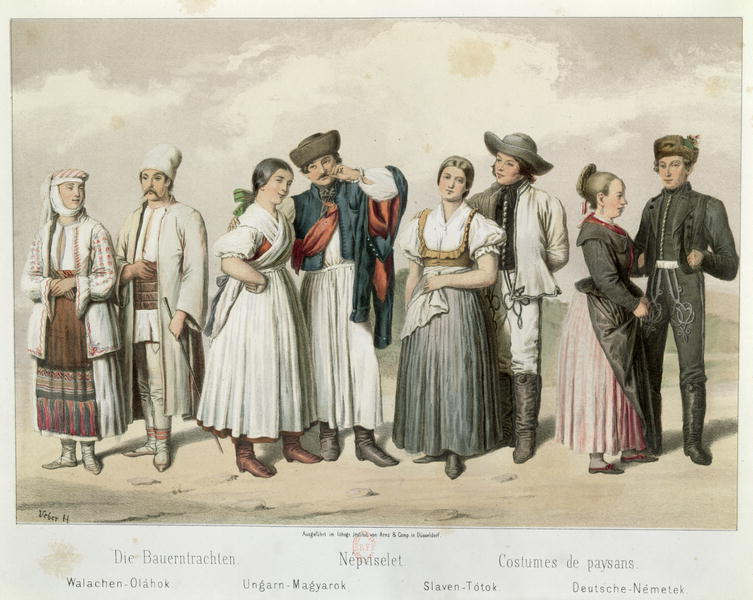
Костюмы народов Австро-Венгрии, 1855 год. Слева направо: румыны, венгры, словаки и австрийцы. У румынки на голове вэлитоаре.
Три девушки из Брашова в народных костюмах, 1936 год
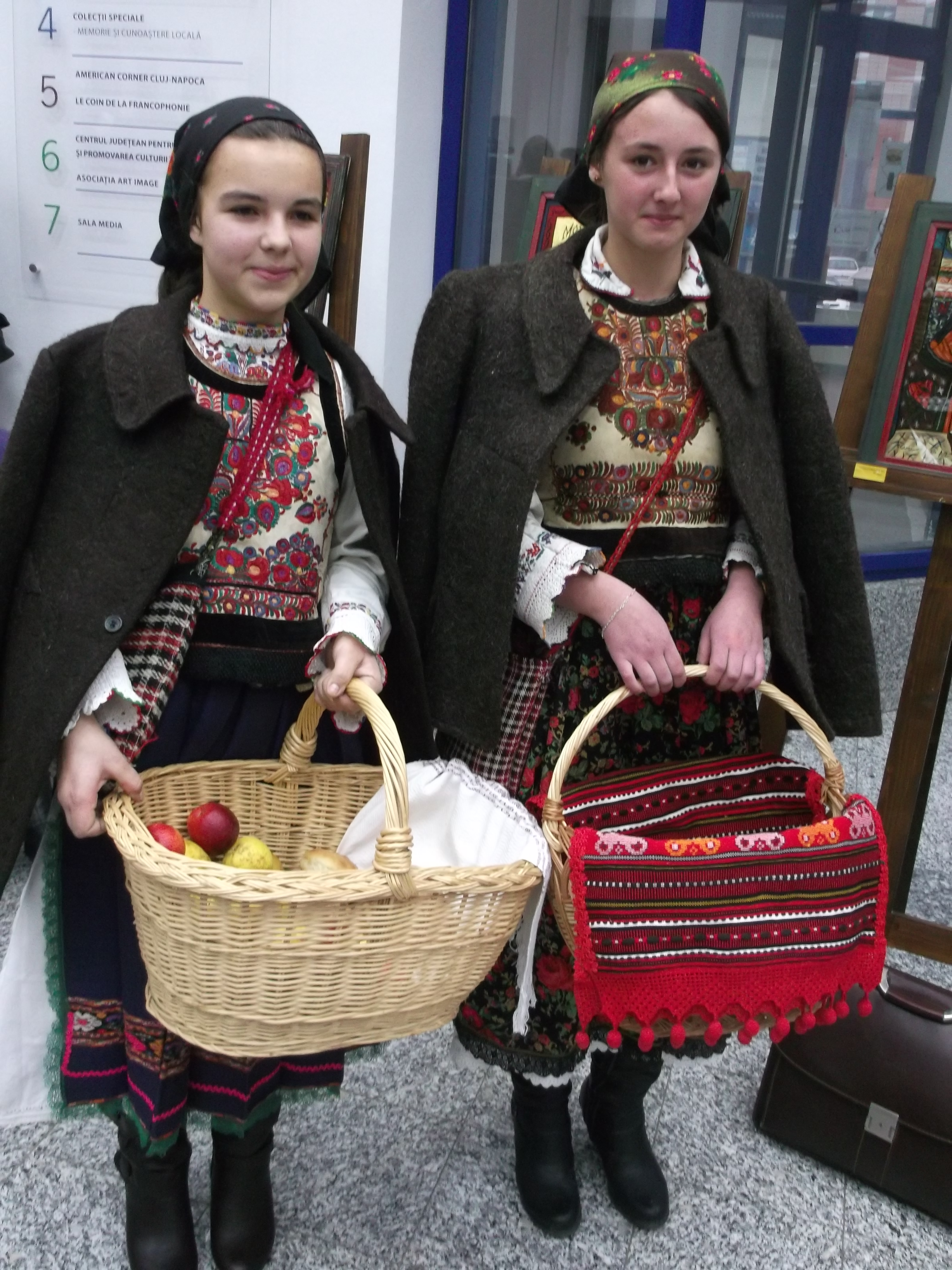
Девушки из Чиуешть[рум.] (жудец Клуж)
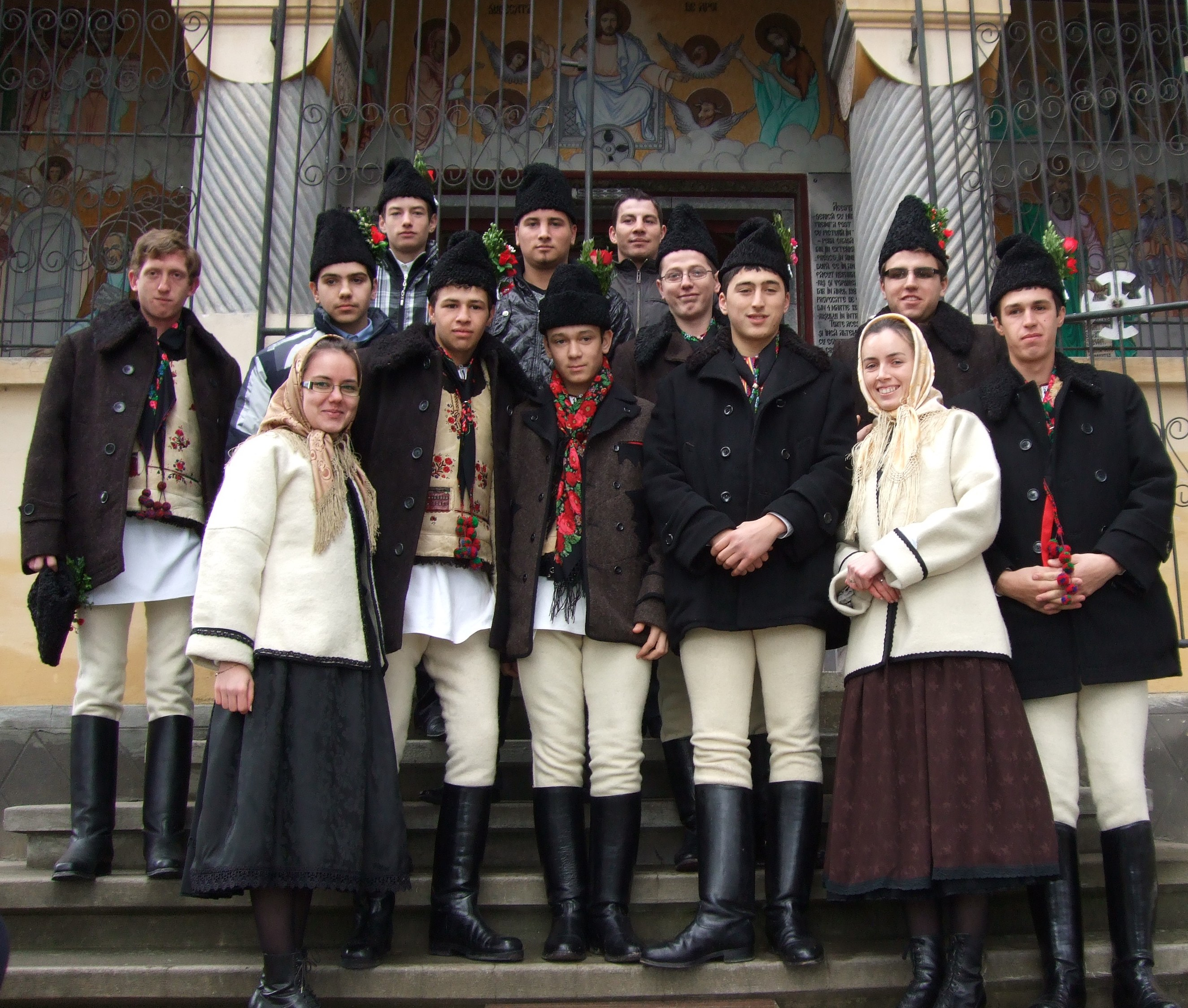
Жители села Унгра[рум.] (жудец Брашов) в традиционных костюмах, Рождество 2009 года
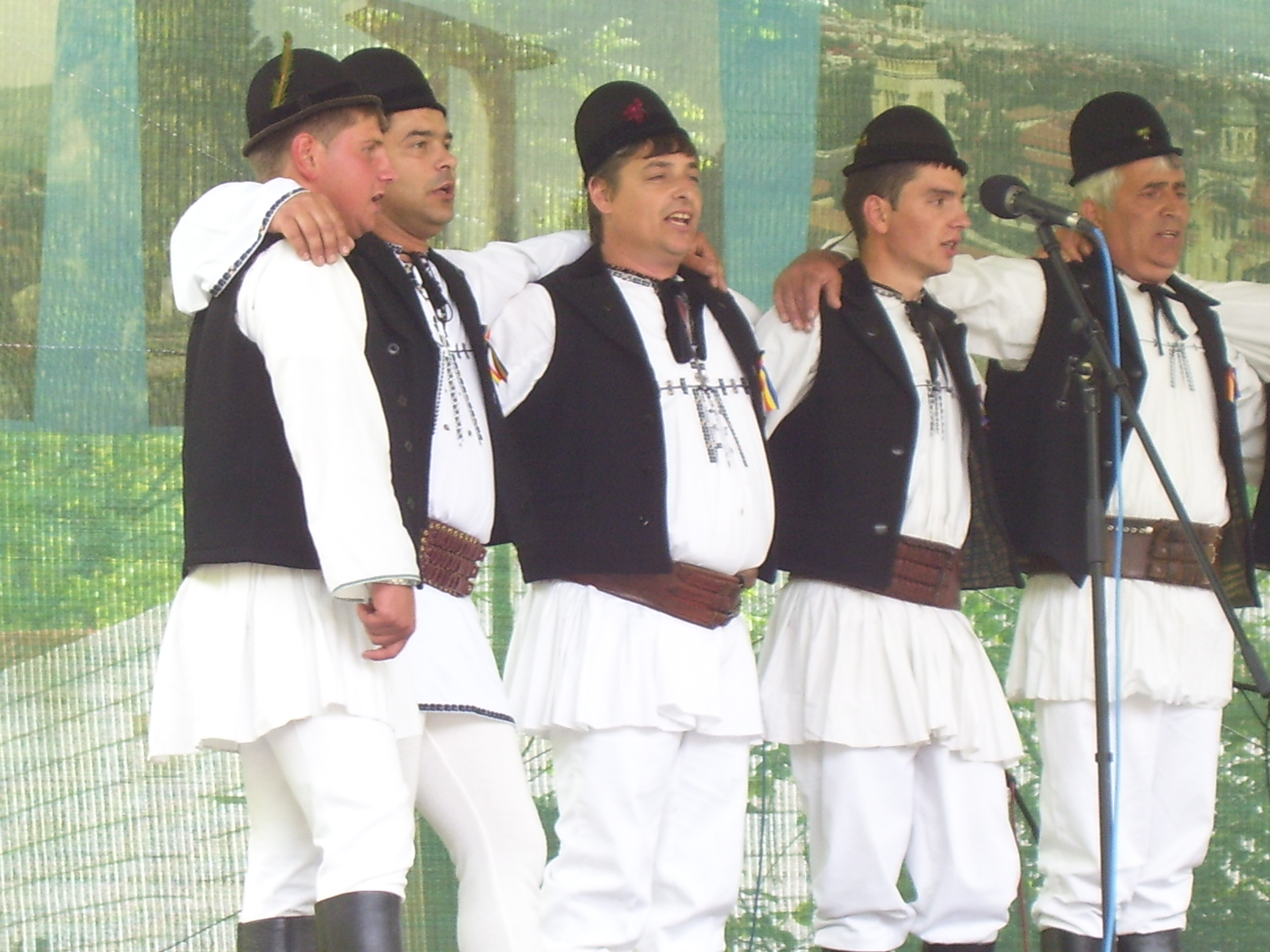
Народный ансамбль села Доштат[рум.] (жудец Алба)
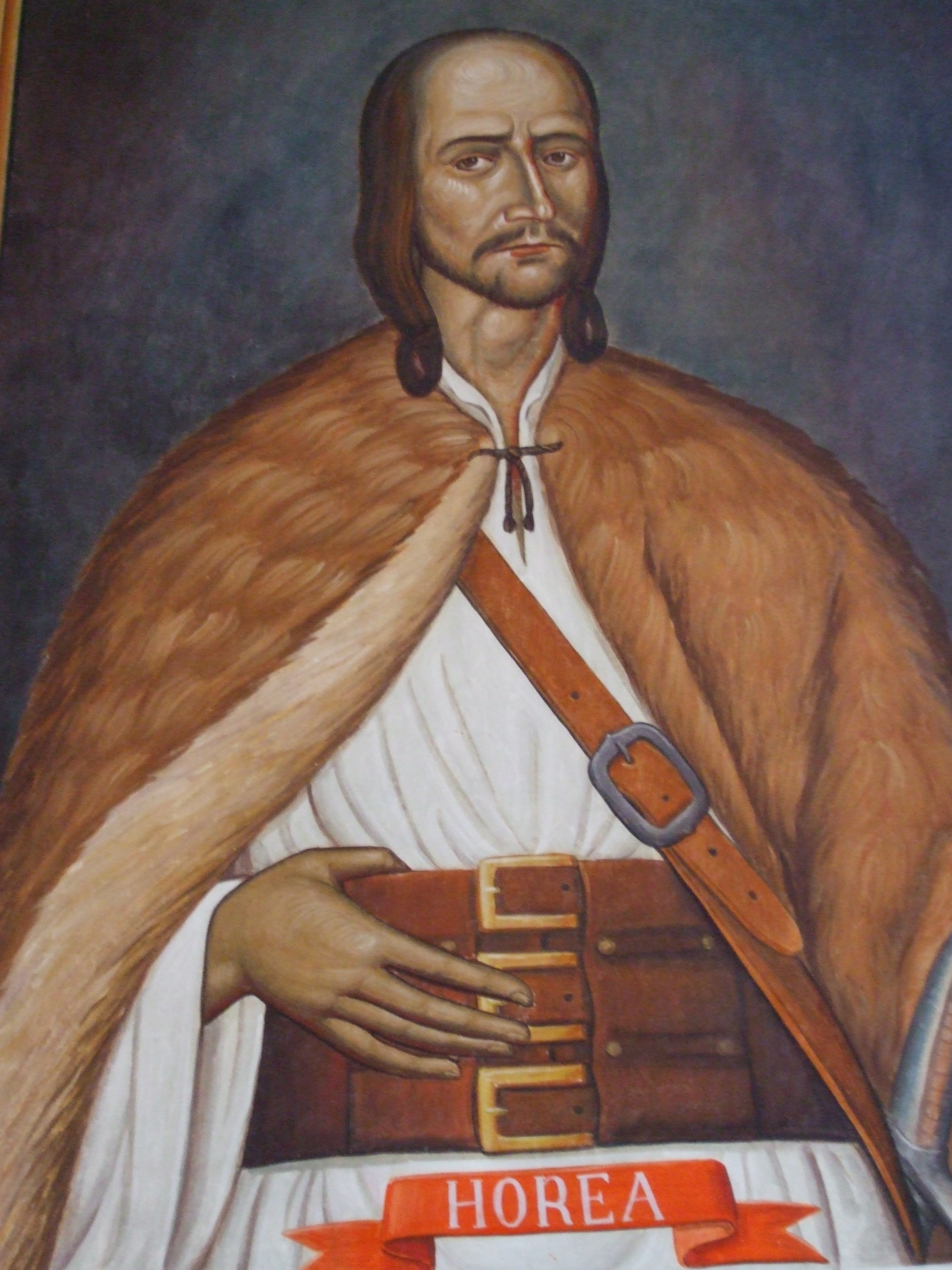
Фреска с изображением вождя крестьянского восстания Василе Хории[рум.]
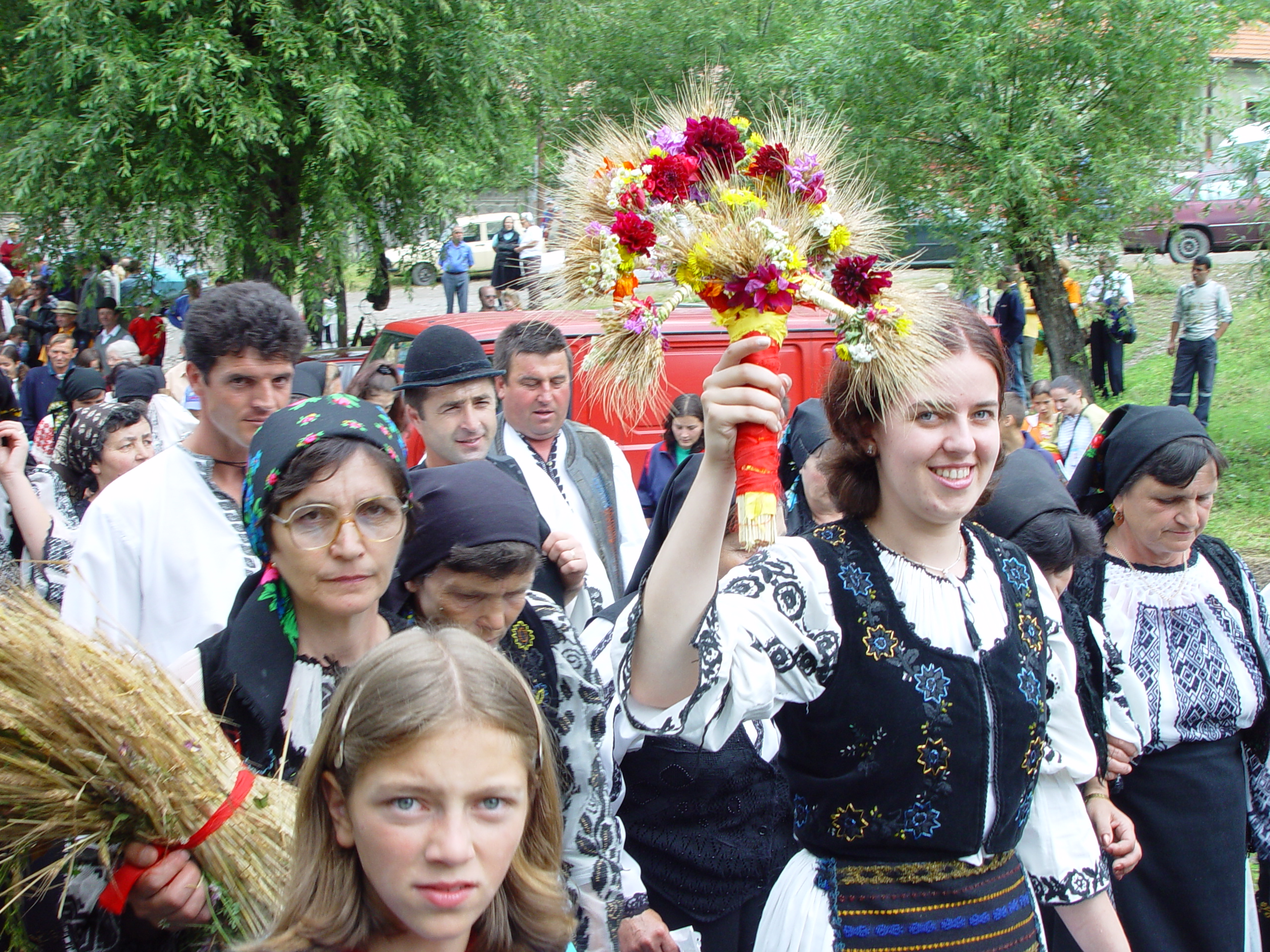
Праздник урожая в селе Ампоица[рум.] (Алба), 2004 год
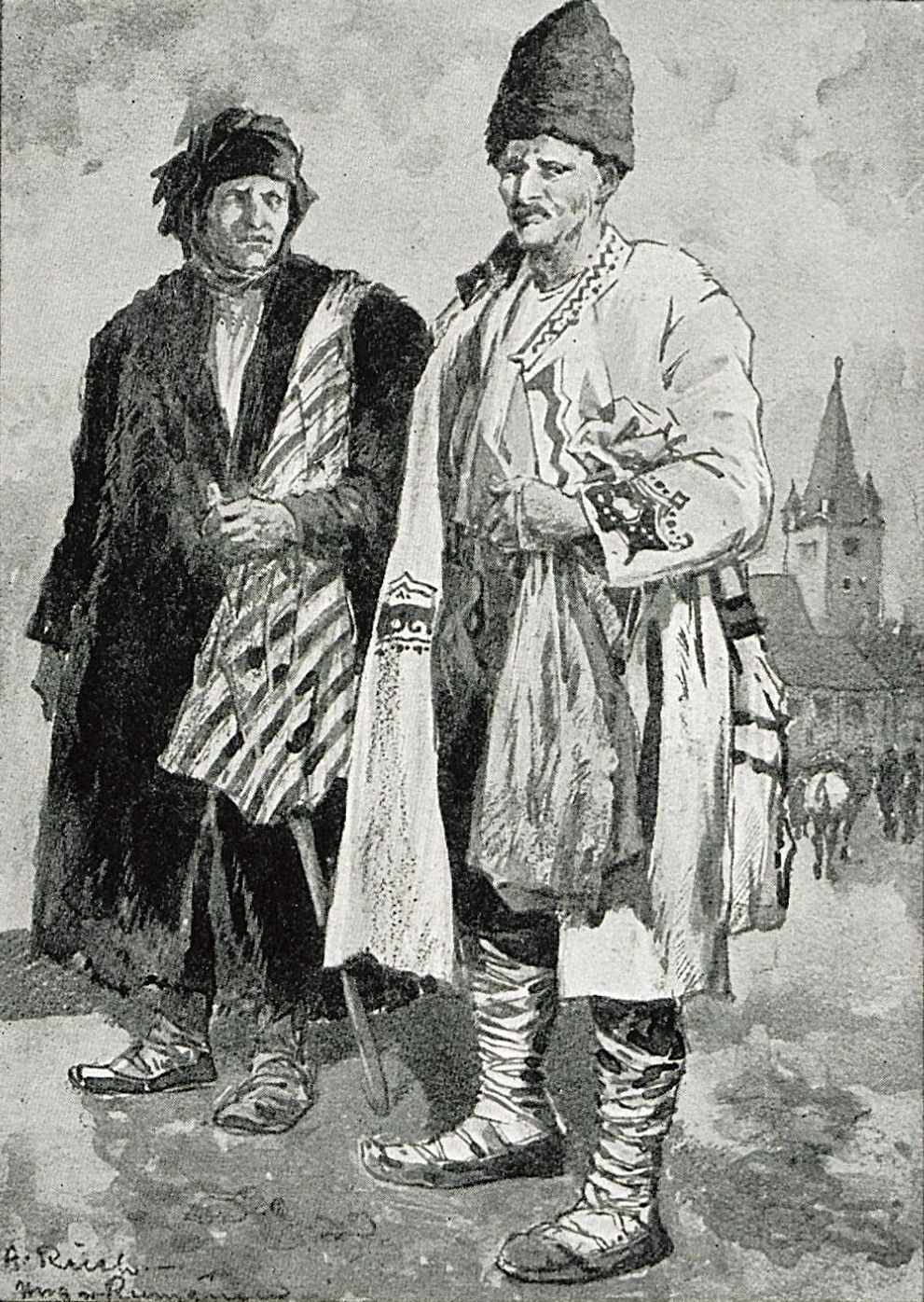
Крестьяне из окрестностей Сибиу, рисунок Альберта Райха, 1916 год
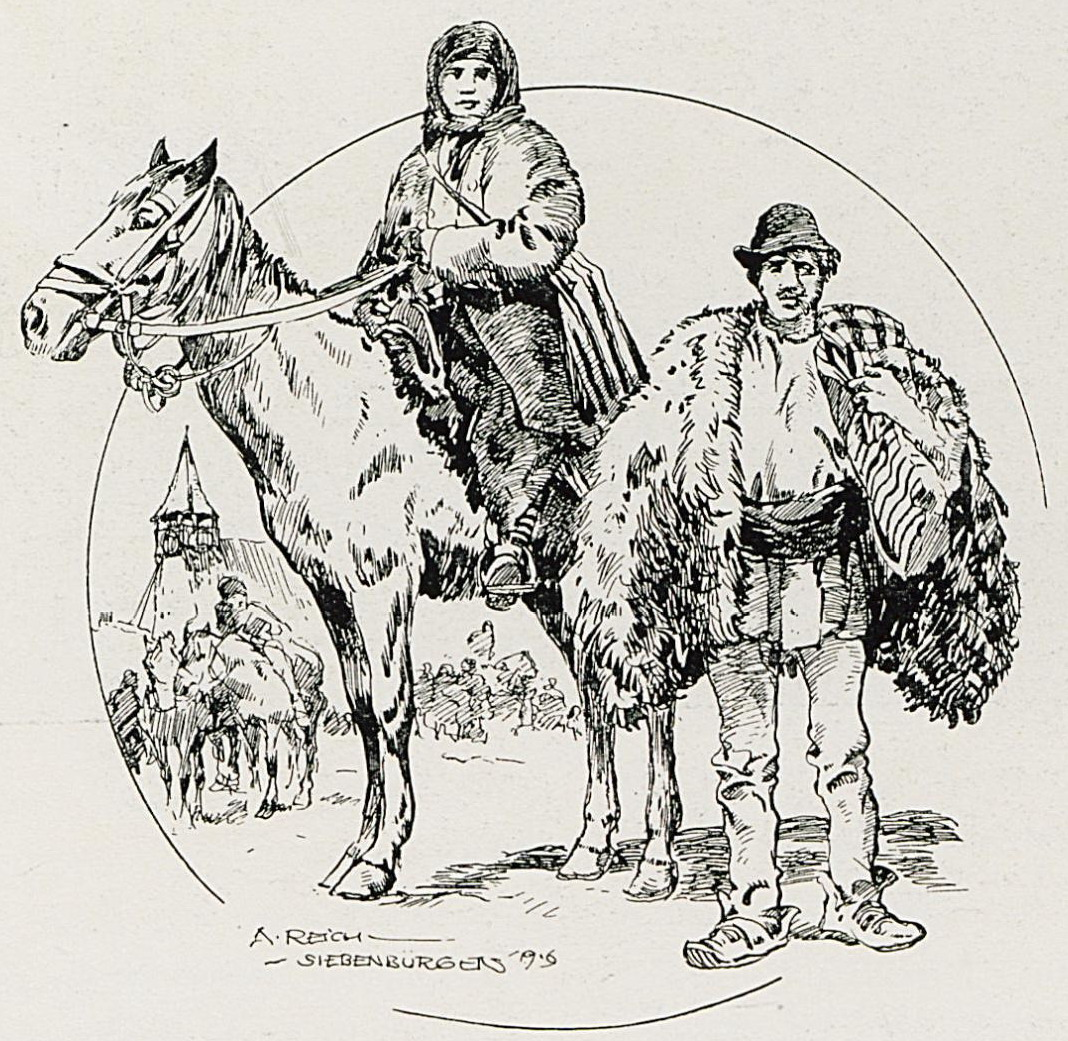
Крестьяне из окрестностей Сибиу, автор рисунка и год те же
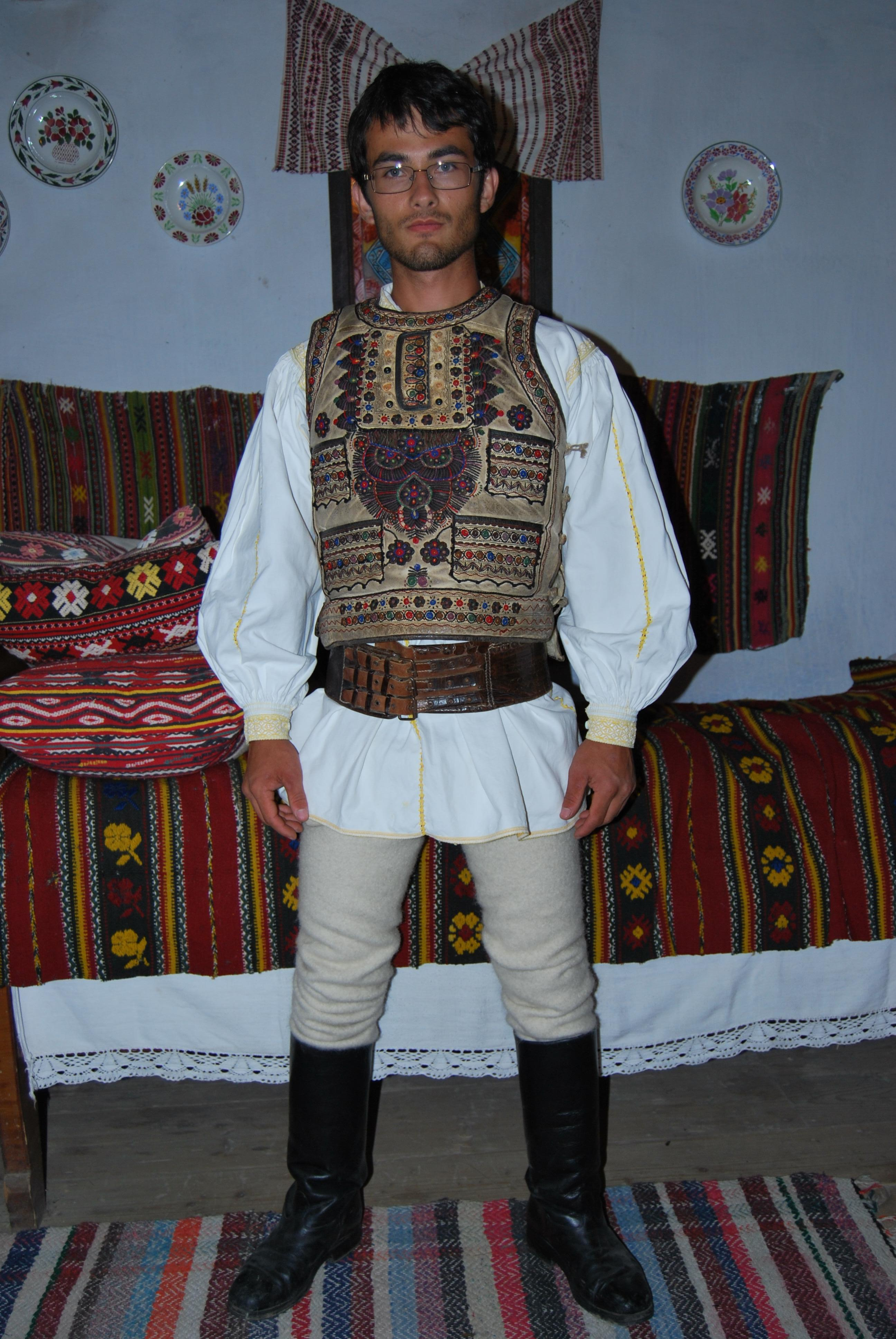
Мужской костюм села Кучулата[рум.] (жудец Брашов)
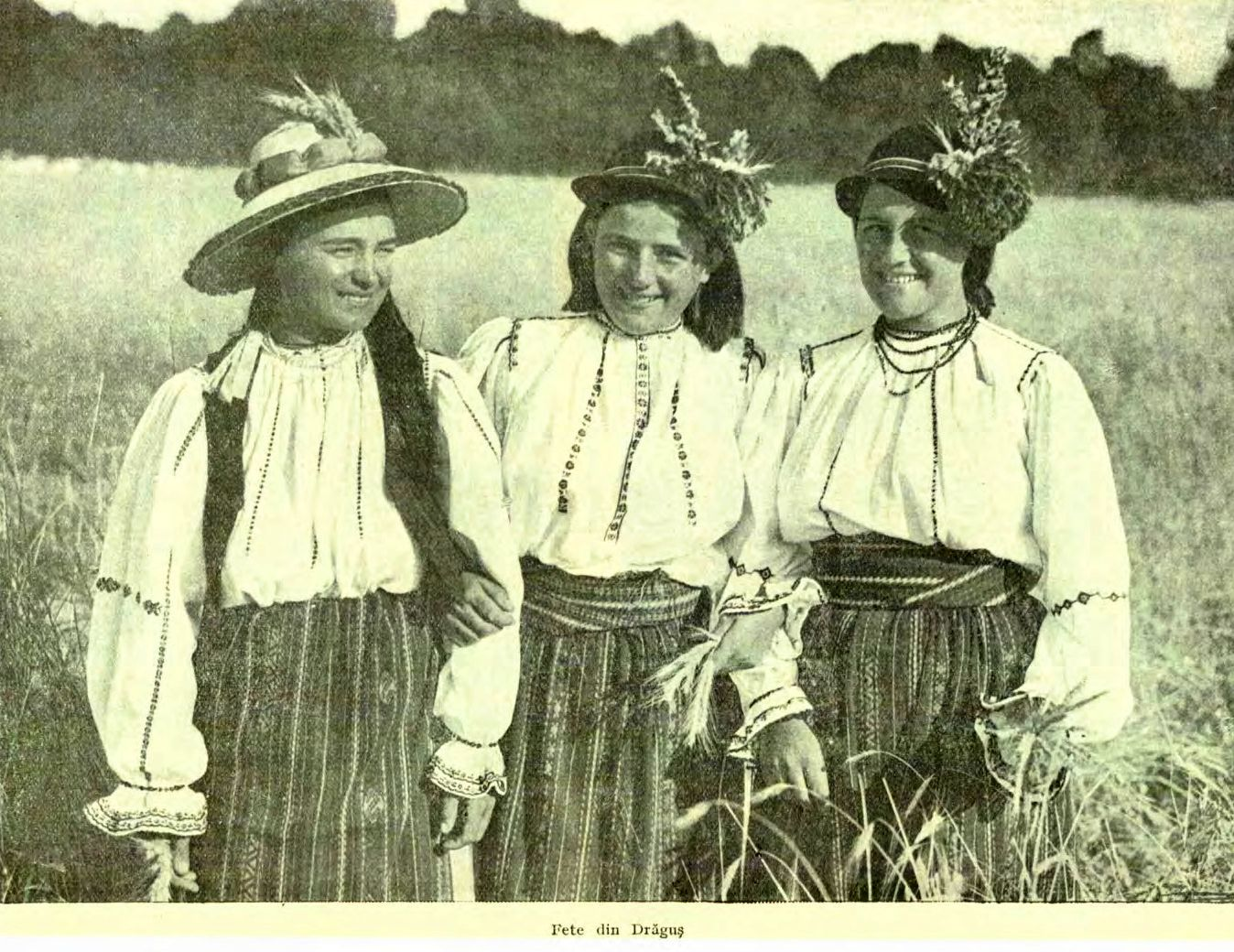
Женщины из села Драгуш[рум.] (жудец Брашов), иллюстрация из Румынской энциклопедии, 1938 г.
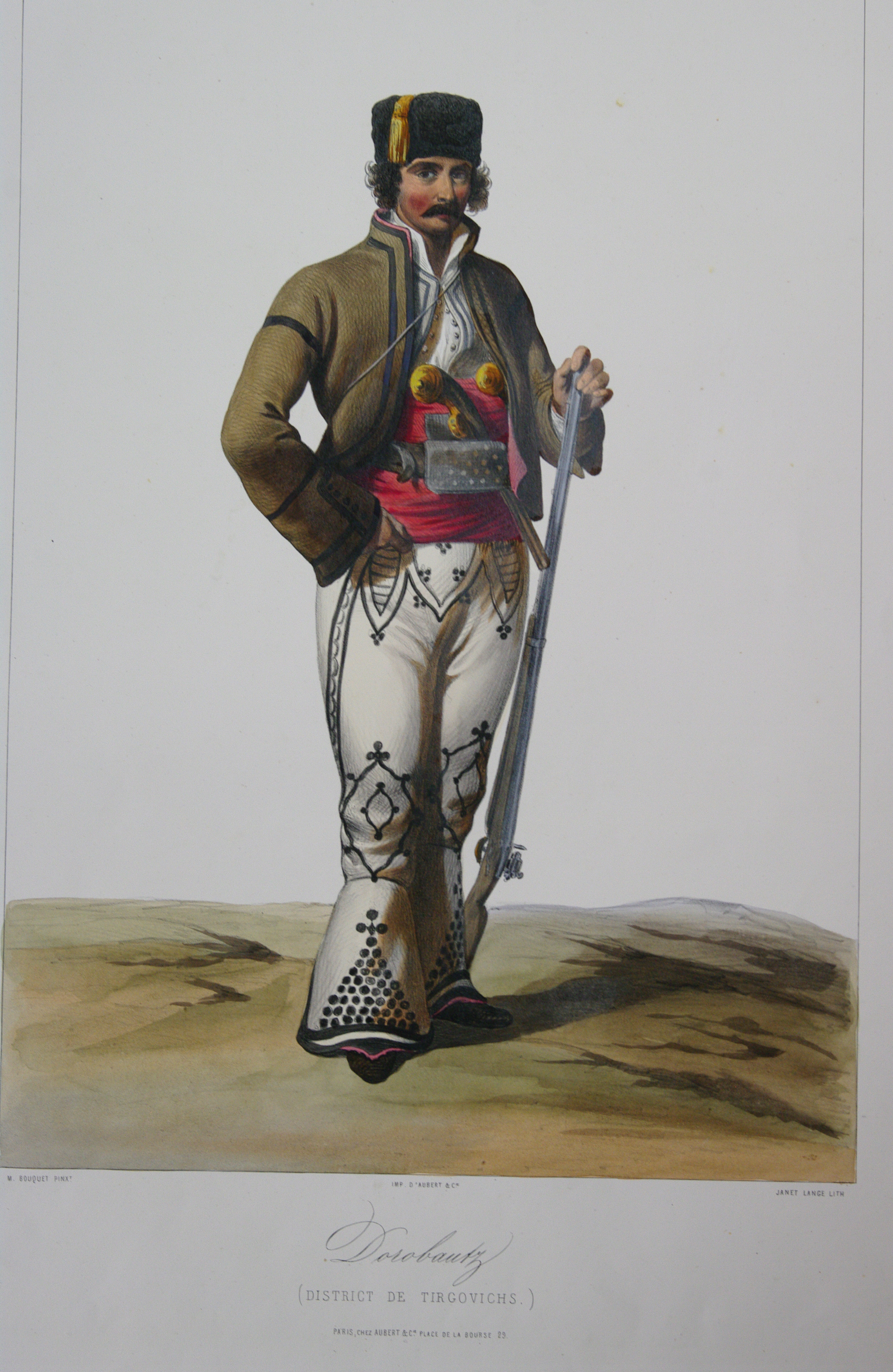
Житель окрестностей Тырговиште, гравюра Мишеля Буке, 1850-е гг.

Одежда трансильванских румын на фотографиях Курта Хильзера, 1933 г.
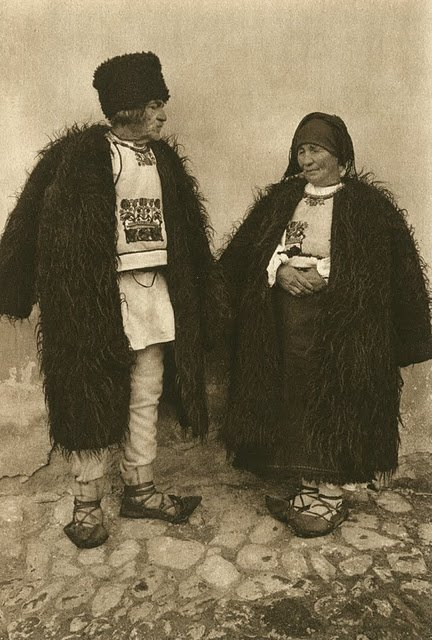
Пожилая пара из села Авриг (жудец Сибиу)
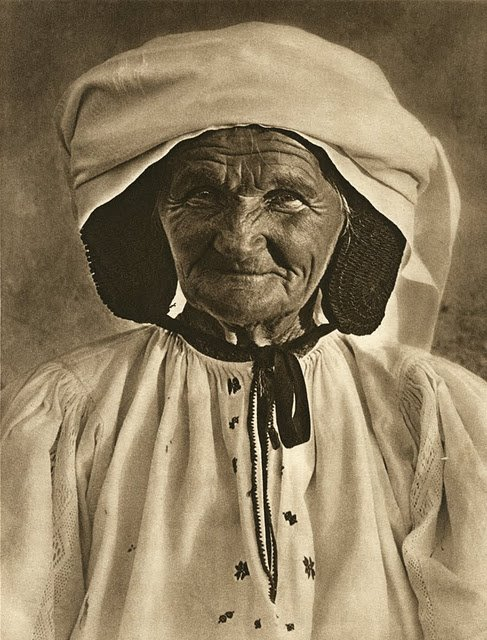
Старуха из села Арпашу-де-Жос (жудец Сибиу)
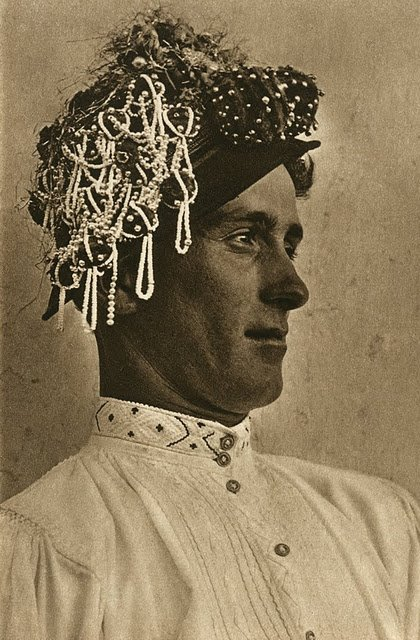
Молодой парень из того же села
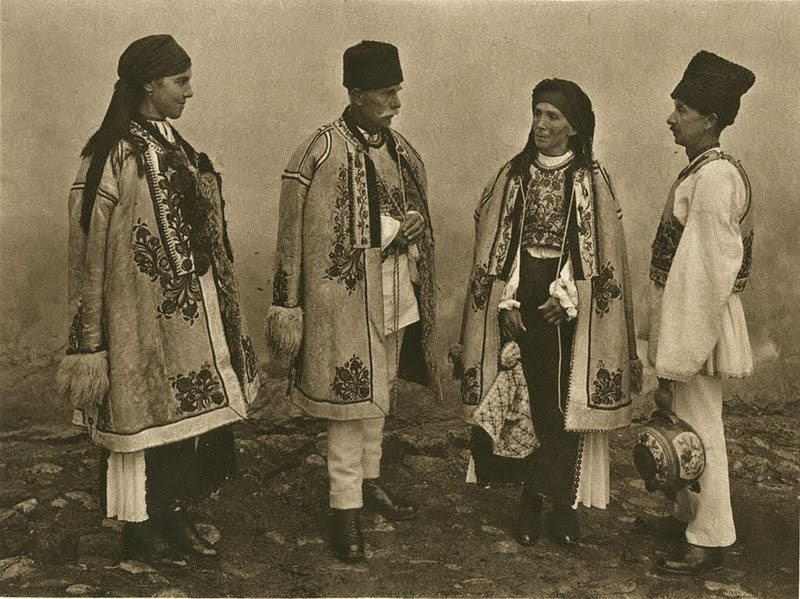
Жители Бойца[рум.] (жудец Сибиу)
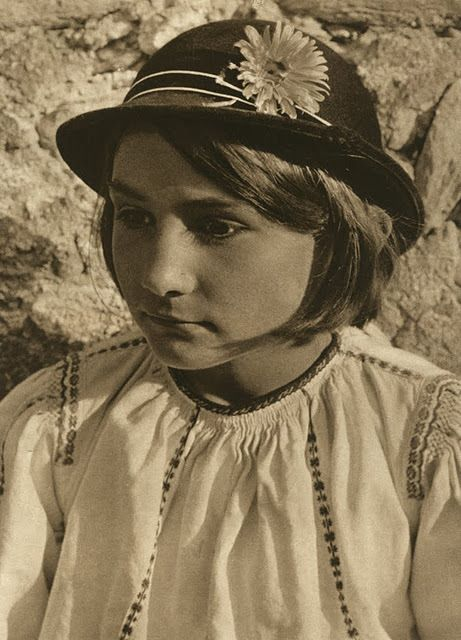
Девушка-крестьянка из села Дрэгуш[рум.] (жудец Брашов)
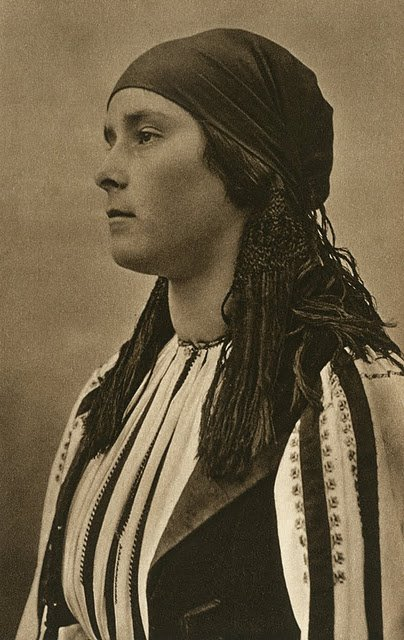
Крестьянка из села Род[рум.] (жудец Сибиу)
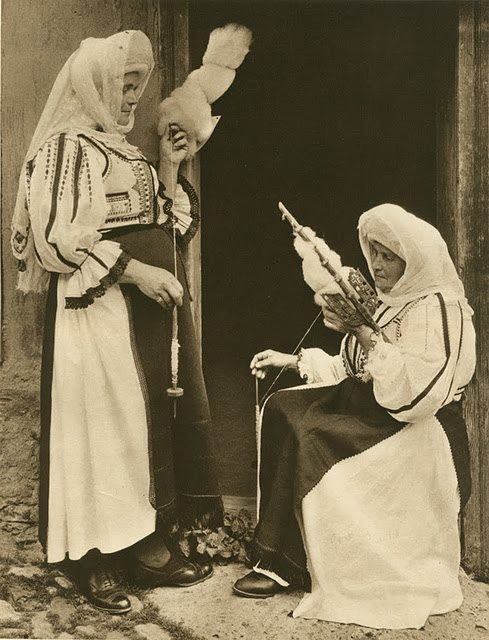
Пряхи из села Пояна-Сибиулуй[рум.] (жудец Сибиу)
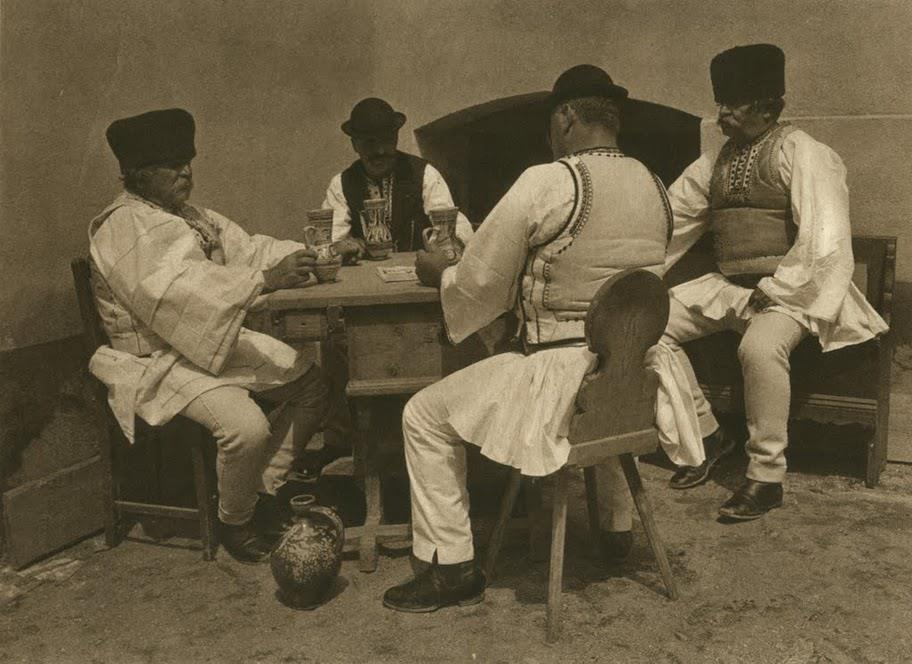
Попойка, то же село
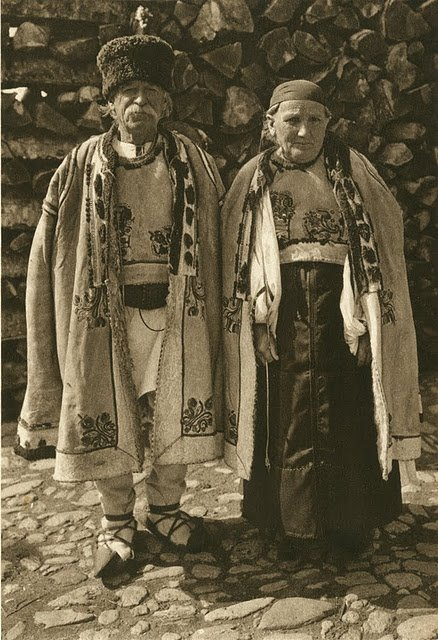
Пожилая пара из села Рэшинари (жудец Сибиу)

### Банат
Как и в Трансильвании, и отличие от большинства регионов, характерно использование кружев.

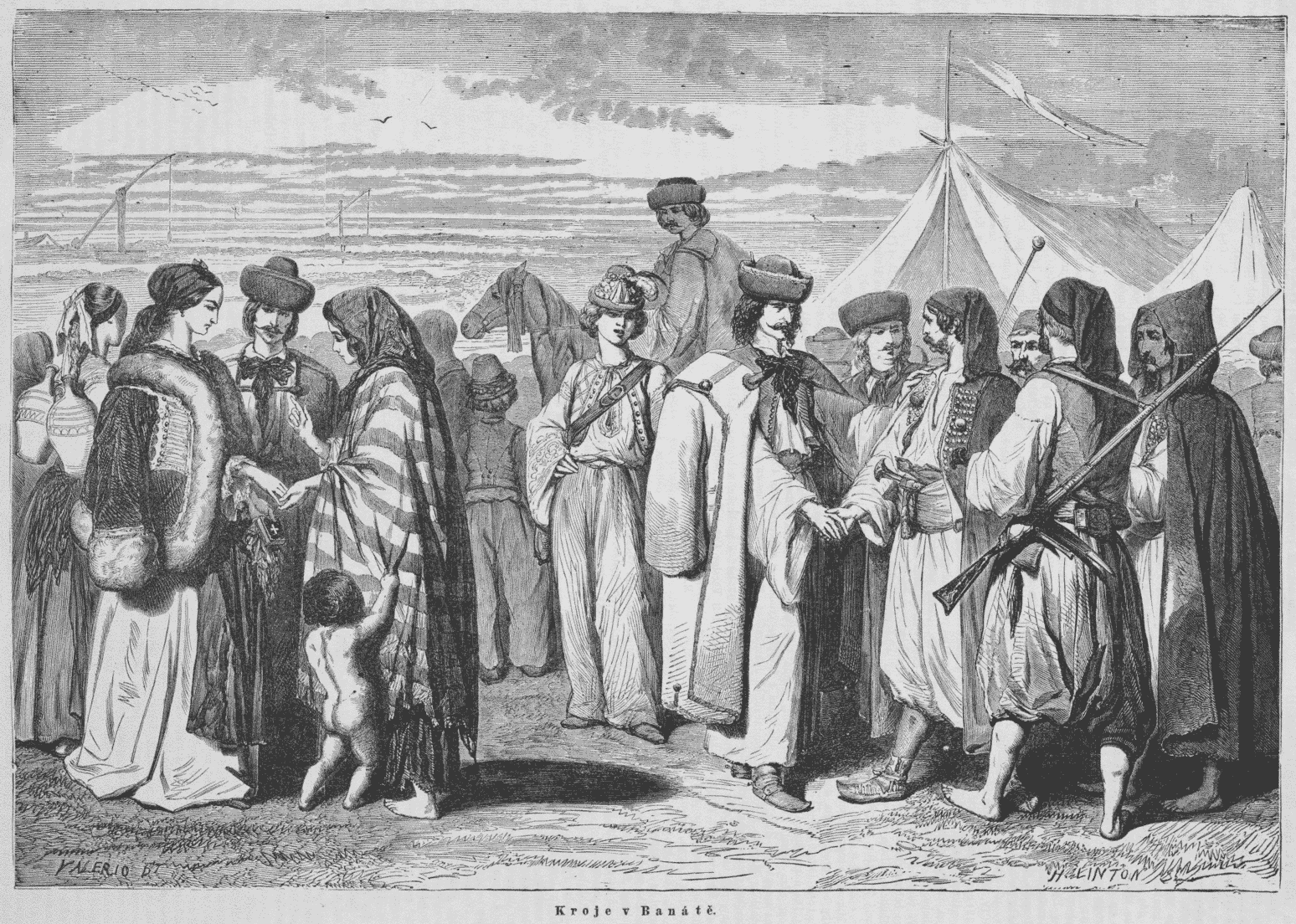
Банатский костюм, 1865 год.
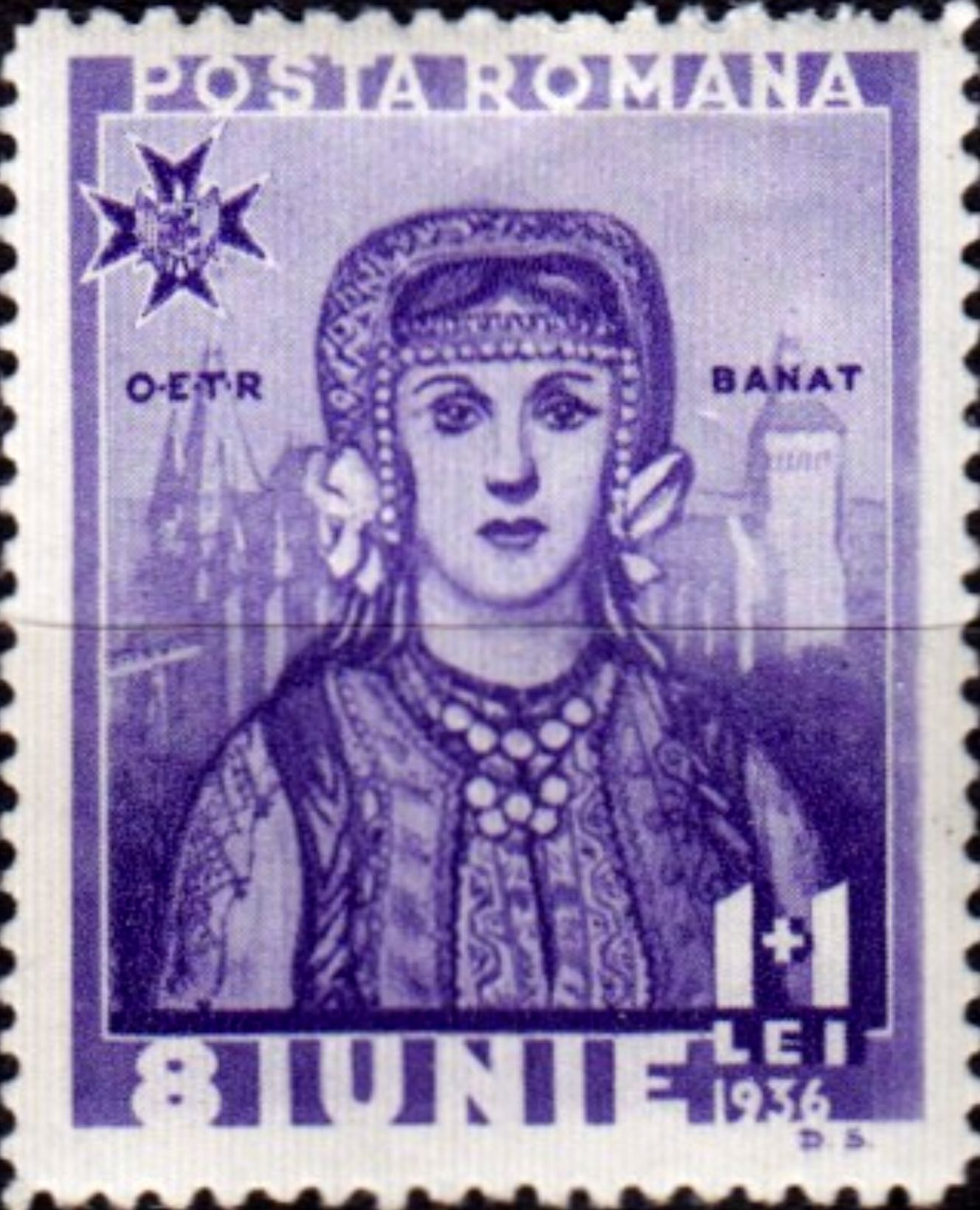
Женщина из Баната в конче на почтовой марке, 1936 год.
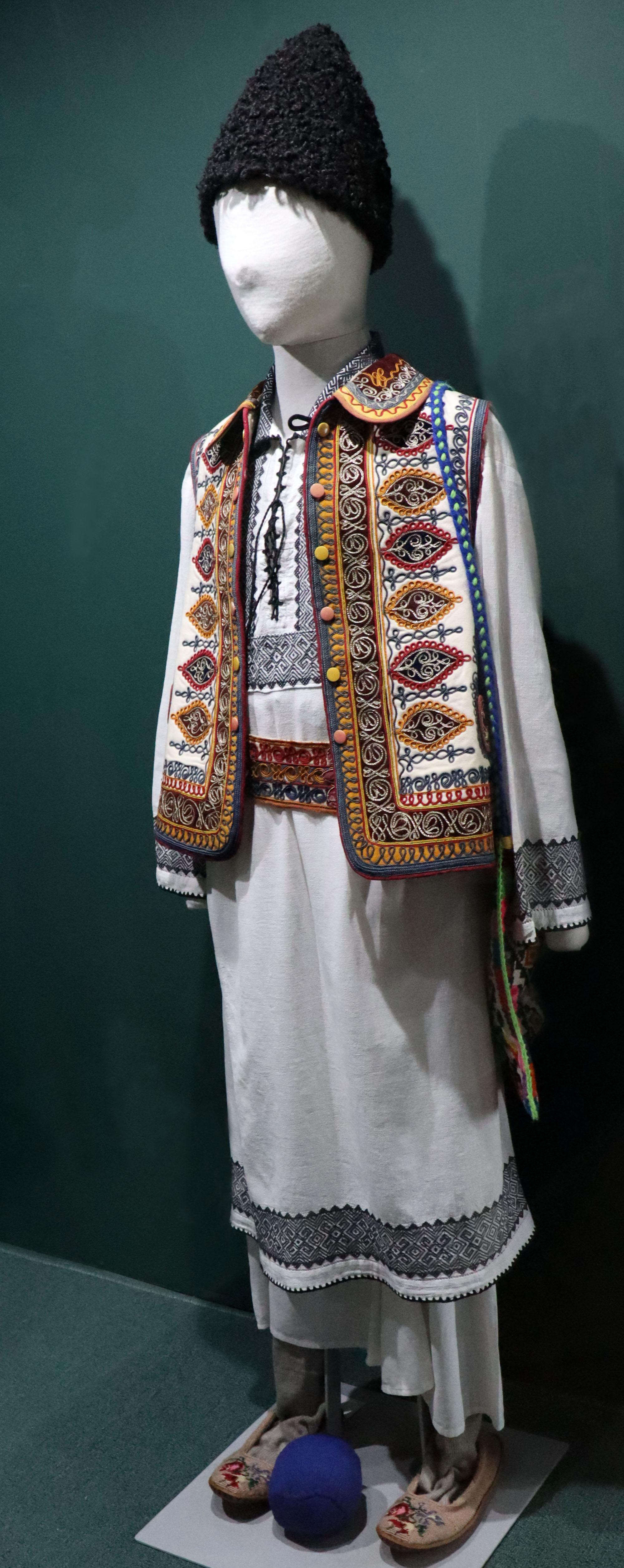
Костюм мальчика, экспонат Народного музея Зренянина (Сербия)
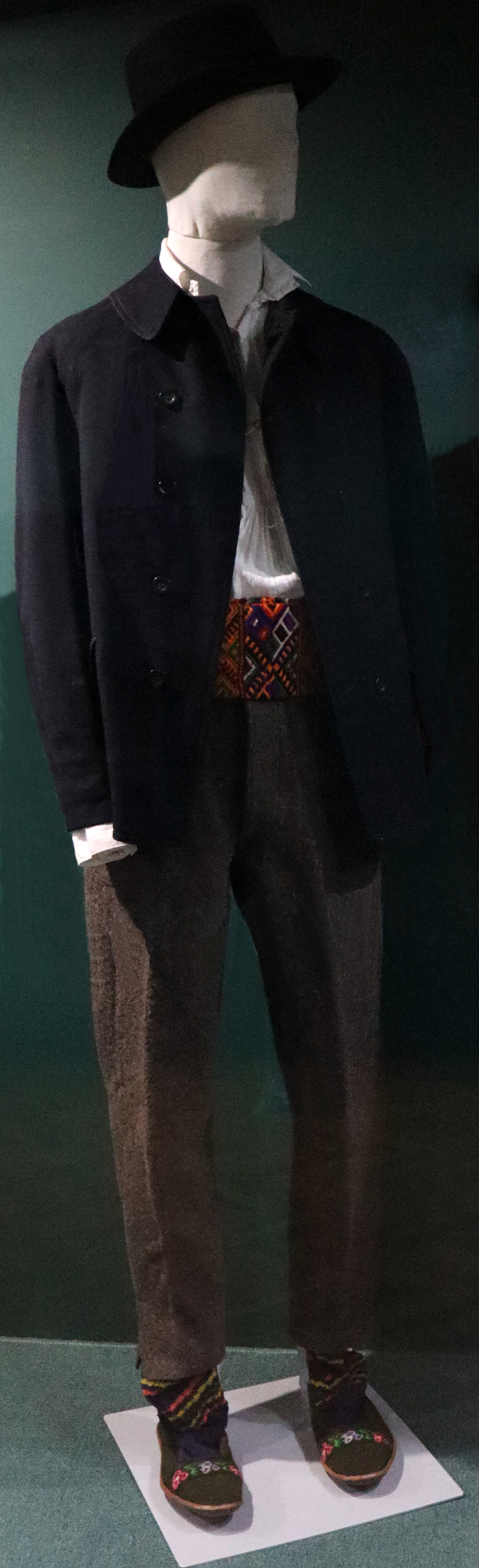
Праздничный румынский костюм, экспонат того же музея
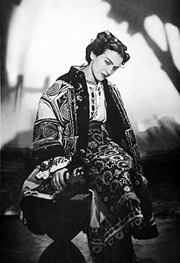
Певица Мария Тэнасе в банатском костюме
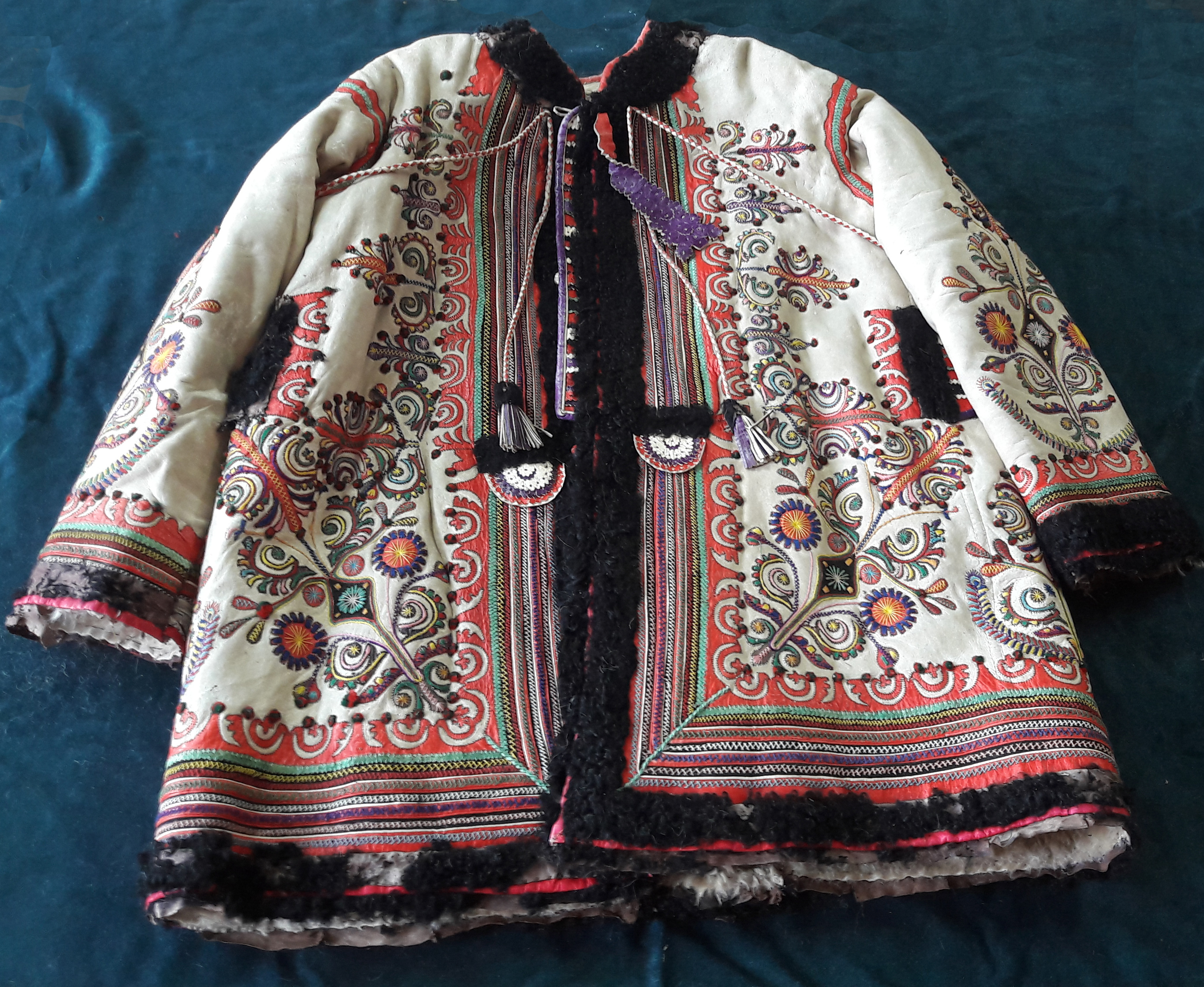
Румынский кожух, начало XX века, экспонат городского музея Вршаца (Сербия)
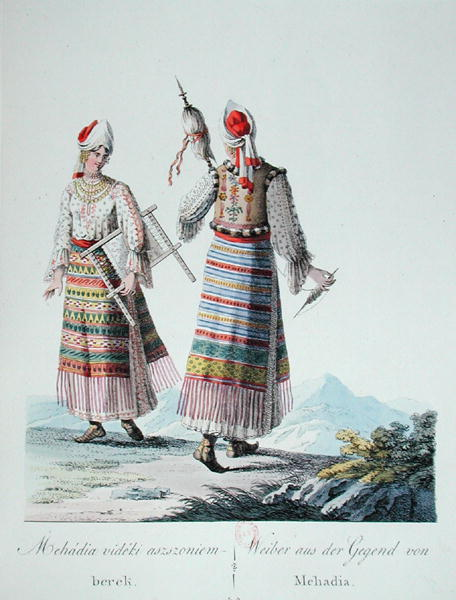
Жительница Мехадии[рум.], иллюстрация J.H. de Bikkesy, 1810 г.
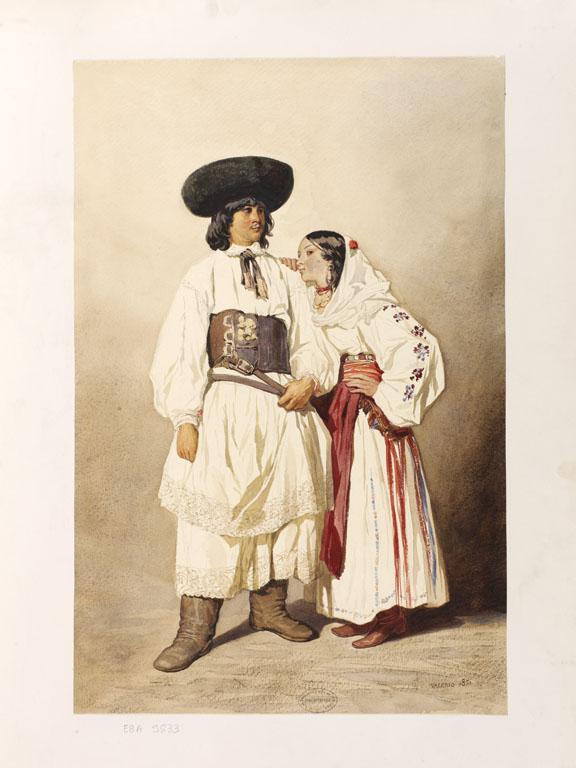
Крестьяне из окрестностей Лугожа (жудец Тимиш), 1851 год
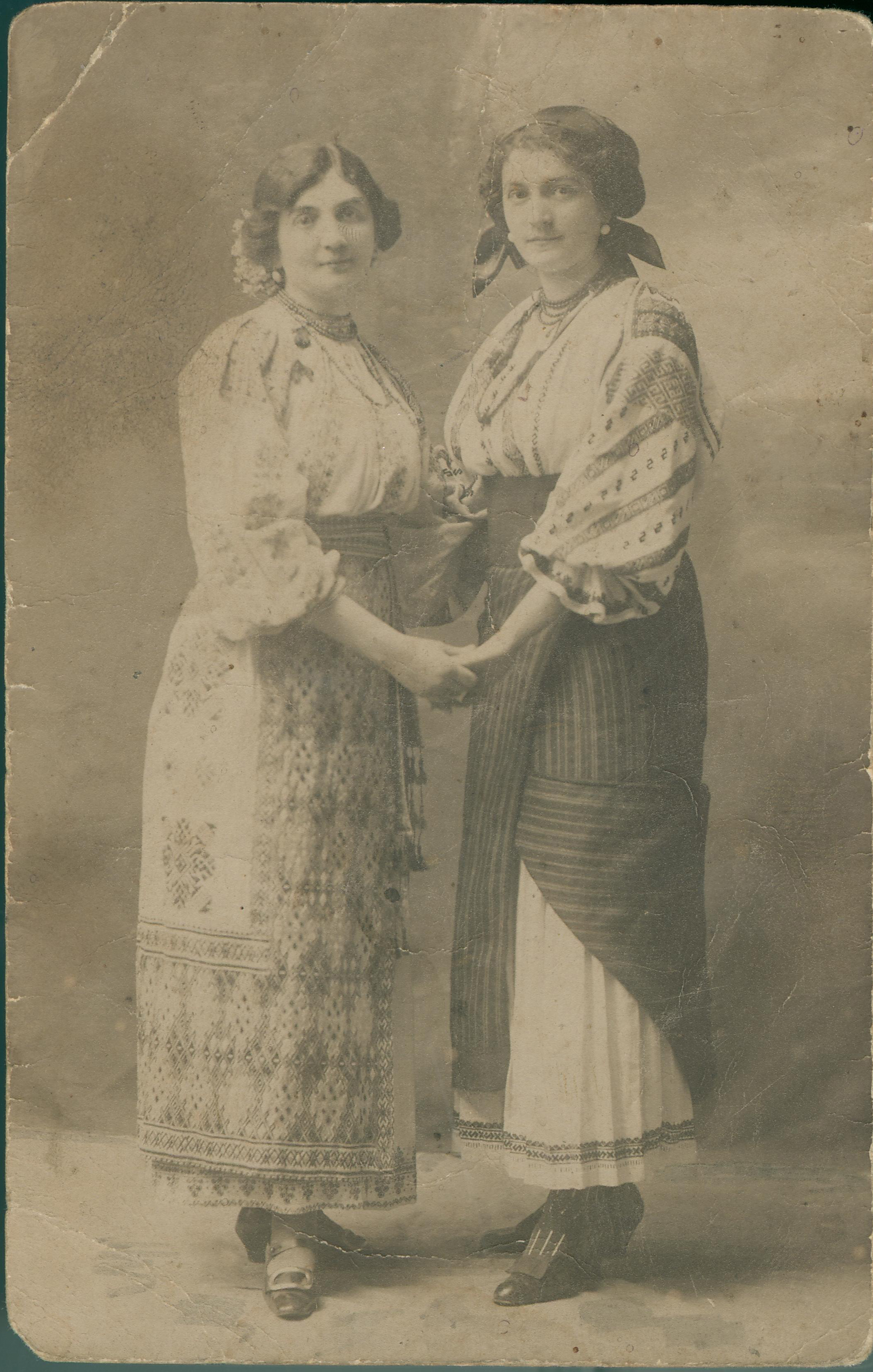
Жительницы Зренянина в румынских костюмах, 1920-е гг.

### Закарпатье (Кришана)
Из-за близости к Венгрии в костюме закарпатских румын сильно влияние венгерского народного костюма. В частности, в некоторых местах мужчины заправляли рубаху в штаны европейского покроя, а на ногах носили венгерские сапоги.
В регионе Цара Оашулуй (жудец Арад) характерны рубахи с кокеткой и широкими рукавами, такие же широкие штаны и маленькая соломенная шляпка у мужчин; женщины носили косынки, короткие юбки (рум. fustǎ) с широким передником и ие со специфическим орнаментом на вороте.
Румыны Тячевского района Закарпатской области Украины декорировали верхнюю, плечевую часть женских рубах несколькими поперечными полосами вышивки. Особый колорит придаёт чёрная полоса с разноцветной вышивкой на ней, удачно сочетающаяся с вышивкой белым по белому. Также в отделке рукава использовались три отдельные цветочные композиции-вазоны.

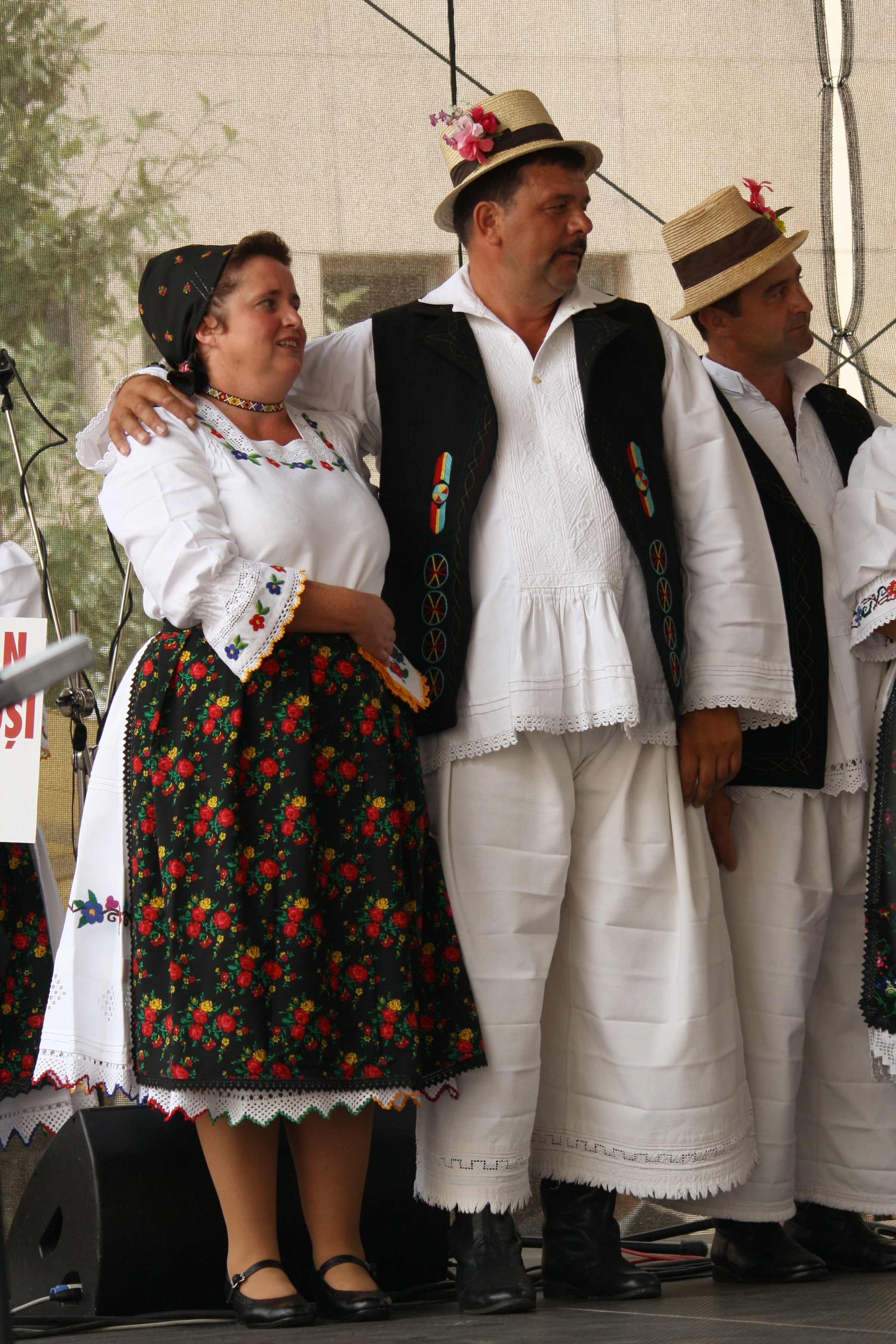
Танцоры из Грошь[рум.] (жудец Арад) на фестивале в Праге.
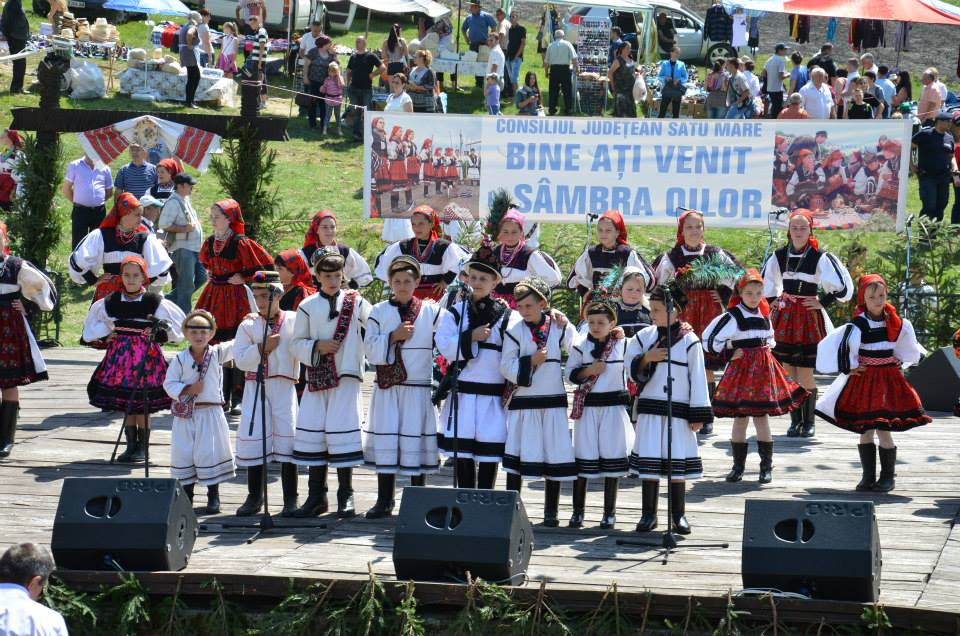
Детский ансамбль народной музыки
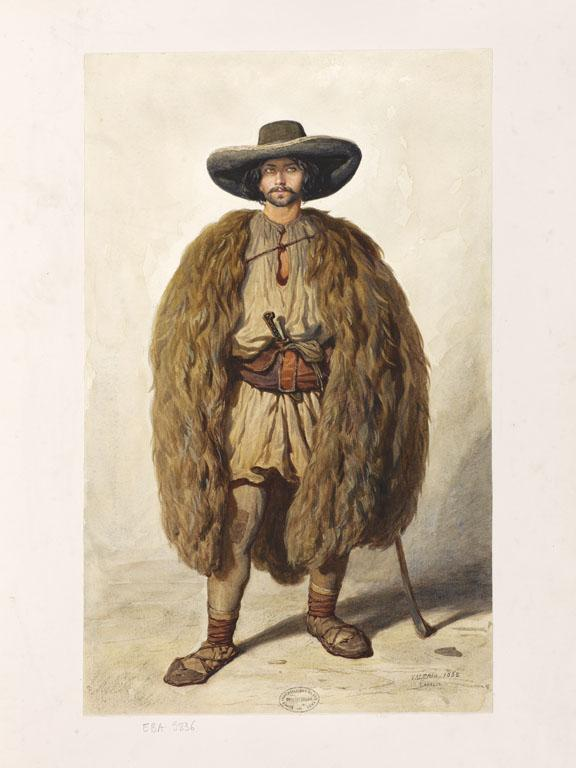
Пастух из деревни Зэбалц (рум. Zăbalț), ныне коммуна Урусэу[рум.] жудеца Арад. Рисунок Теодоре Валерио, 1852 год.
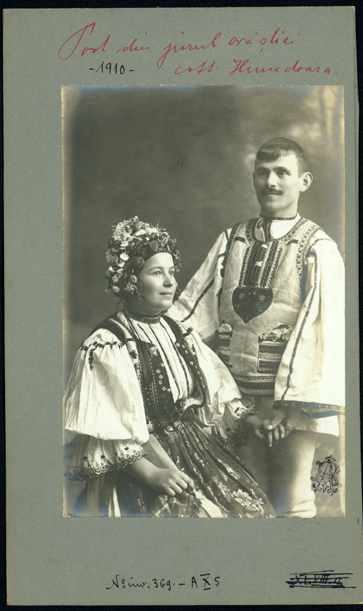
Жених и невеста из Орэштие (жудец Хунедоара), фотография Леопольда Адлера[рум.].
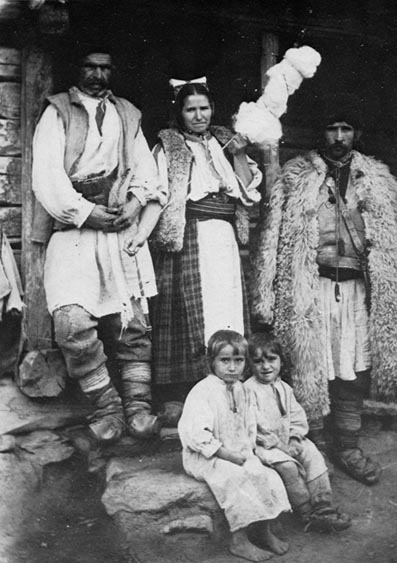
Семья из села Мерия[рум.] (жудец Хунедоара). Фотография Александру Белулеску, 1911 год.
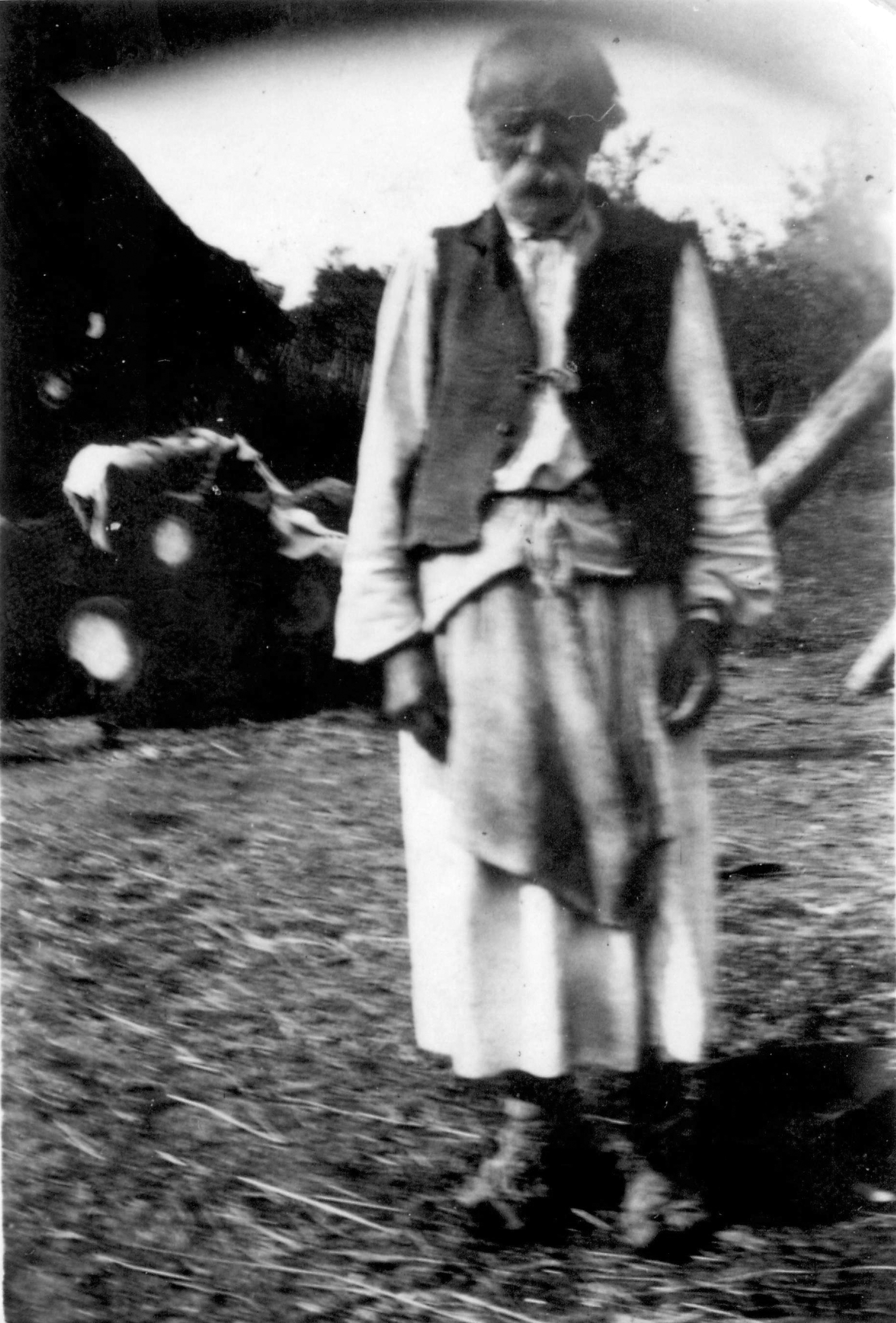
Грекокатолик из села Бокша (жудец Сэлаж), 1930-е годы
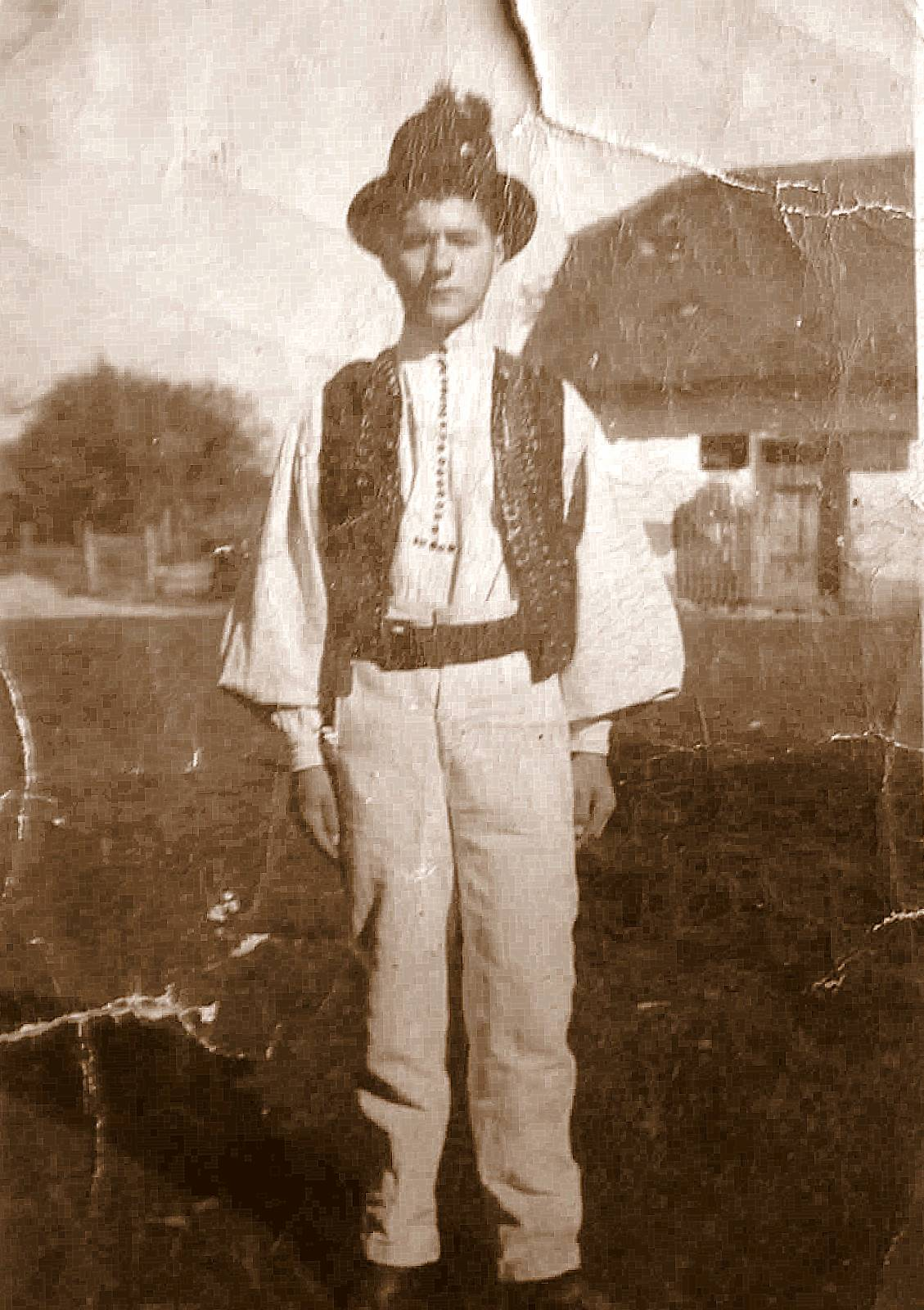
Праздничный костюм из села Прия (жудец Сэлаж), фотография Павла Блага, 1943 год
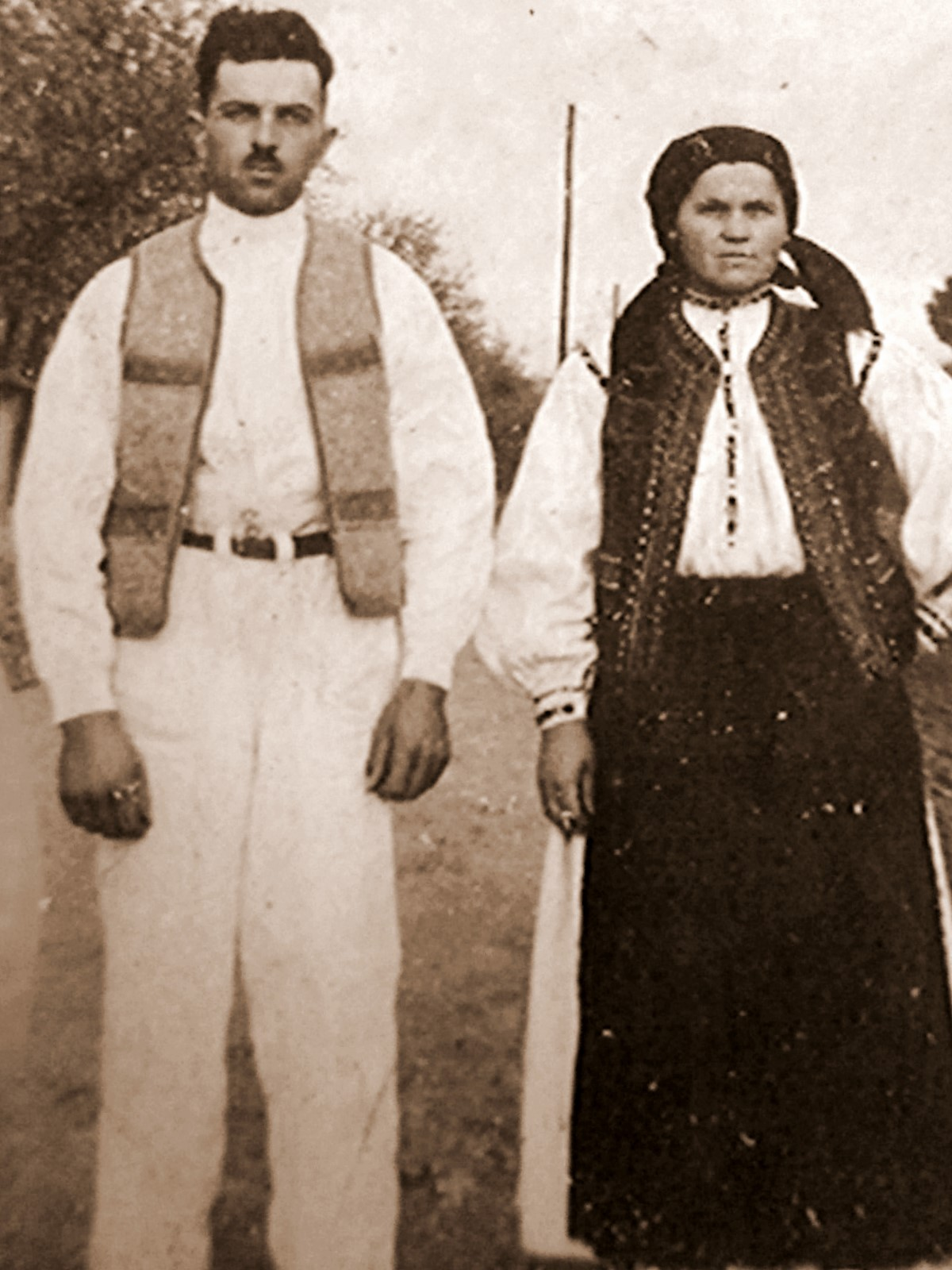
Повседневный костюм оттуда же, 1940 год
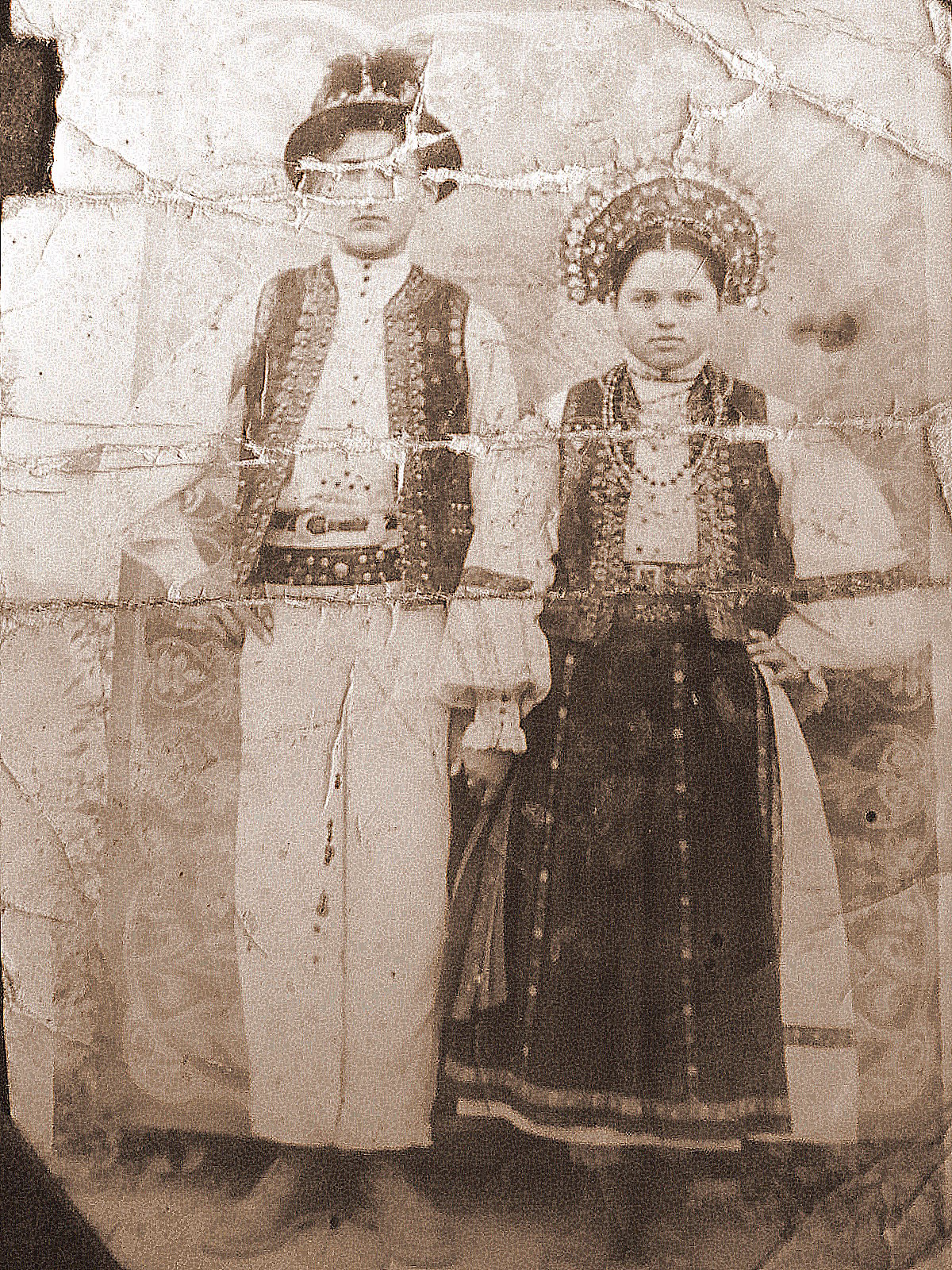
Наряды жениха и невесты оттуда же, 1953 год
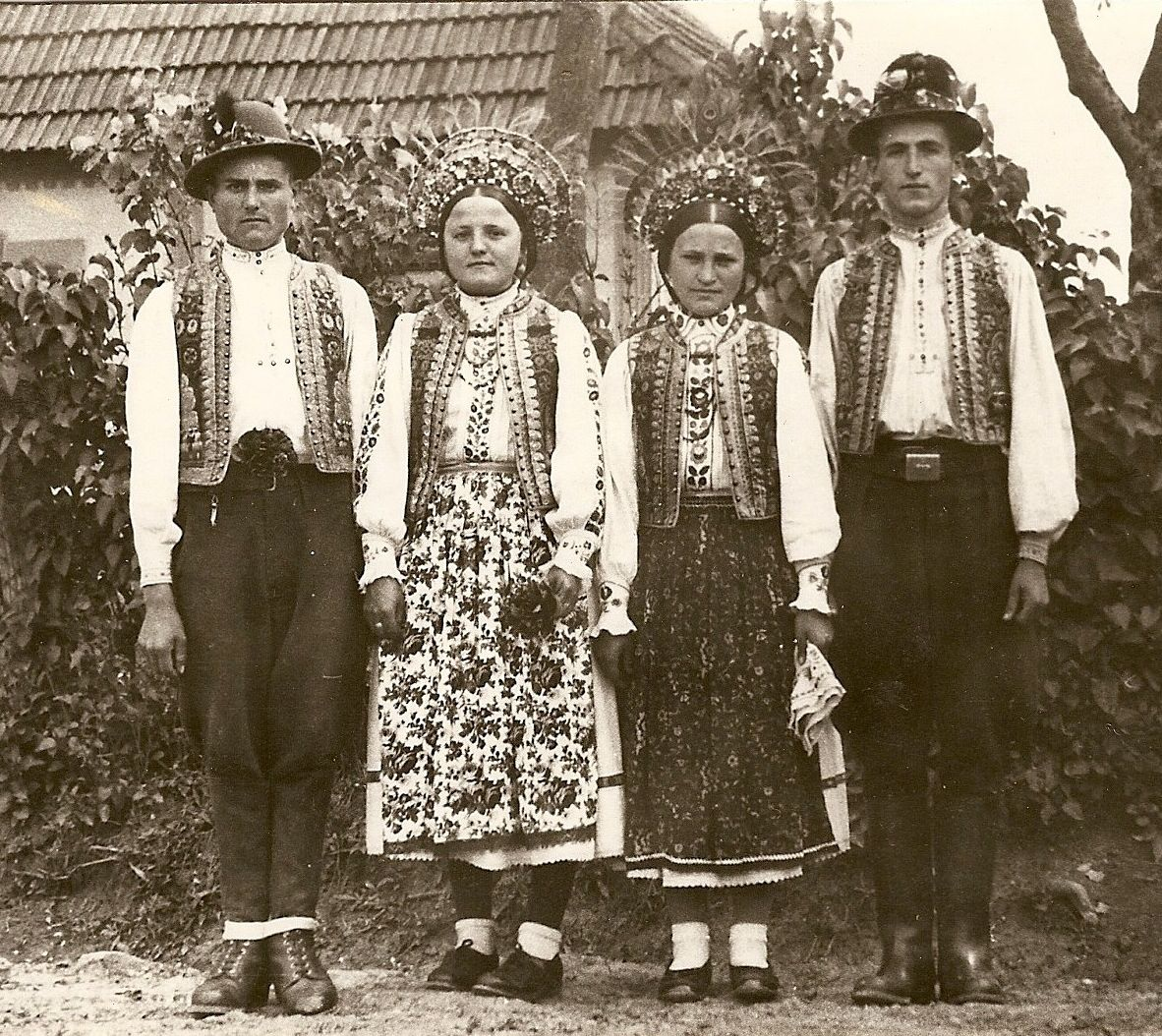
Свадебные костюма из села Марин[рум.] (тот же жудец), 1960-е годы
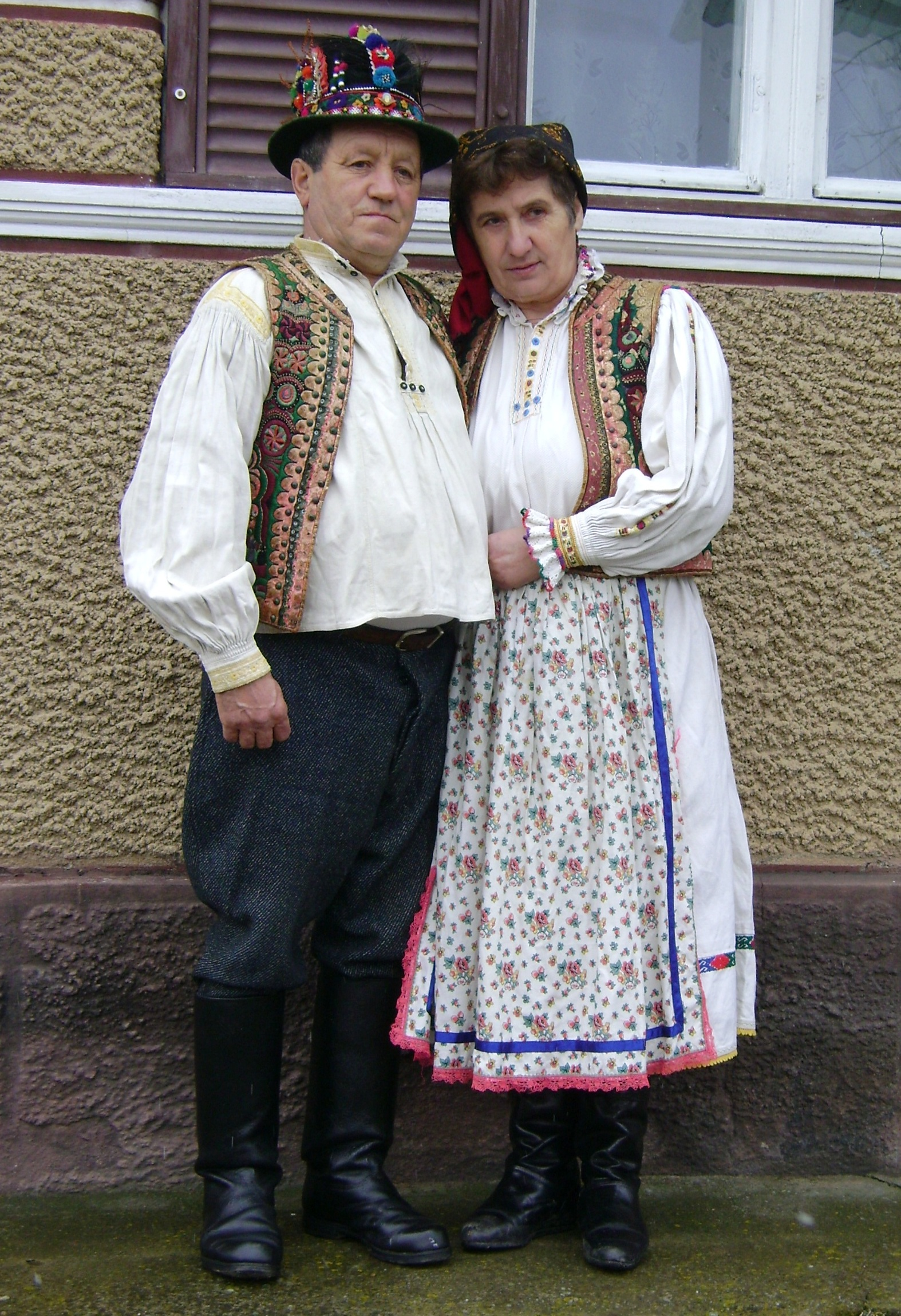
Народный костюм того же села, современная фотография
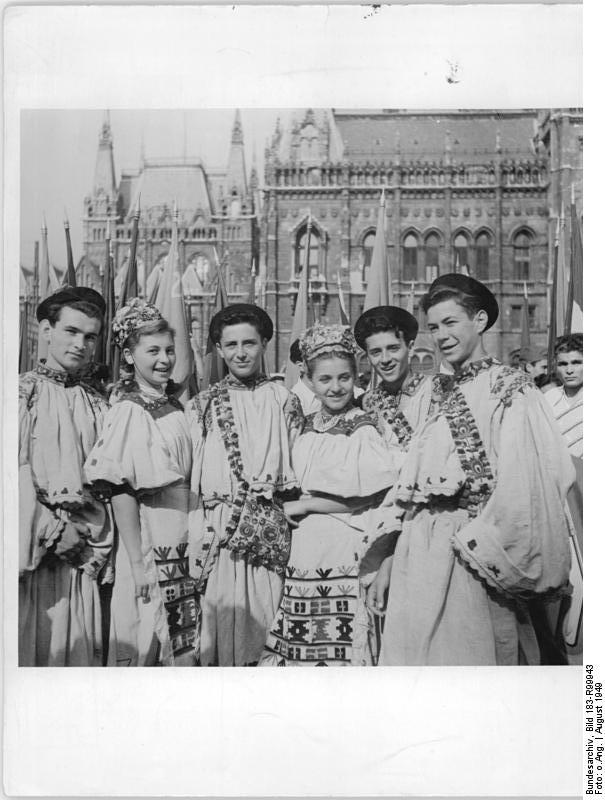
Ансамбль народного танца в закарпатских костюмах на Втором международный фестиваль молодёжи и студентов, 1949 г. Фотография из собрания Бундесархива.

### Марамуреш
Как и в Закарпатье, мужчины носили маленькую соломенную шляпку клоп (рум. clop), на праздники украшавшуюся большим плюмажом из перьев. Клоп носили даже зимой.

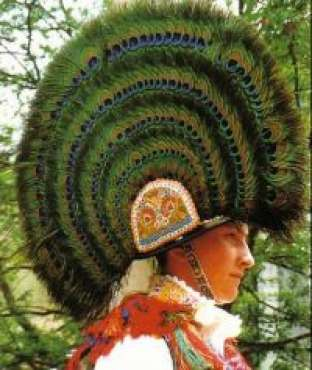
Клоп с плюмажом.
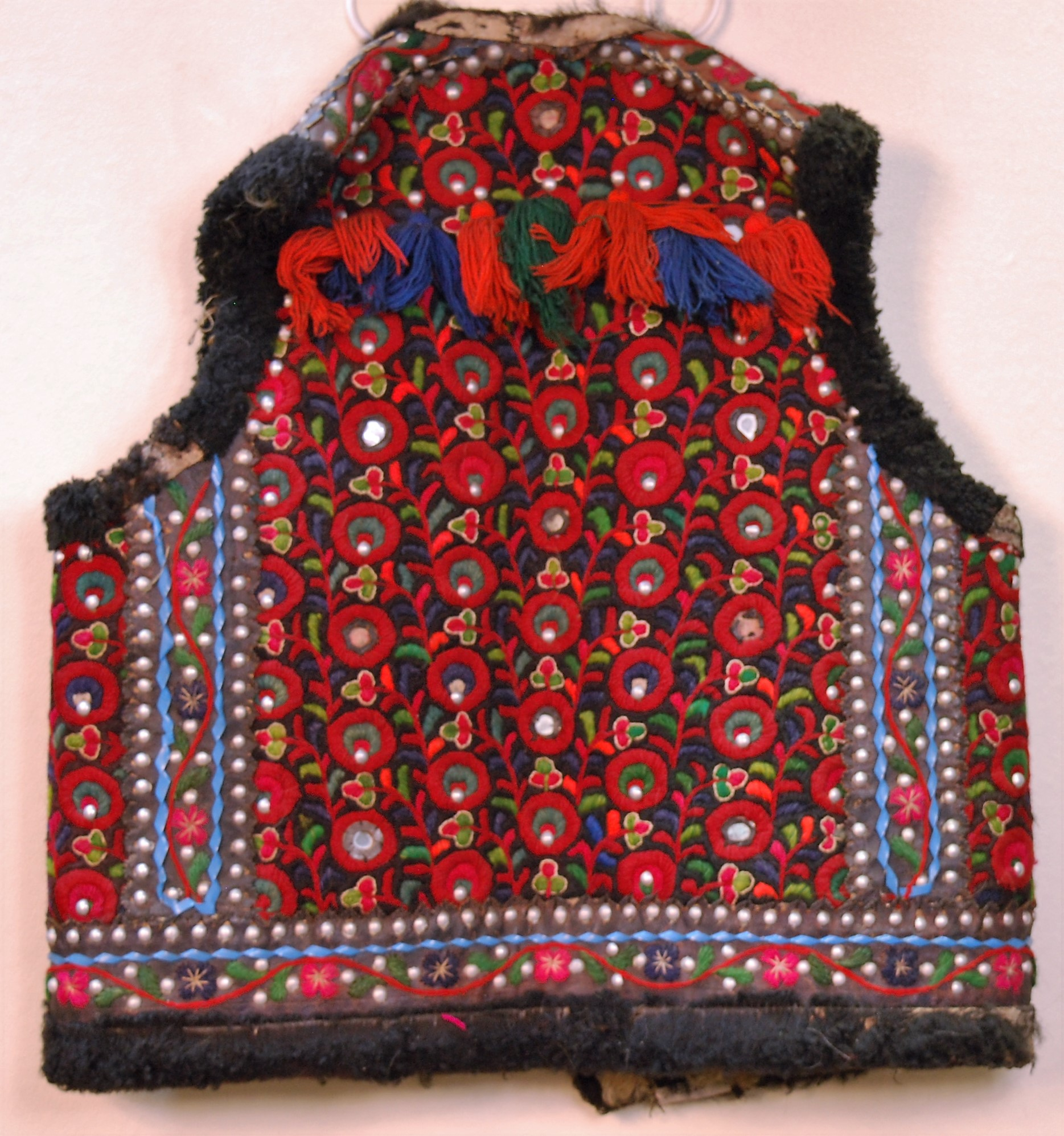
Безрукавка из Марамуреша. Экспозиция Сельского музея Марамуреша[укр.], Сигету-Мармацией.
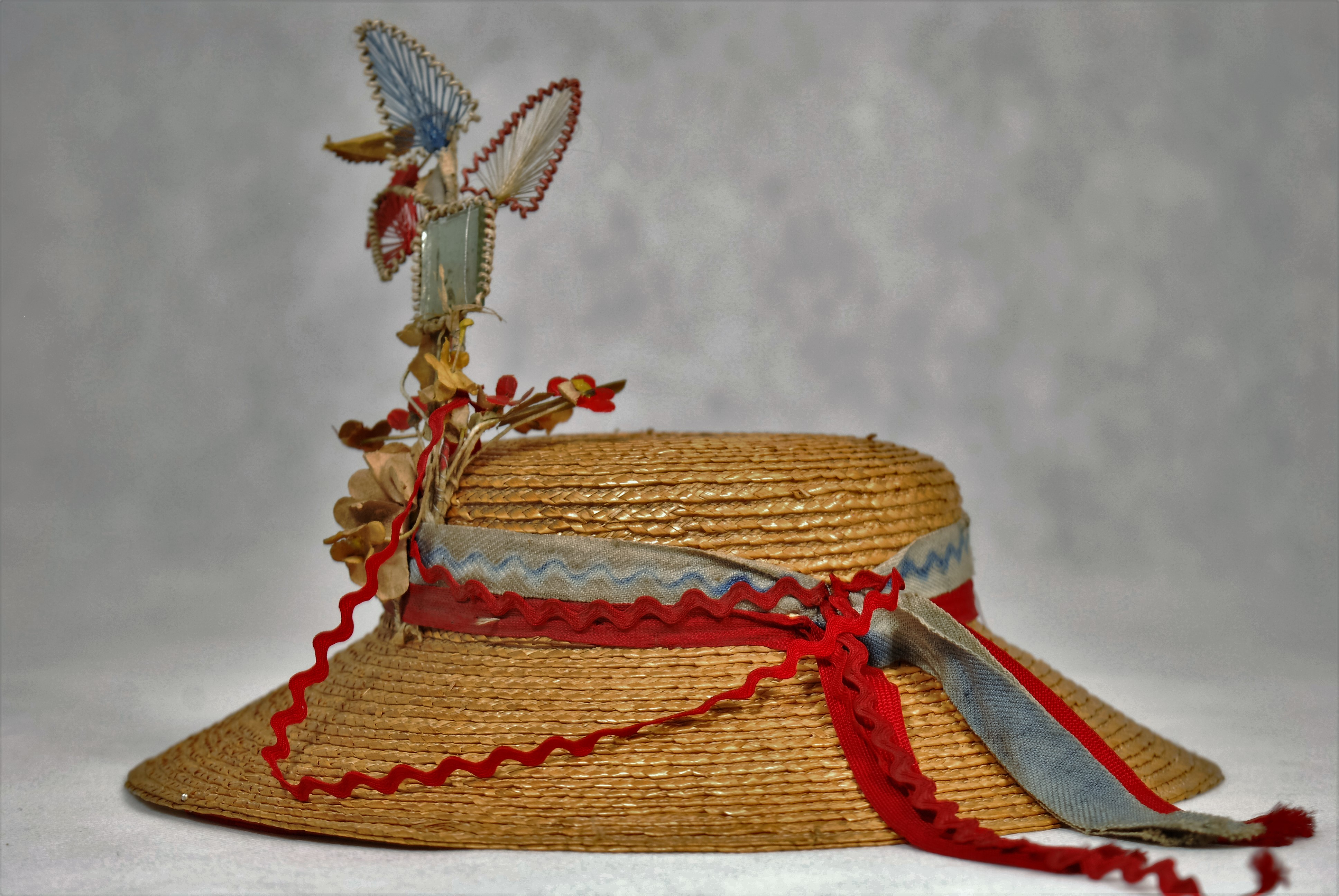
Мужская шляпа, экспозиция Музея истории и арехологии Марамуреша[рум.]
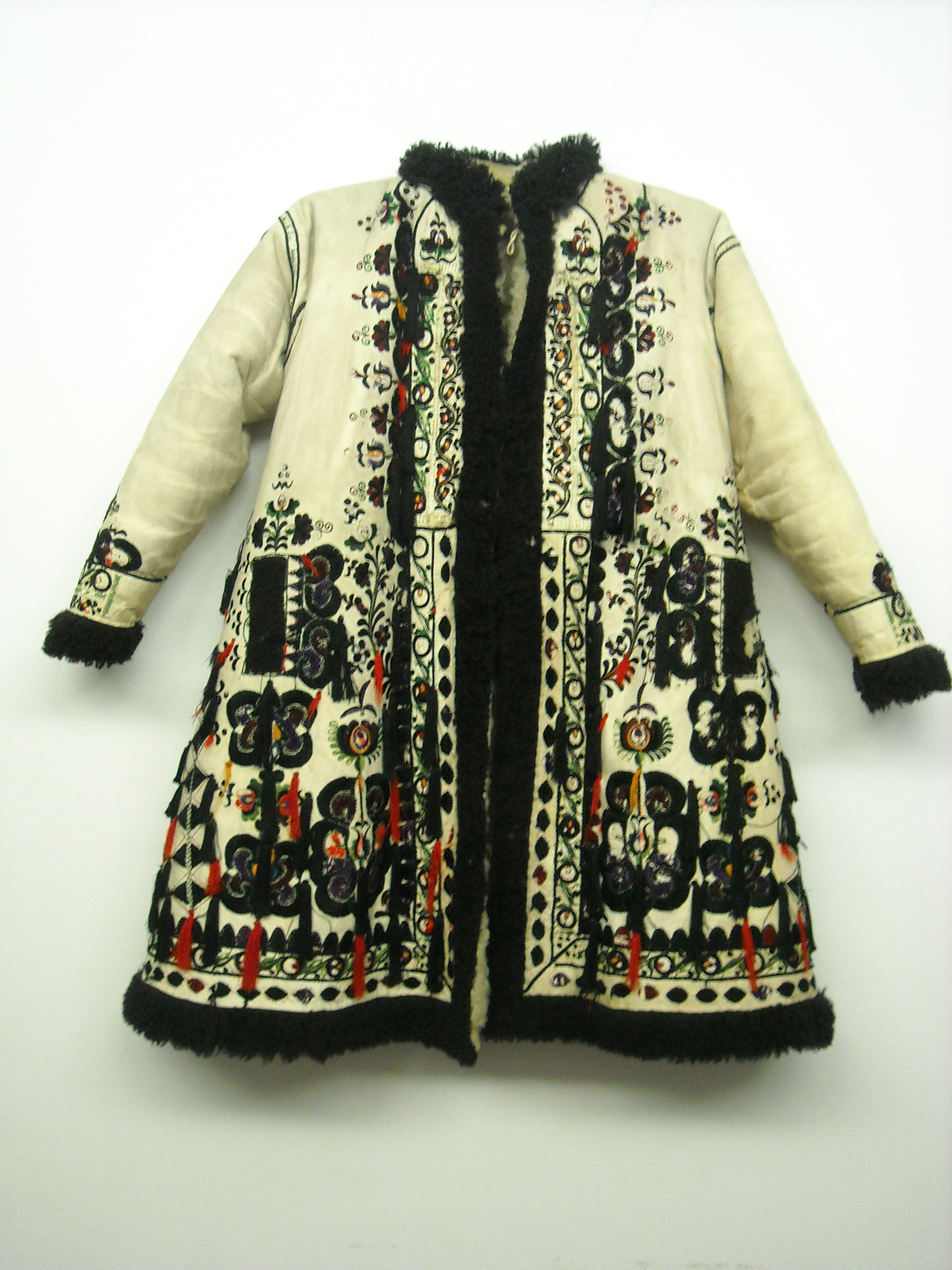
Женский тулуп из Майеру[рум.], экспозиция музея жудеца Бистрицы.
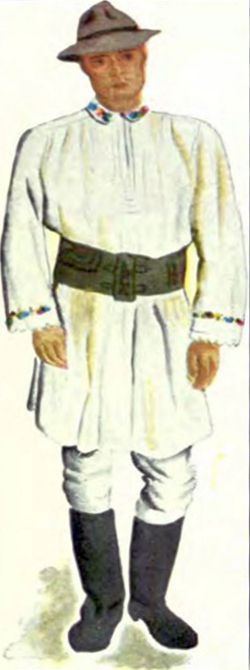
Мужской костюм села Шанць[рум.] жудеца Бистрица-Нэсэуд, иллюстрация из Румынской энциклопедии, 1938 г.
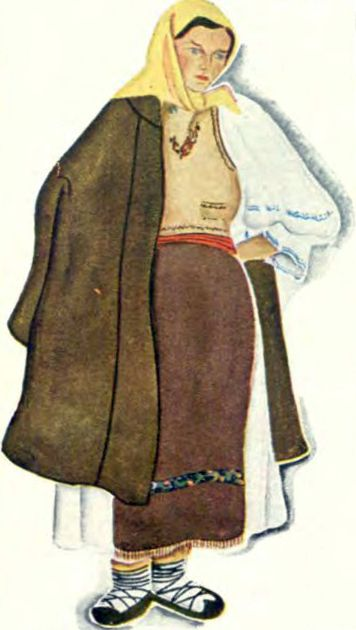
Женский костюм села Шанць жудеца Бистрица-Нэсэуд, иллюстрация оттуда же.
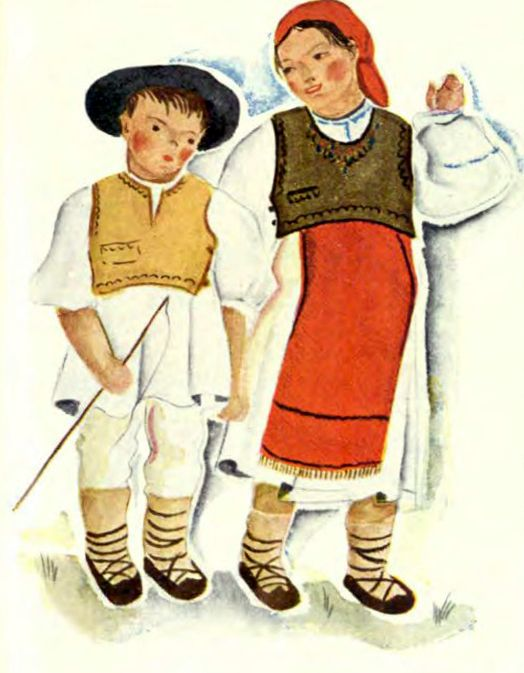
Детские костюмы села Шанць жудеца Бистрица-Нэсэуд, иллюстрация оттуда же.
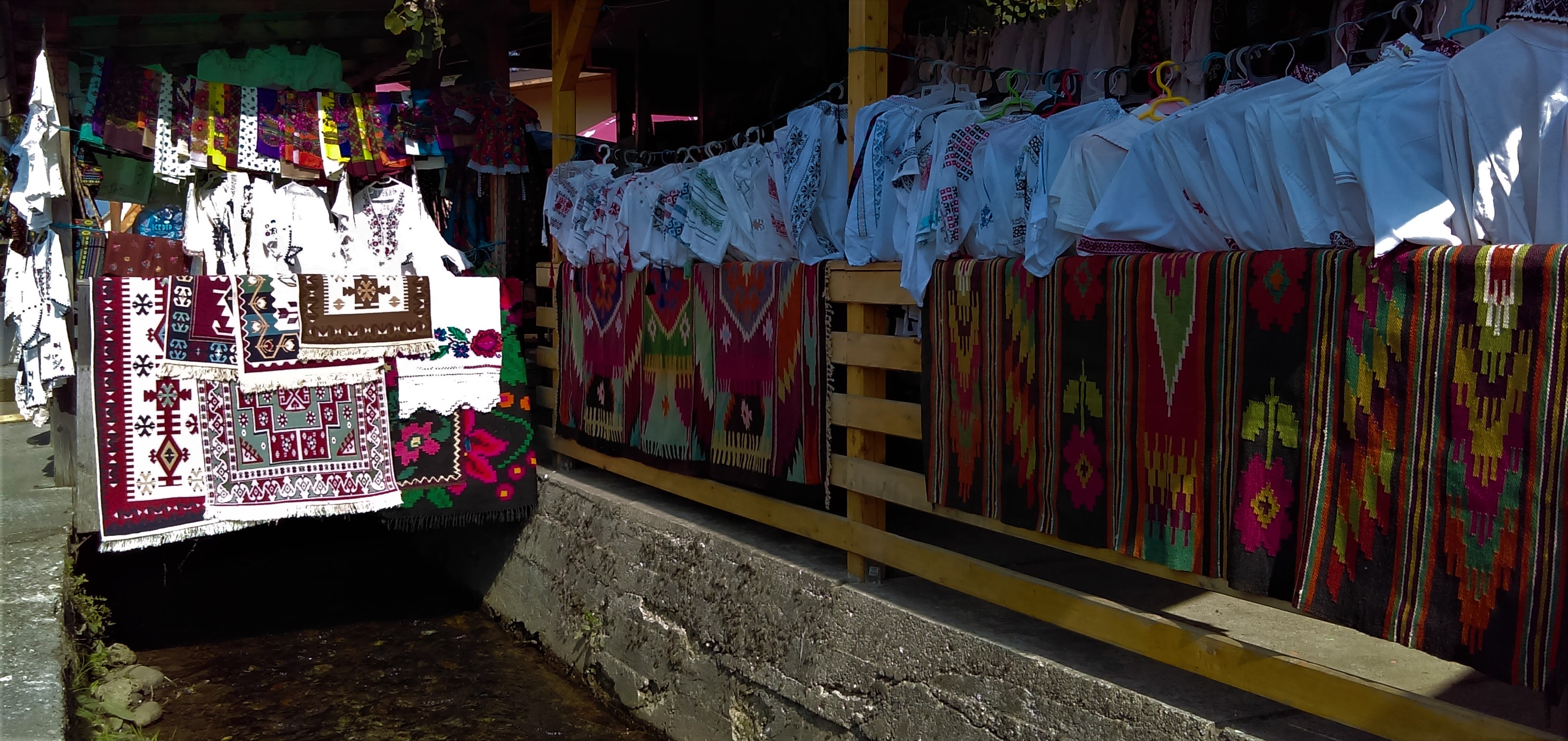
Народные изделия из текстиля на рынке в Сэпынце[рум.].
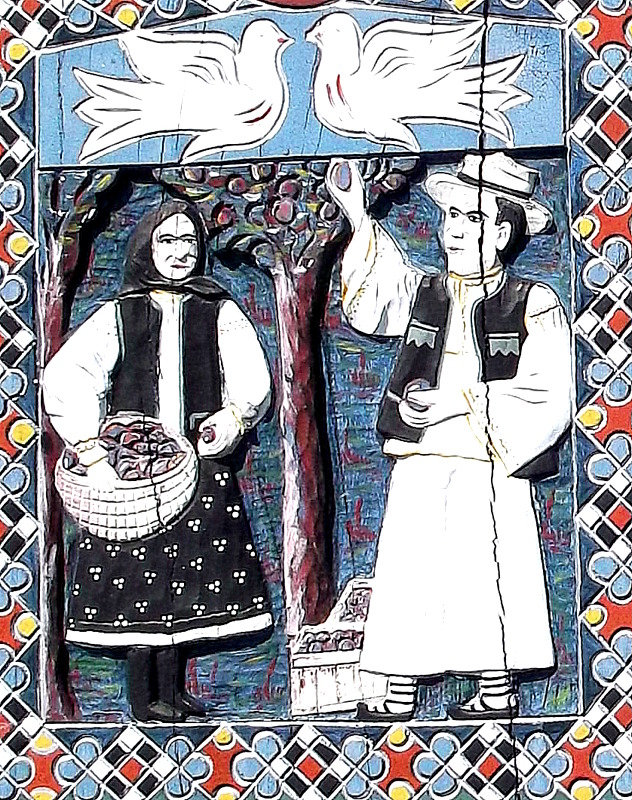
Марамурешский костюм на надгробии с Весёлого кладбища там же.
Свадьба в селе Богдан-Водэ[рум.]
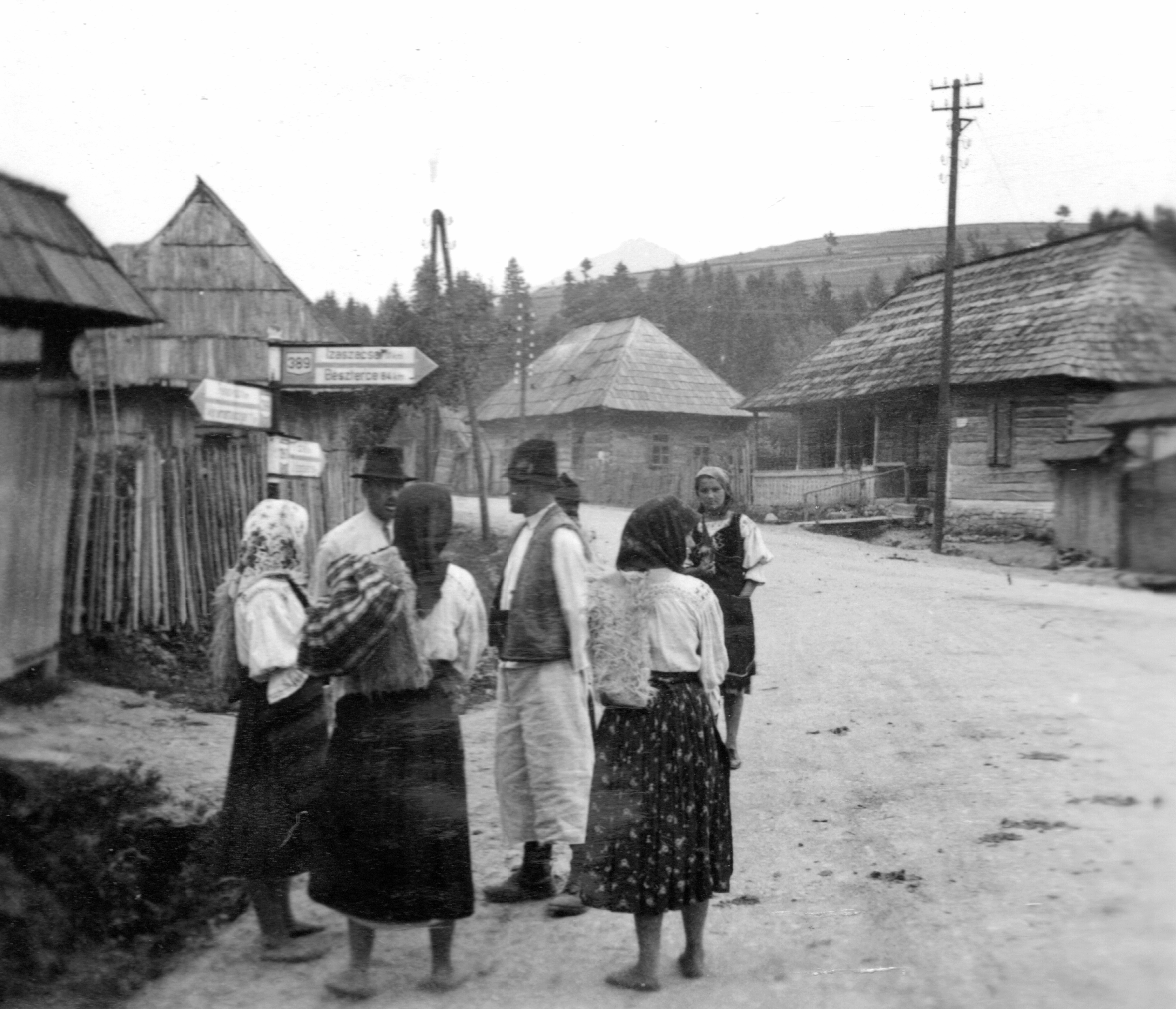
Жители села Моисей[рум.], 1943 год.
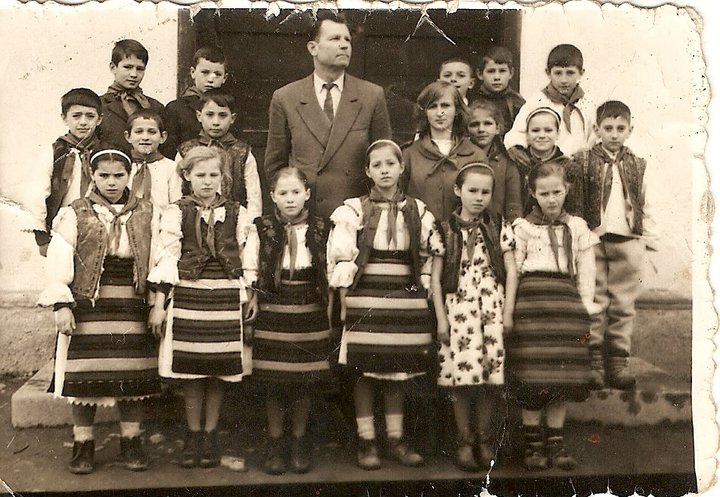
Сельские школьники в национальных костюмах, село Моисей, 1961 год
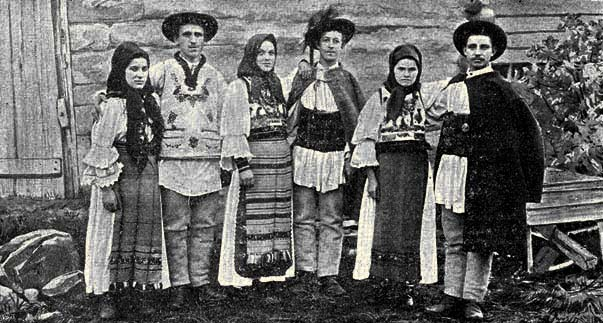
Жители села Добрик (жудец Бистрица-Нэсэуд) в народных костюмах, 1890-е гг.
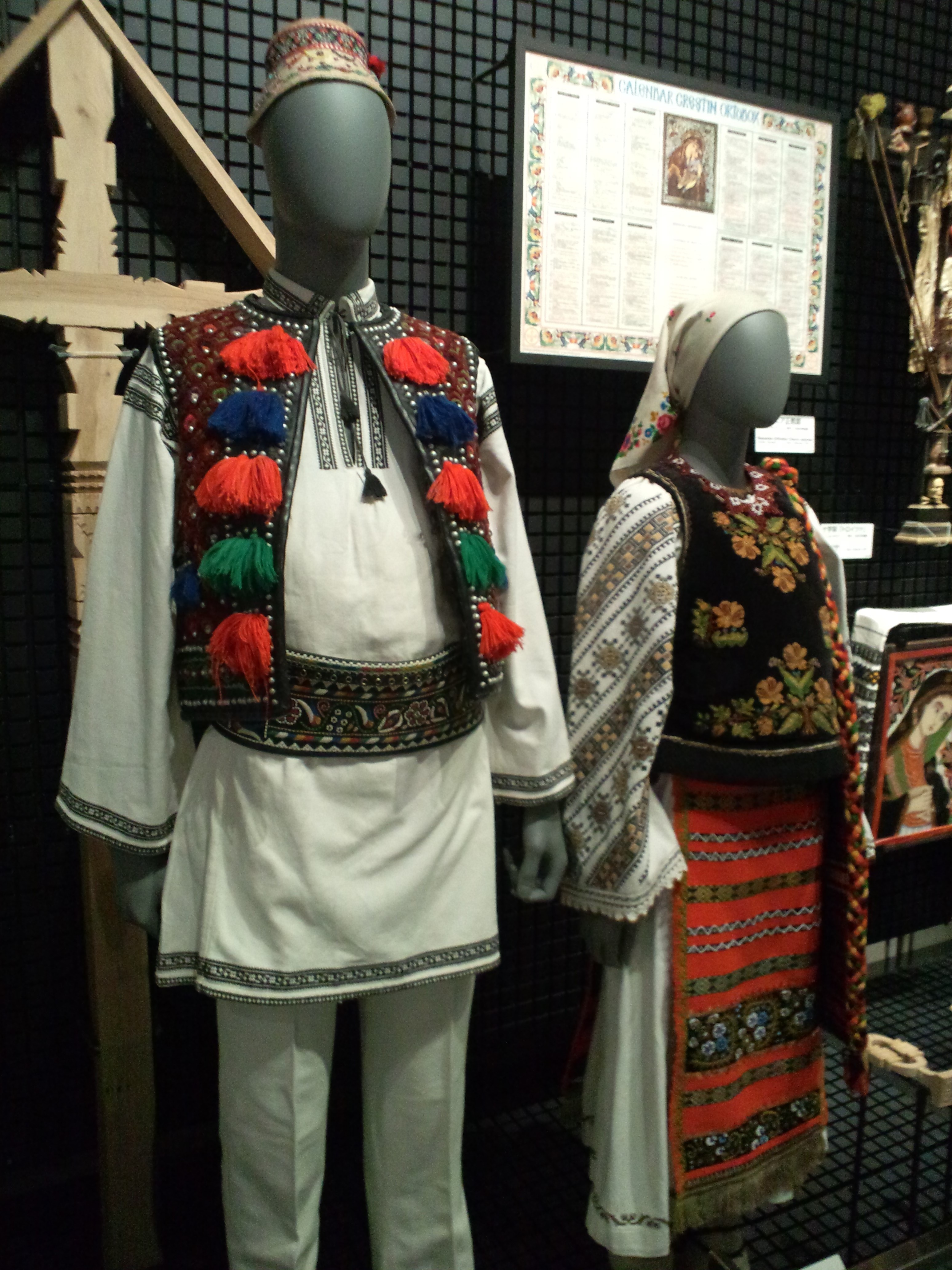
Румынский народный костюм в этнологическом музее Осаки, вероятно, из Марамуреша
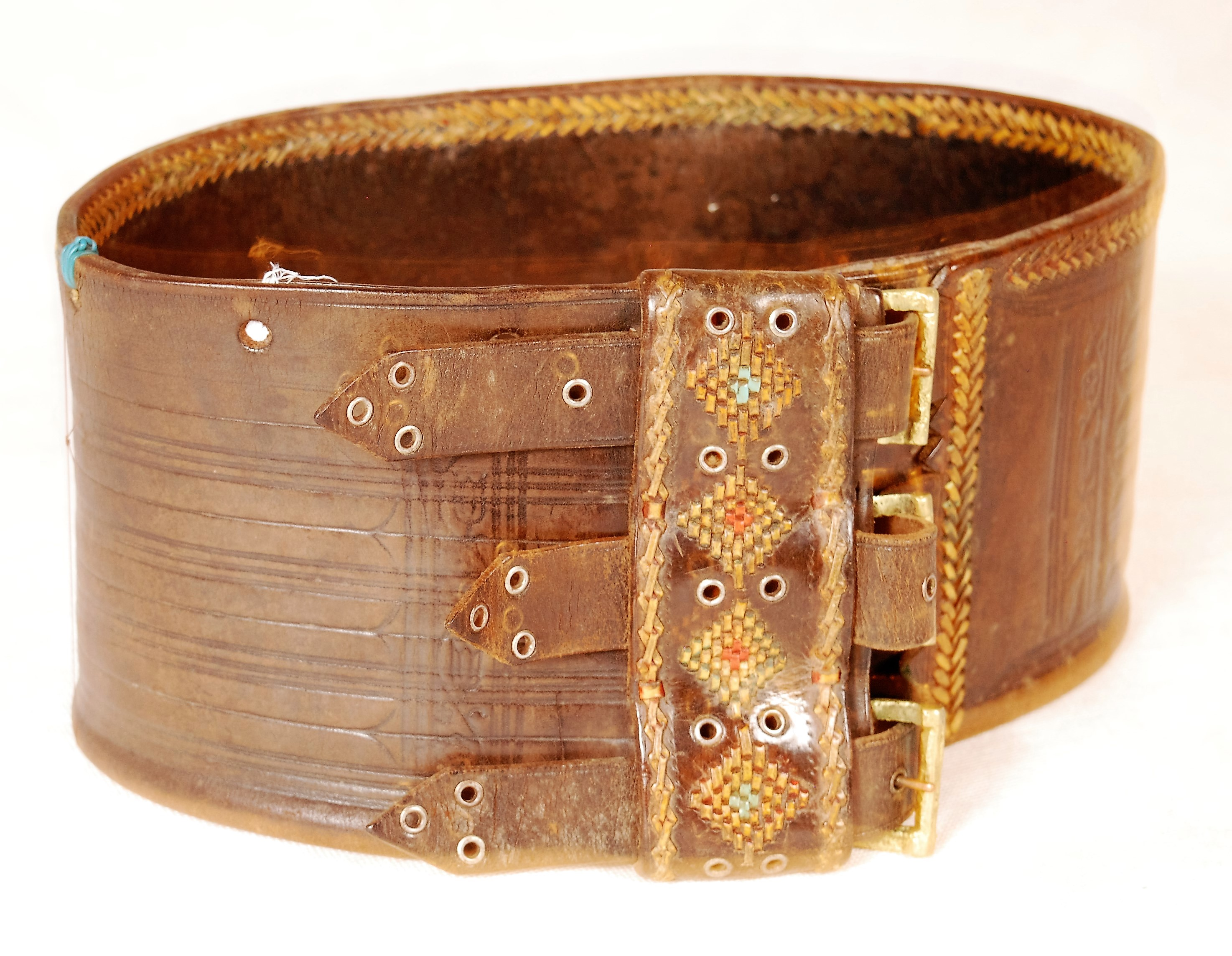
Кожаный пояс из Марамуреша, из собрания этнографического музея Байя-Маре[рум.]
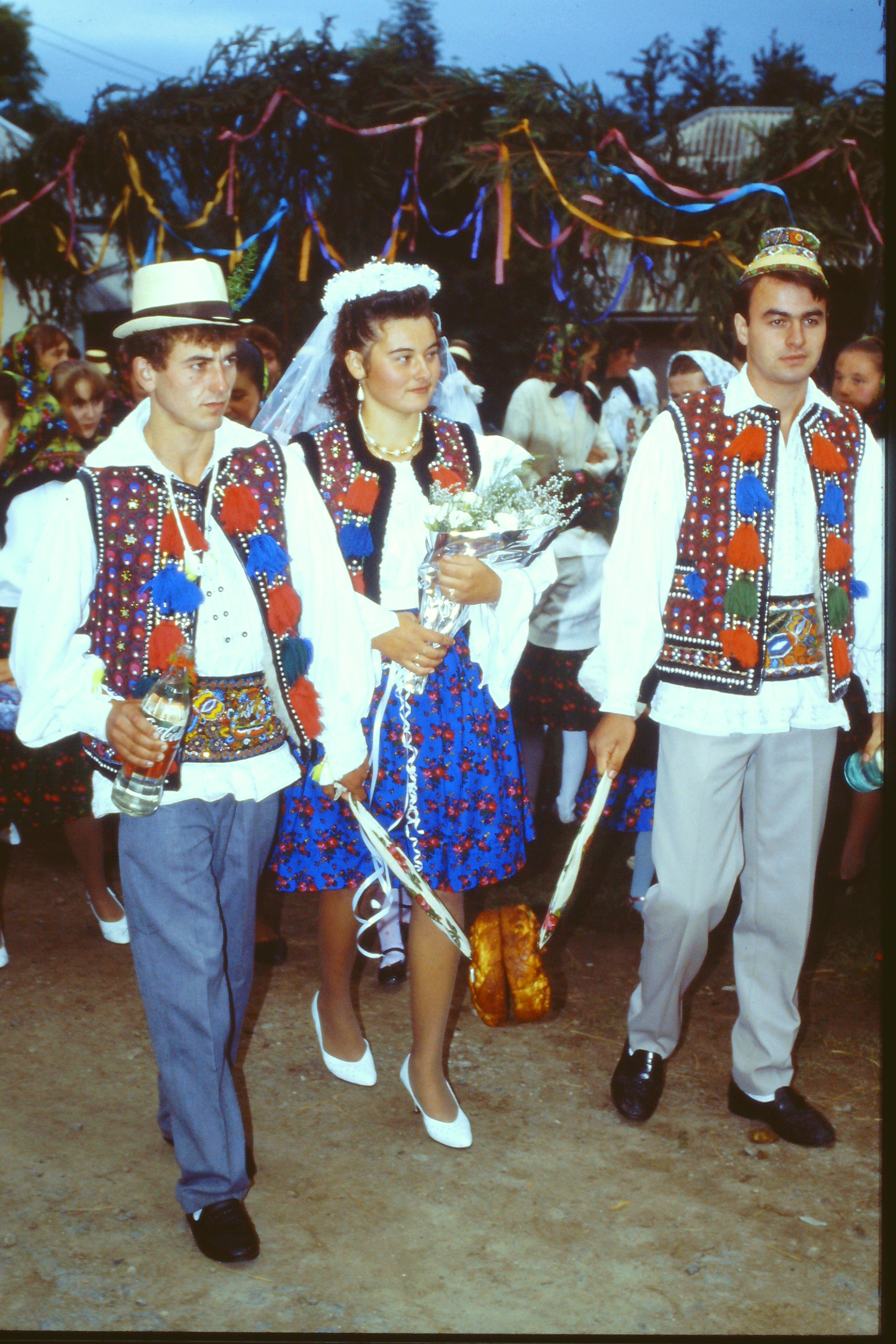
Свадьба в селе Окна-Шугатаг[рум.] (жудец Марамуреш), 1995 г.

### Добруджа (черноморское побережье)
Главной особенностью добруджского костюма является то, что передняя и задняя части катринцы ярко орнаментированы и разных цветов, в то время как в других регионах катринца всегда одного цвета.

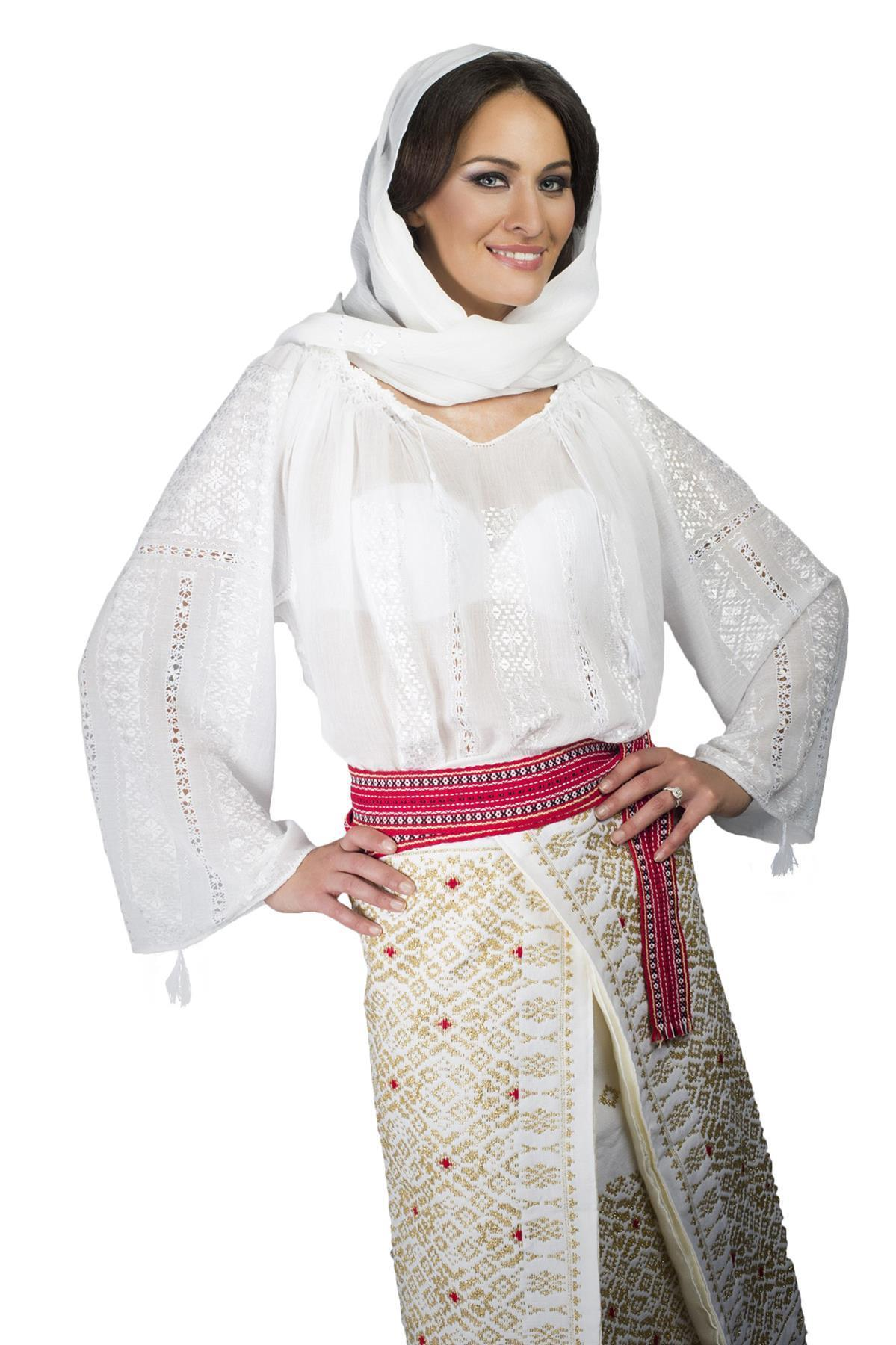
Жительница Констанцы в добруджском костюме

## Праздничная одежда

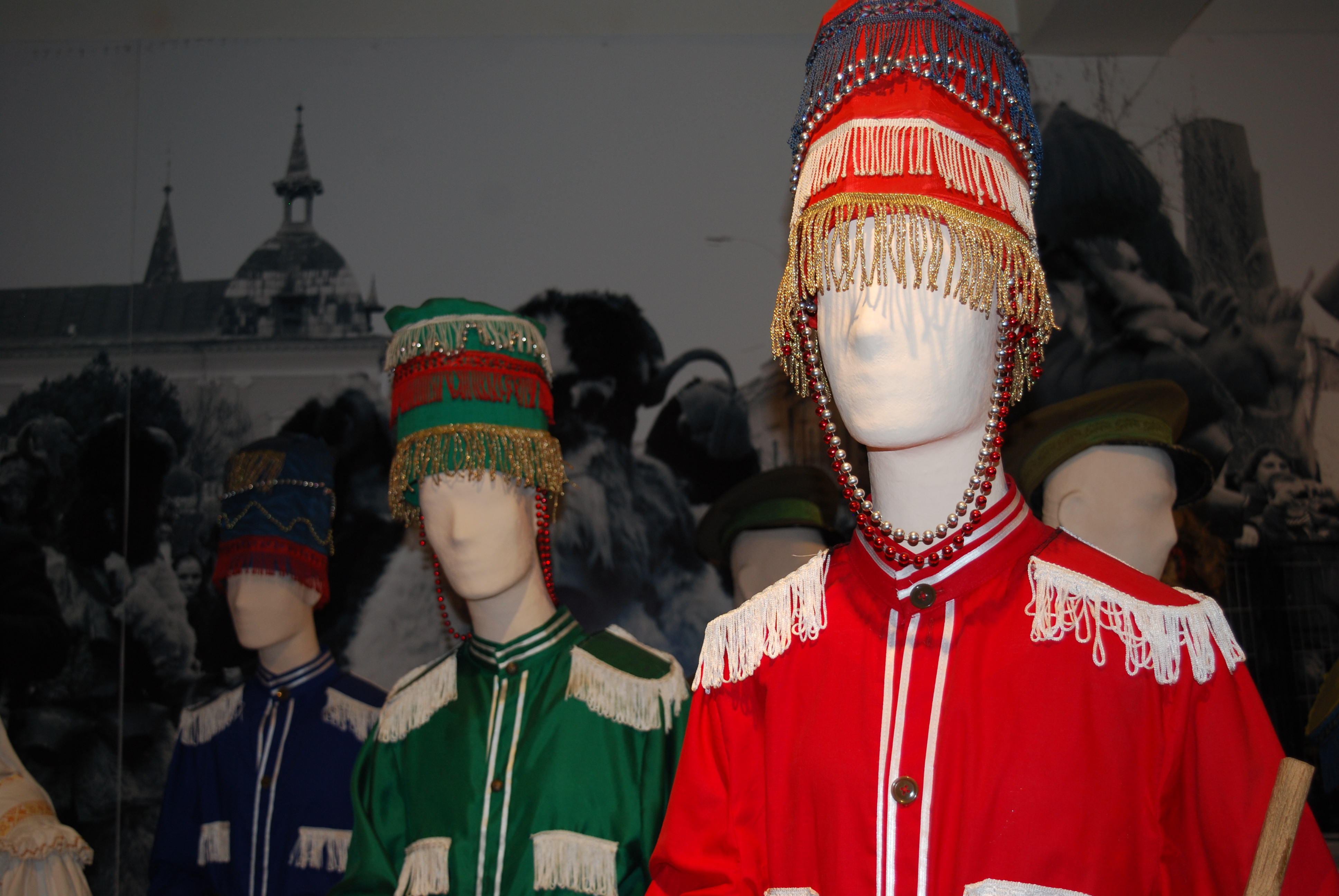
Карнавальные костюмы в виде военной униформы. Экспозиция Сельского музея Марамуреша, Сигету-Мармацией.
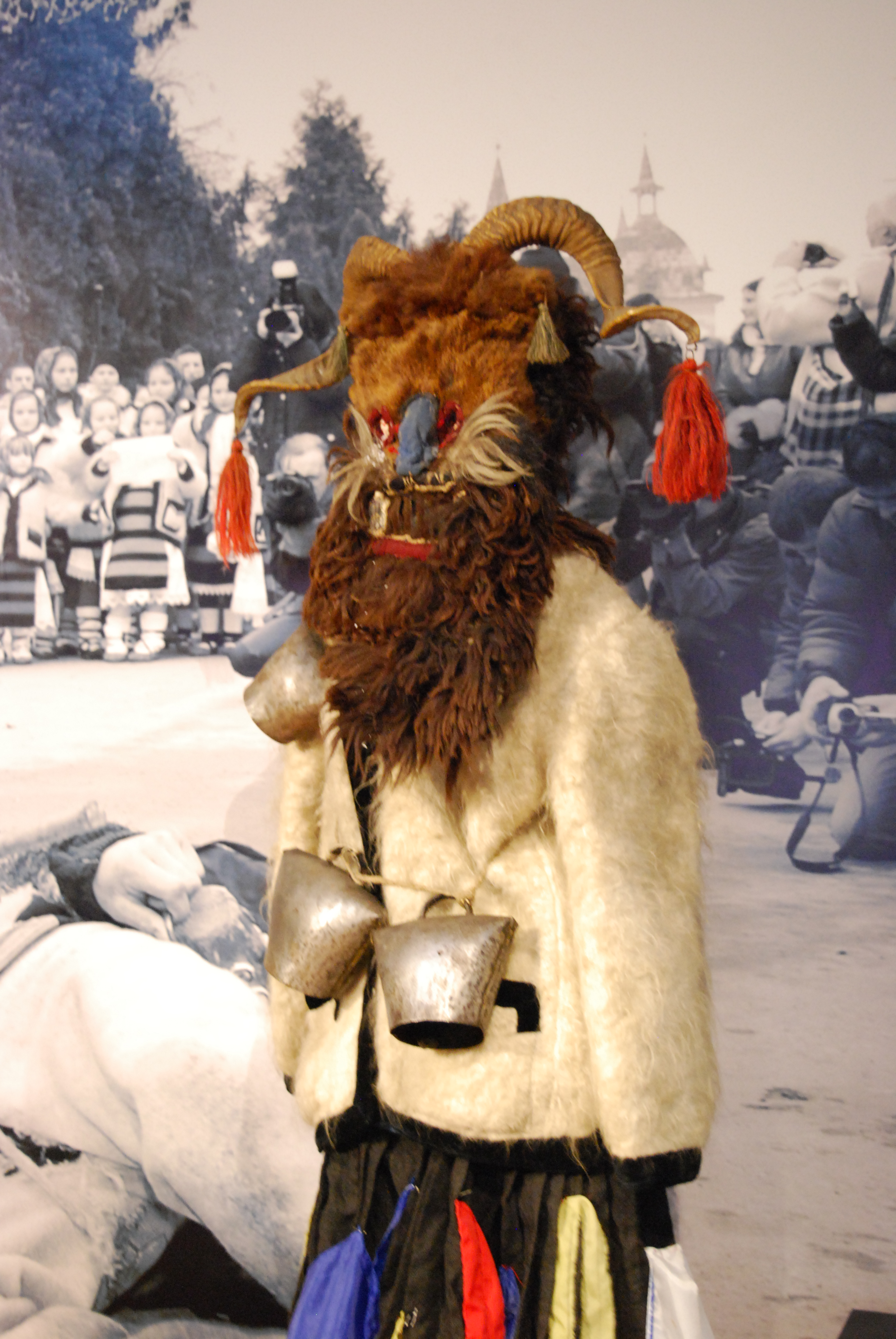
Праздничный костюм, состоящий из овчинного тулупа и маски с рогами. Экспозиция Сельского музея Марамуреша, Сигету-Мармацией.
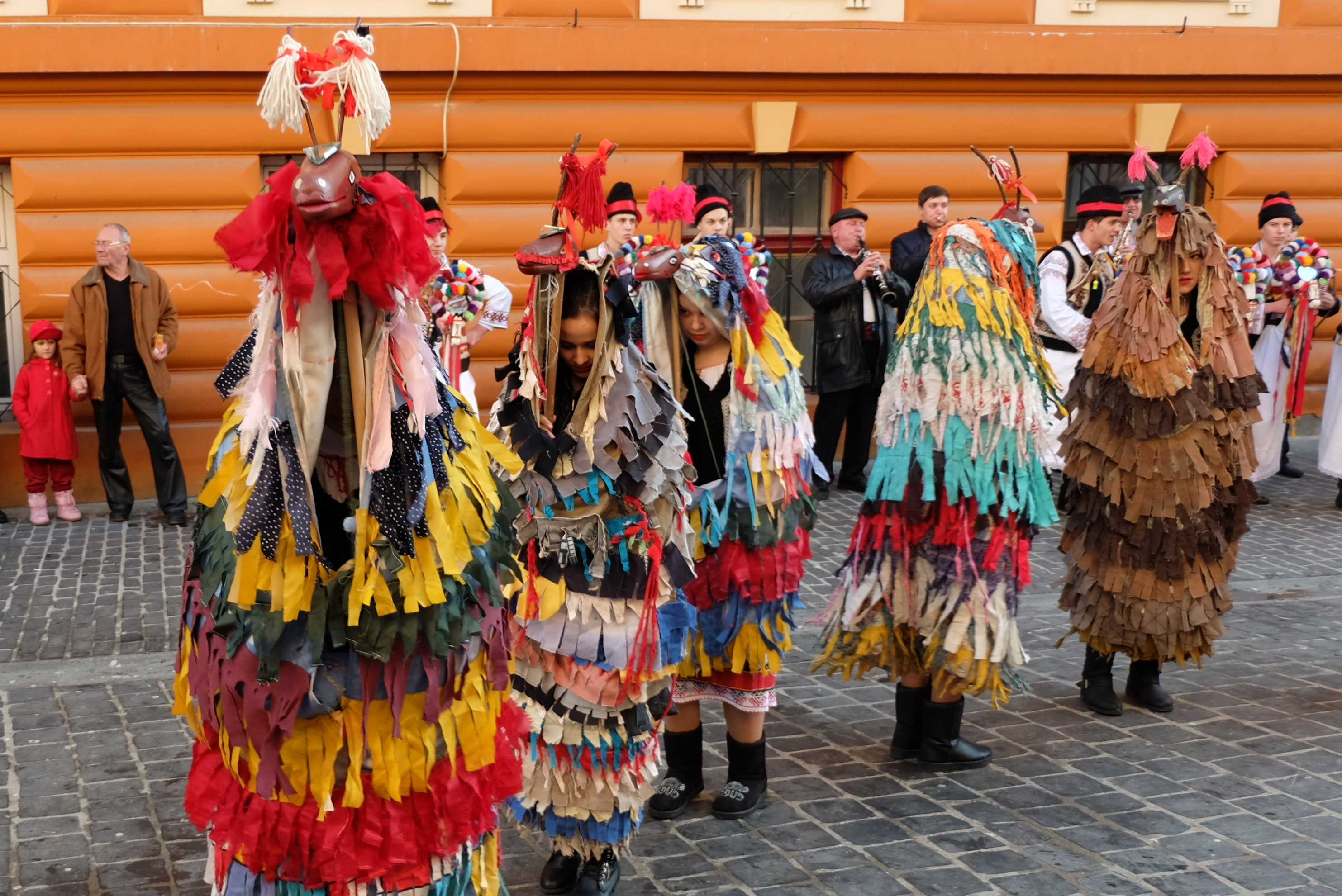
Брашов, 2014 год
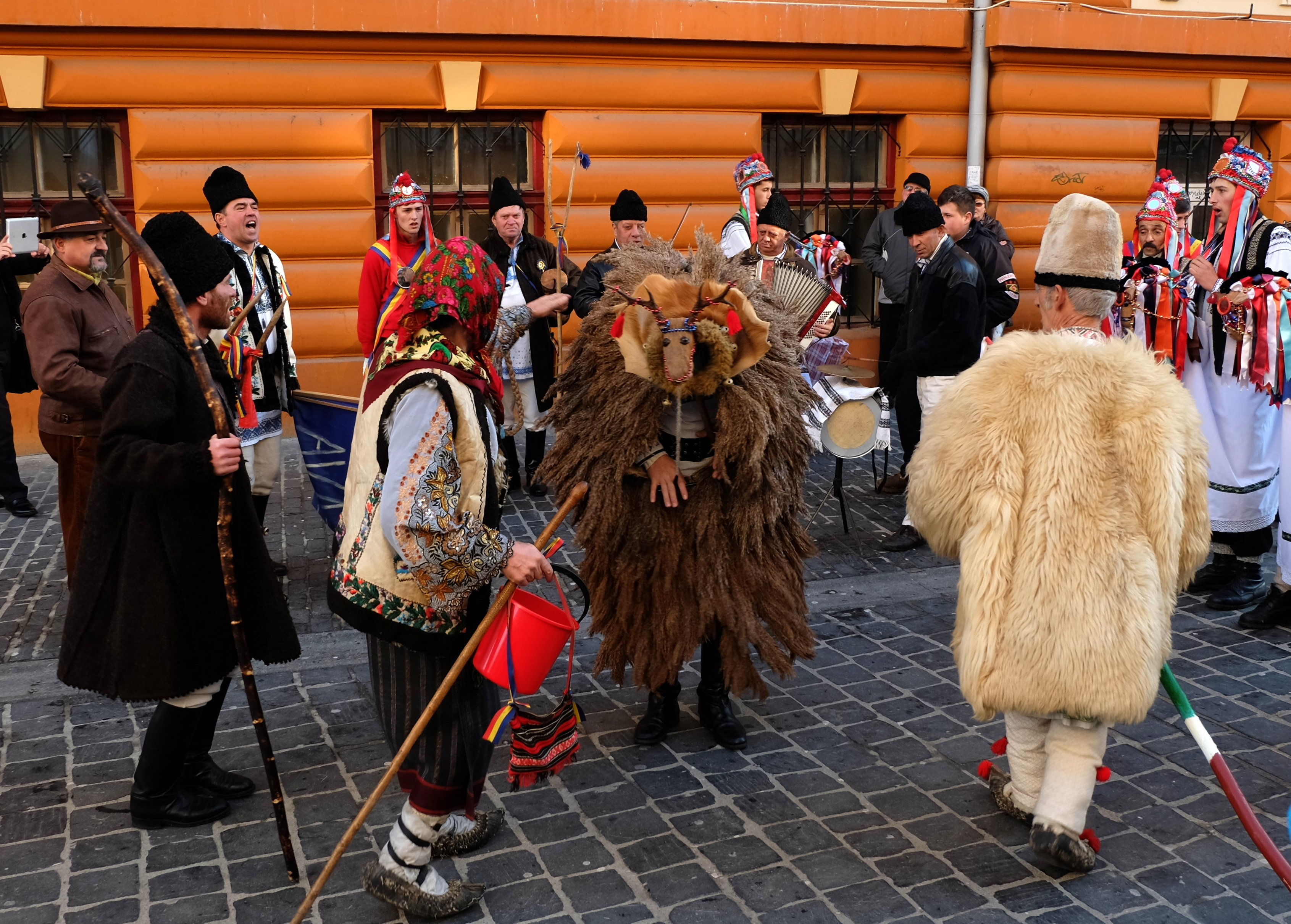
Вождение козы, Брашов, 2014 год
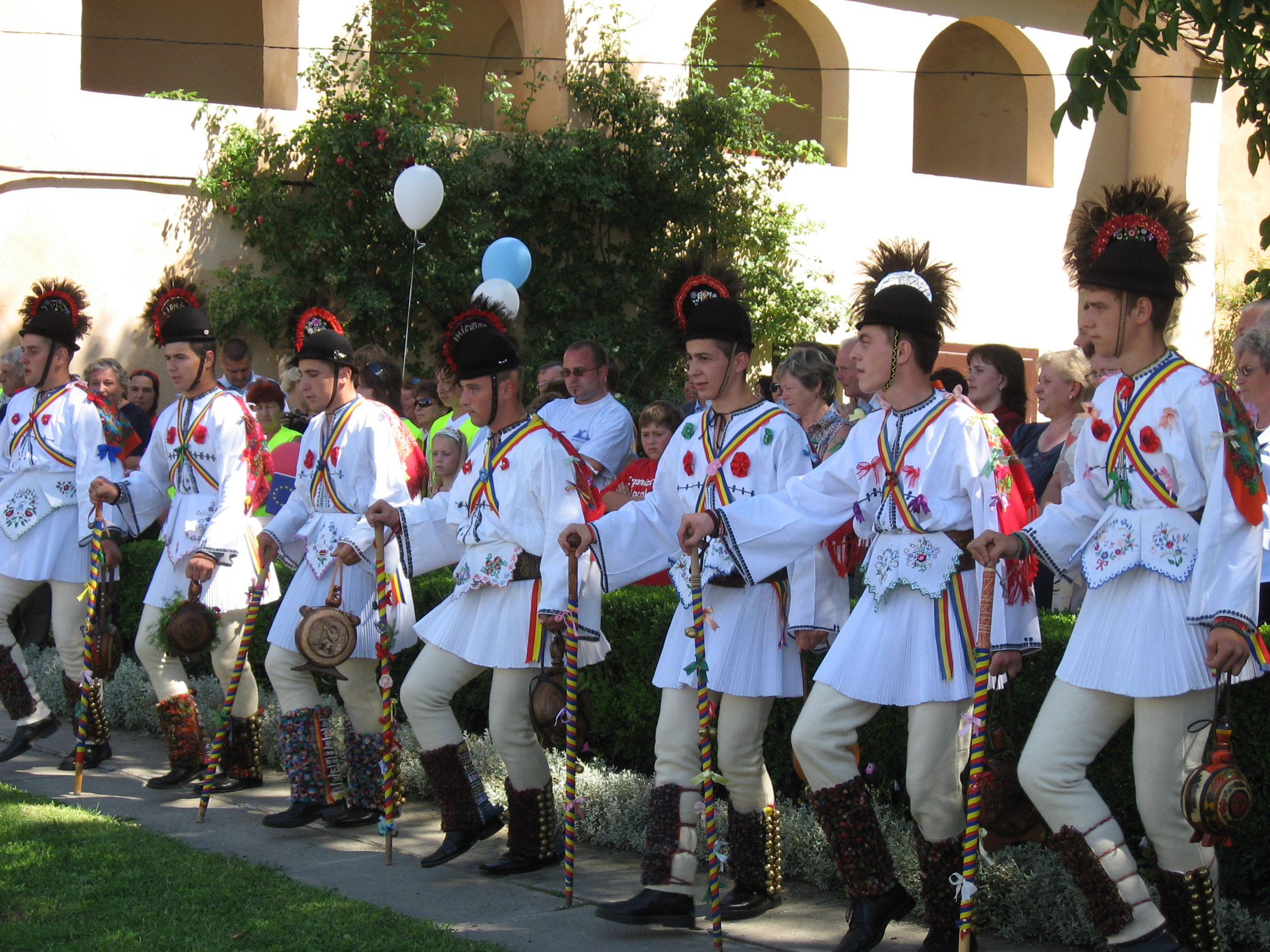
Калушары, Сибиу

## Одежда знати
Средневековая одежда румынской и молдавской знати, как и везде, отличалась большей дороговизной и разнообразием фасонов и тканей. Например, верхние боярские рубахи, надевавшиеся на нательные, шились из шёлка или хлопка. Как и в других феодальных государствах того времени, ношение определённых типов одежды и украшений регулировалось законами и правилами. Например, в Валахии, Трансильвании и Молдове всем, кроме бояр высшего ранга/чина (рум. и молд. boier de sfat, боерь де сфат), запрещалось носить обувь жёлтого или красного цвета, одежду из позолоченных и посеребренных тканей, а также золотые украшения. Лишь господарь и его семья имел право носить белую одежду, чем ниже значение было у придворного, тем тусклее и менее цветастой была его одежда. Так, бояре первого ранга/чина носили яркую одежду, бояре второго — кафтаны коричневого, тёмно-зелёного и тёмно-синего цветов, а третьего — коричневого и серого цветов. Например, при правлении фанариотов, пахарники (кравчие, чашники), будучи боярами второго чина, носили тёмно-синие, коричневые и тёмно-зелёные кафтаны, но имели право отращивать бороду, в отличие от бояр более низких чинов. Изначально костюм румынской знати был больше ориентирован на Запад и Византию, однако в XV-XVI-м веках усилилось османское влияние, достигшее пика к концу XVII века и XVIII веку (в мужском костюме, женский был меньше ориентирован на Османскую империю и продолжал вбирать в себя элементы западноевропейской одежды) Нередко ради сохранения этнической стабильности и защиты от иностранного влияния издавались законы, которые запрещали ношение иностранной одежды. Конкретно в Молдавском княжестве в XVI веке ношение одежды турецкого или европейского фасона крестьянами или простыми горожанами каралось.
На верхнюю рубаху, бывшую более длинной и плотной, чем нательная, окрашивавшуюся в пастельные цвета (розовый, светло-зелёный, голубой, жёлтый или оранжевый) и опоясывавшуюся кушаком из дорогой ткани (например, кашемира), который оборачивался шесть-семь раз; надевали короткую безрукавку-камзол — ферменя (рум. fermenea), а на неё — суконный кафтан с шёлковой подкладкой. Зимой кафтан подбивался мехом. Самым дорогим был соболиный мех, и поэтому по восшествии на престол султан дарил господарю соболиную шубу, аналогично господарь вручал подбитый соболем кафтан своему приближённому, возводя его в боярское достоинство. И мужчины, и женщины, носили турецкие шаровары, позволявшие сидеть на диванах по-турецки.
Отличительными головными уборами бояр были калпак (рум. calpac) — шапка наподобие перевёрнутого горшка (вышеупомянутые пахарники носили калпаки с зелёным верхом), ишлик (рум. işlic) — шапка в виде кубка, размер которой изменялся в зависимости от боярского ранга/чина (третьего чина носили ишлик в виде усечённого конуса, очень широкий и плоский вверху), и гуджуман (рум. gugiuman) — шапка треугольной формы, также расширяющейся к верху. Матерчатый верх гуджумана был красным (у обычных бояр) или белым (у господарей и членов малых (исполнительных) диванов). Гуджуманы надевались боярами в торжественных случаях. Молдавские бояре также носили тюрбан. Боярыни носили на голове плат, тюрбан или меховую шапку.
Боярские причёски мало чем отличались от причёсок простонародья: мужчины стриглись под горшок и носили волосы до плеч. Во время османского владычества самой популярный причёской стал чуб наподобие казацкого.

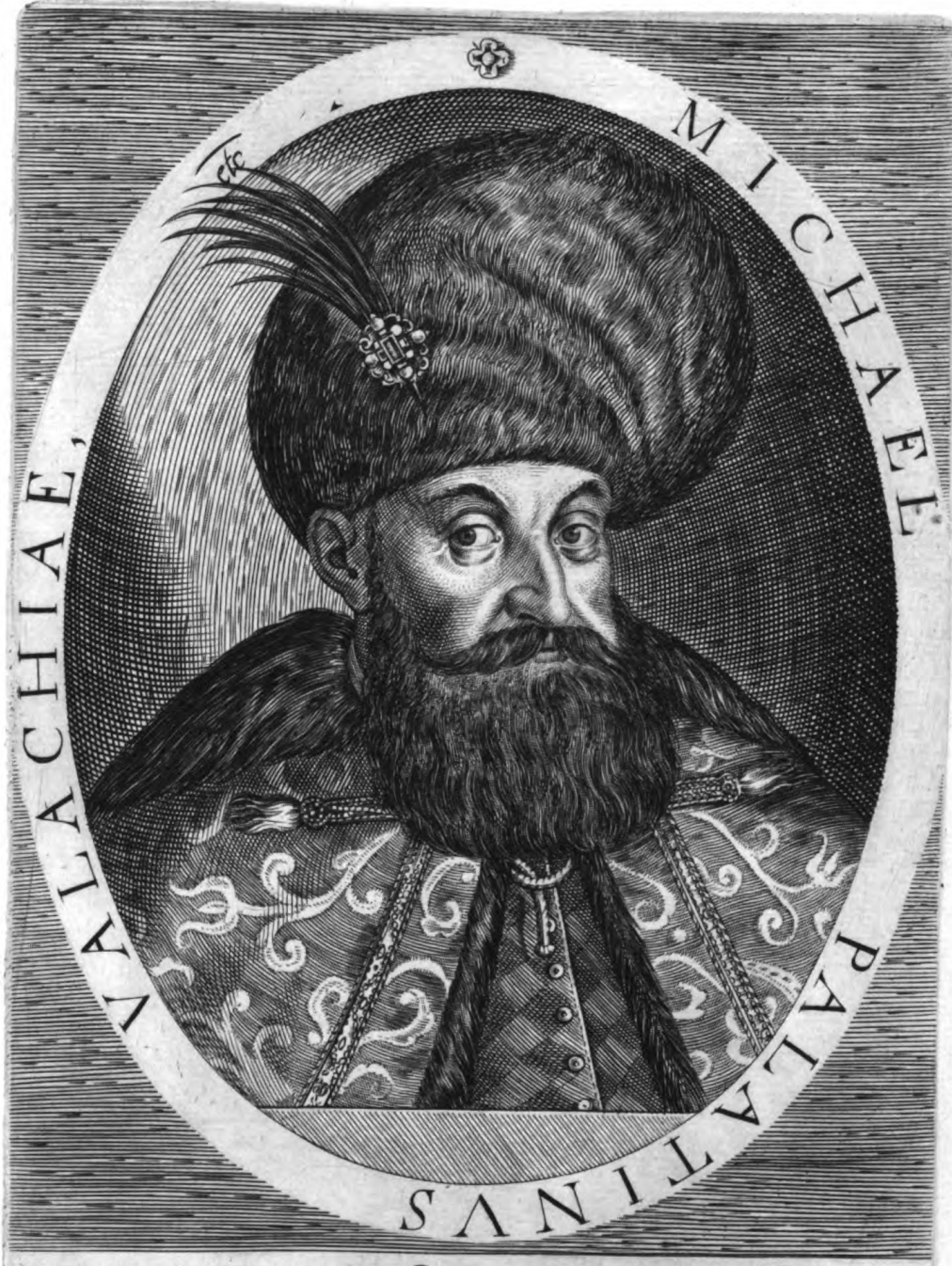
Портрет Михая Храброго Доминика Кустоса из книги «Atrium heroicum Caesarum» (прим. 1600—1602 гг.)
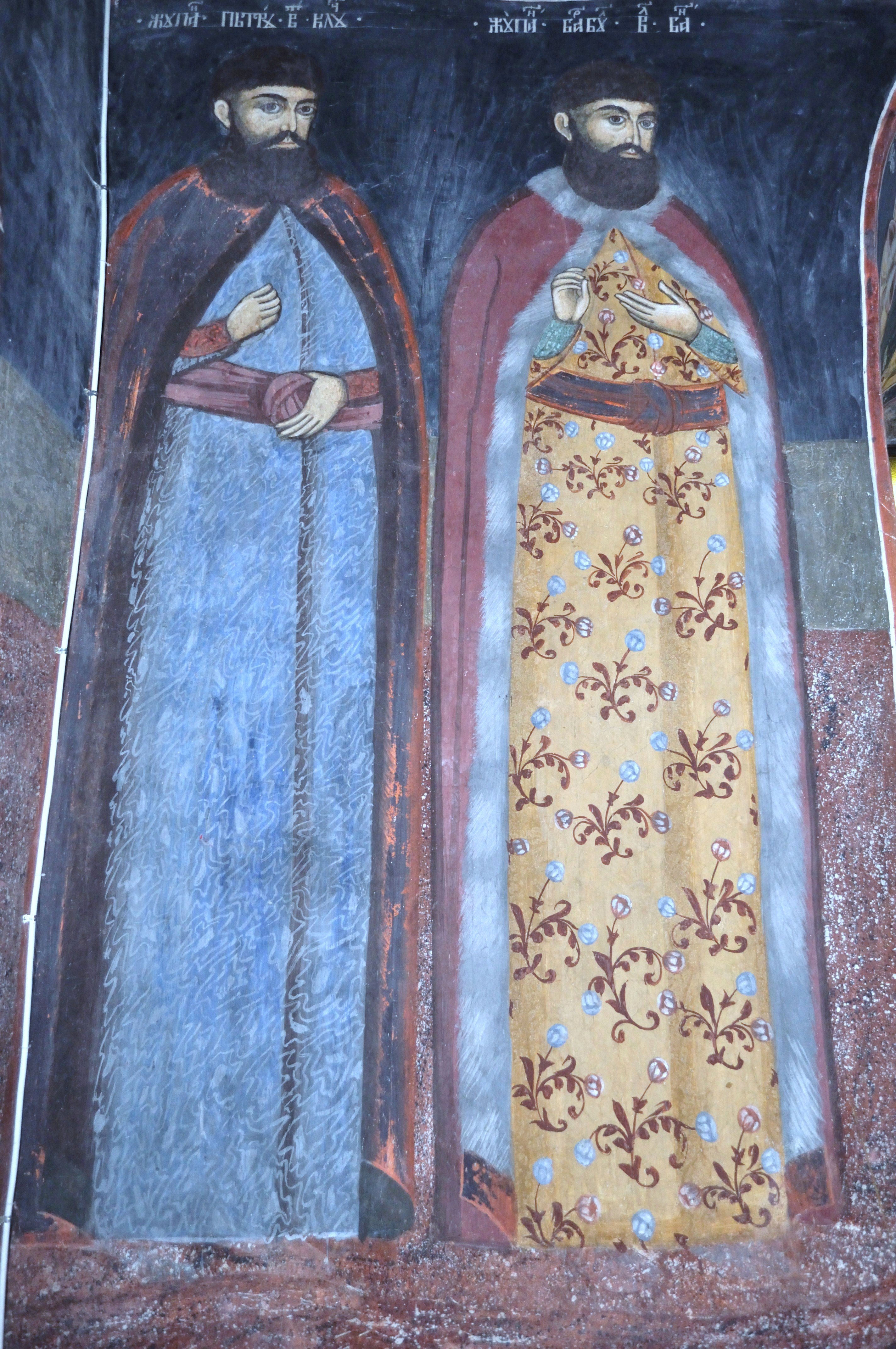
Бояре на росписи церкви в Успенском монастыре Половражи (жудец Горж)
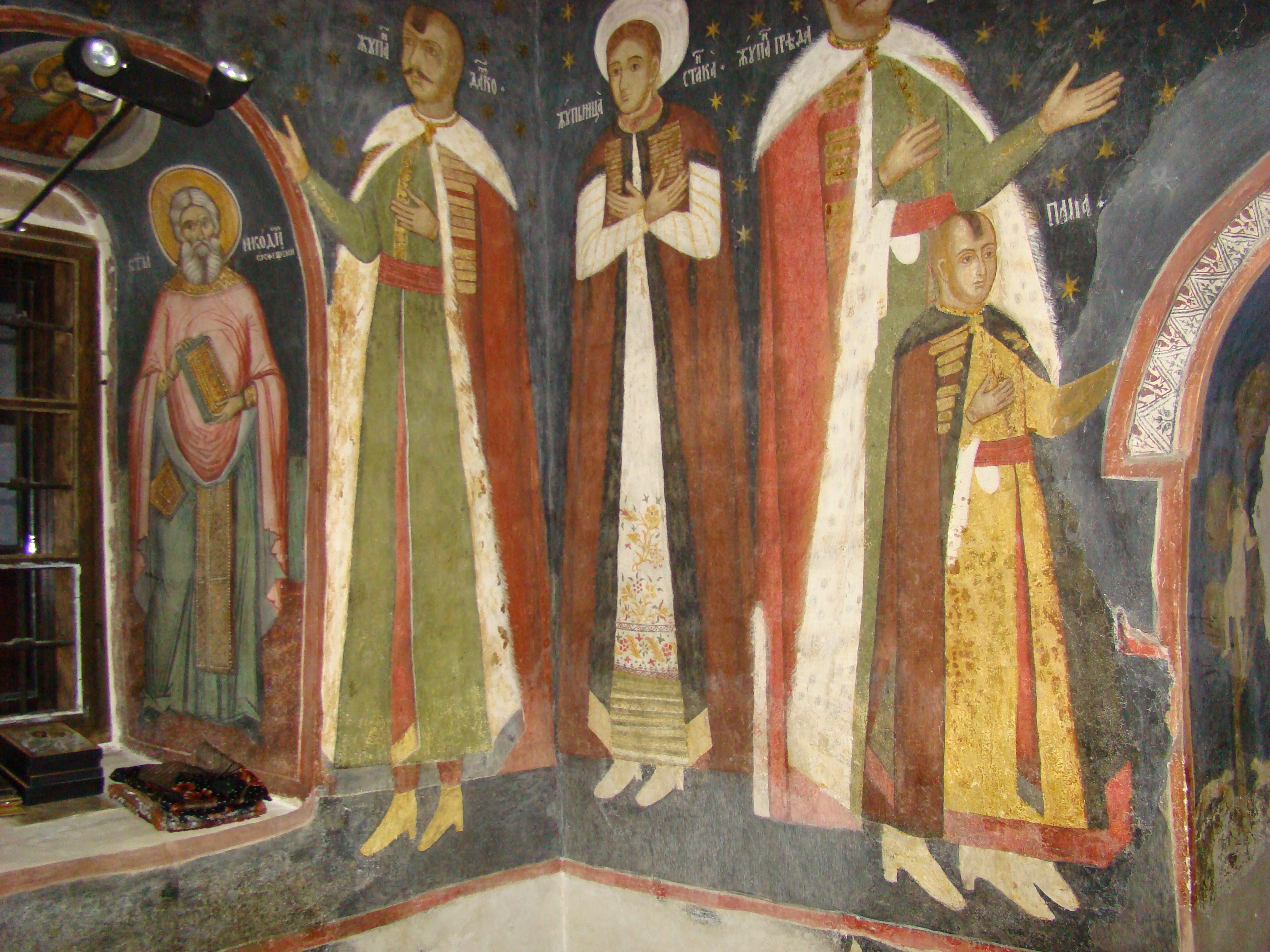
Роспись церкви в монастыре Арнота[рум.] (жудец Вылча)
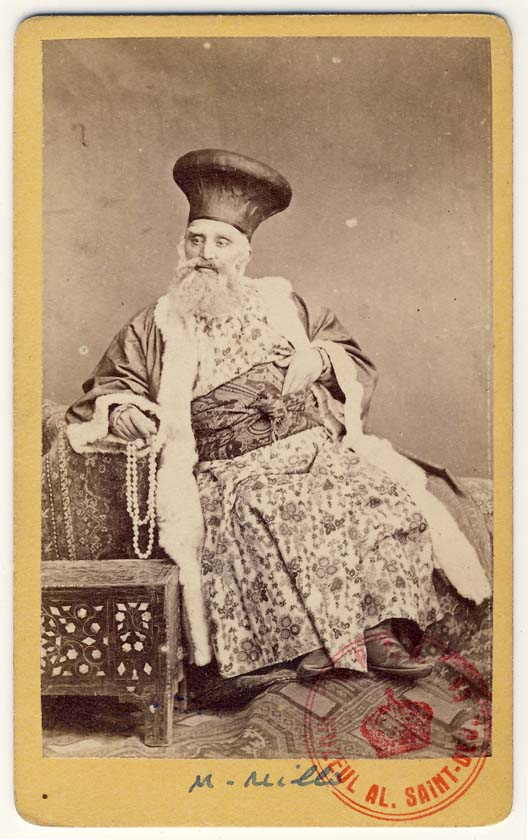
Театральный актёр Матеи Милло в роли боярина-фанариота, фотопортрет Кароя Сатмари, 1860-е гг.
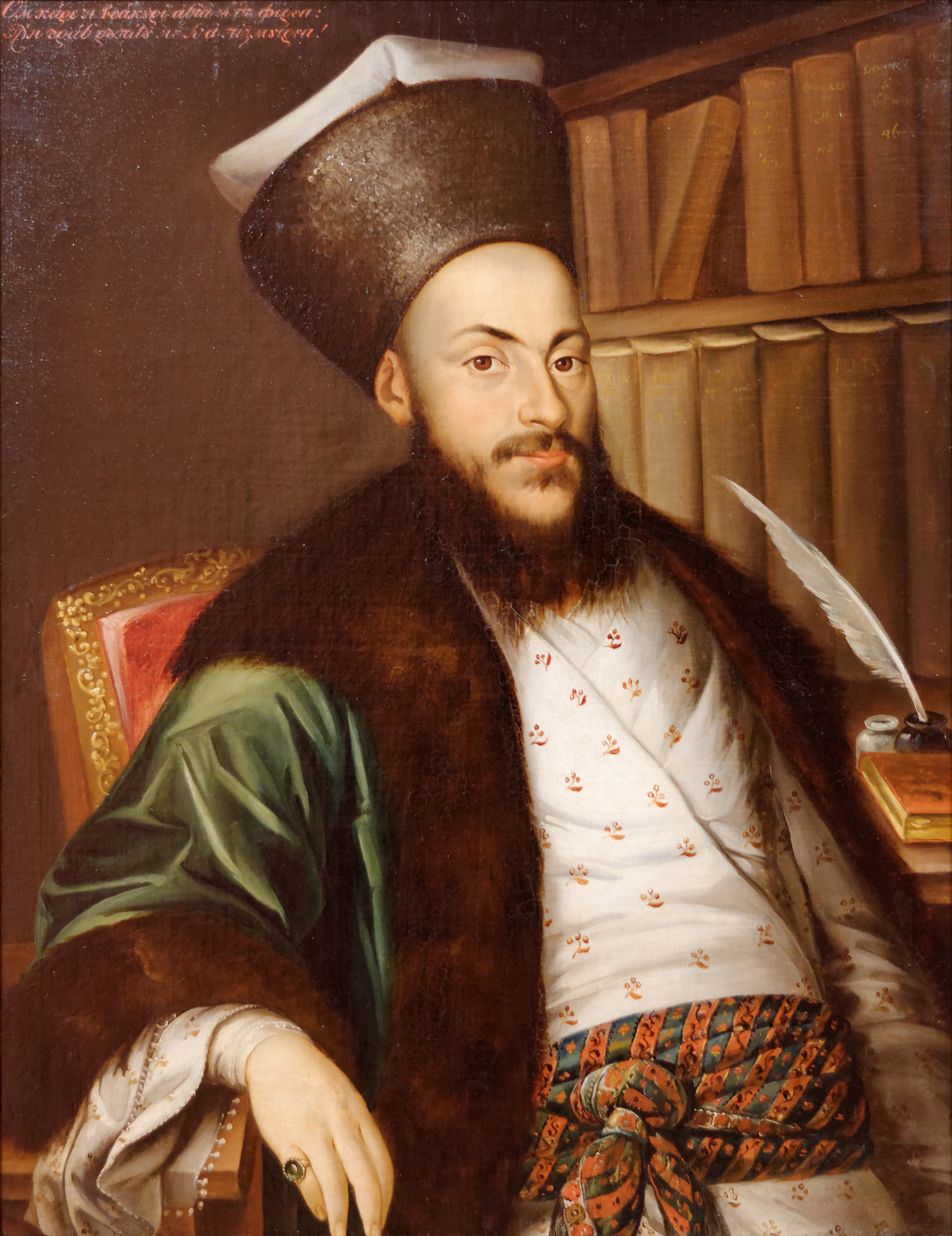
Портрет писателя Алеку Вакареску кисти Антона Хладека, конец XVIII века.
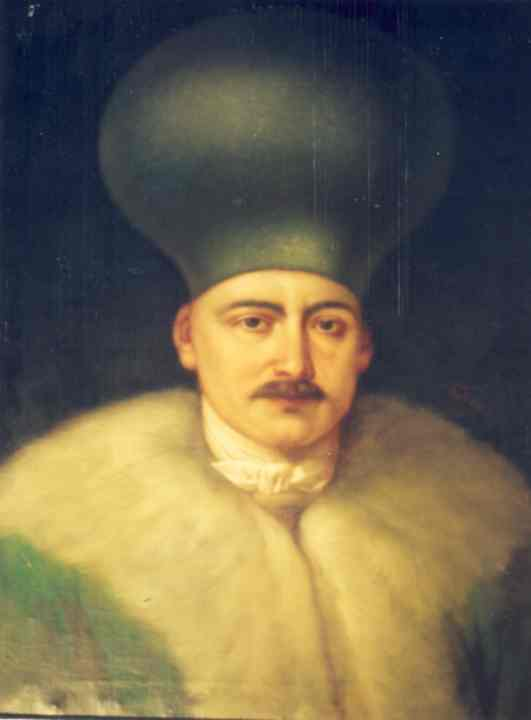
Портрет ворника (управляющий господарским двором) Шербана Градиштяну (рум. Șerban Grădișteanu).
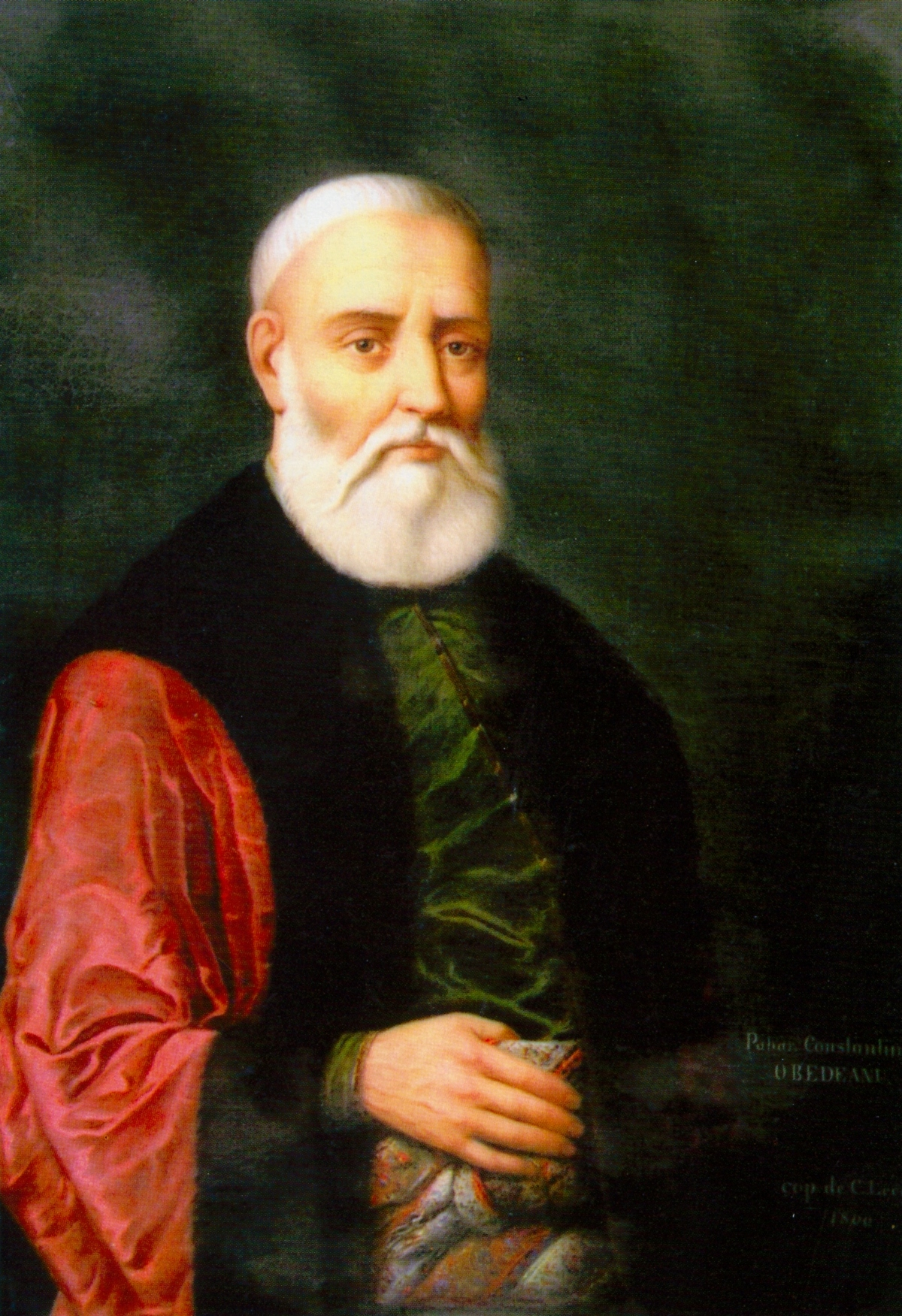
Портрет пахарника Константина Обедяну кисти Константина Лекки
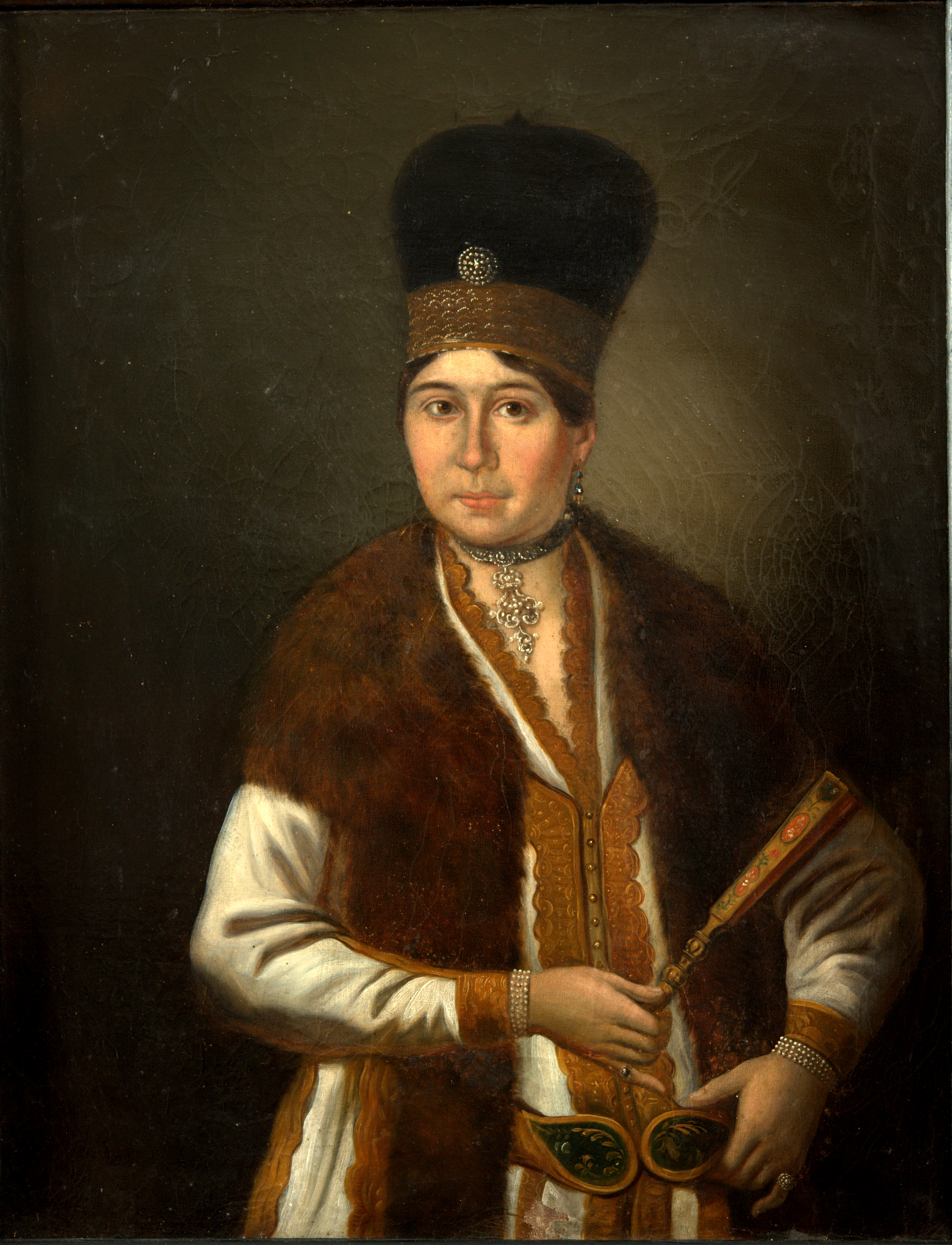
Портрет графини Екатерины-Марии Логофетти (в замужестве д'Имбо), 1780 год. Хранится в музее Моравской Словакии, Угерске-Градиште (Чехия)
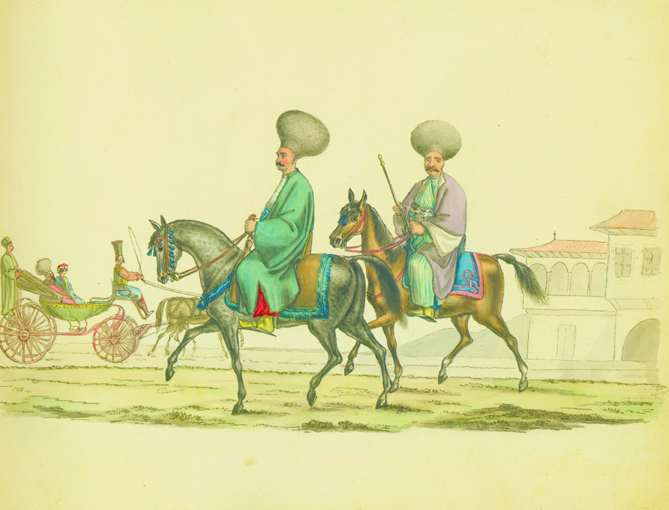
Бояре-фанариоты, 1825 год.
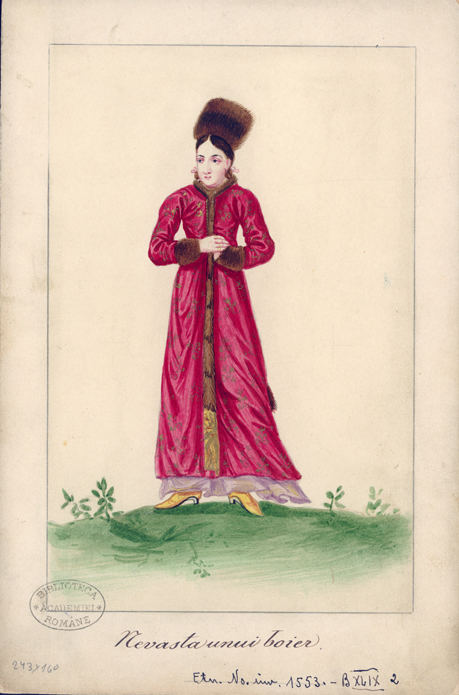
Боярыня, XVIII век. Из альбома «Кабинет трансильванского костюма» (нем. Trachten-Kabinett von Siebenbürgen) 1729 год.
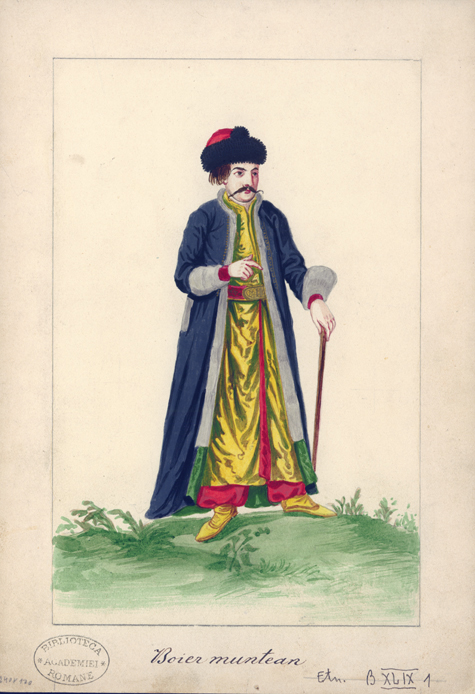
Мунтенский боярин. Из альбома «Кабинет трансильванского костюма» (нем. Trachten-Kabinett von Siebenbürgen) 1729 год.

Бояре и купцы, рисунки Auguste de Henikstein, 1825 г.
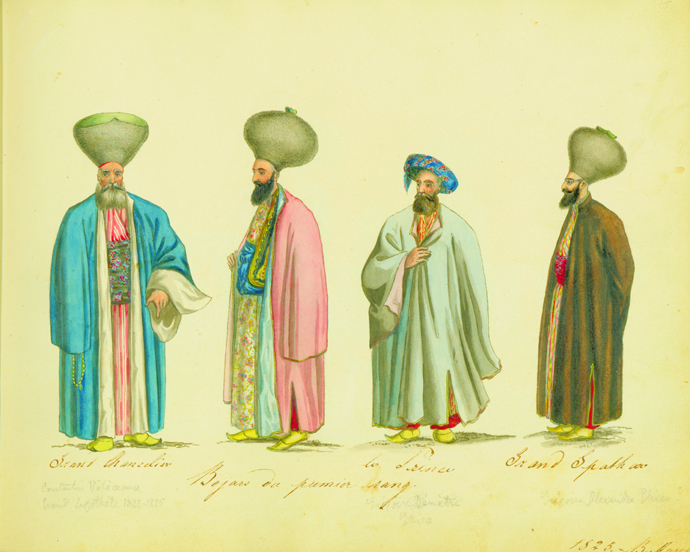
Господарь (третий слева) и бояре высших рангов: первый и второй слева — великий логофет, справа — великий спэтар
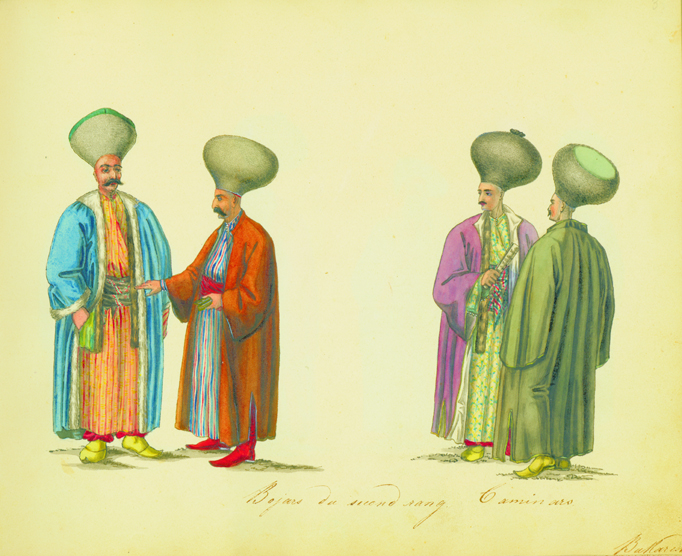
Бояре средних рангов, справа — кэминары (рум. căminar), сборщики налогов
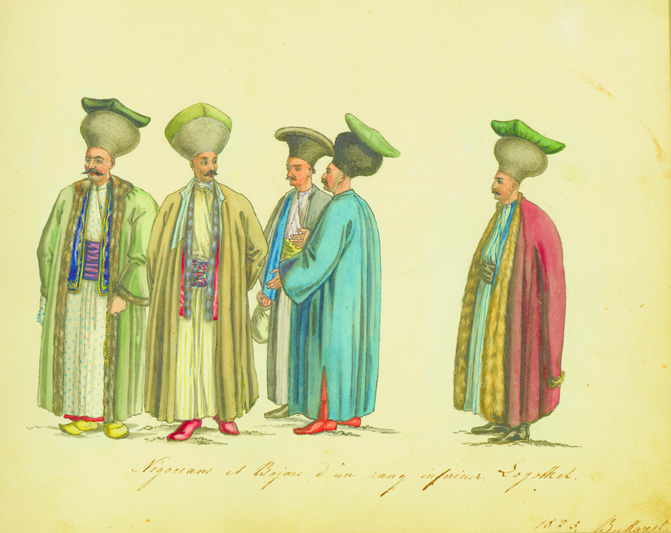
Бояре низких рангов и купцы